# Schitul Crasna

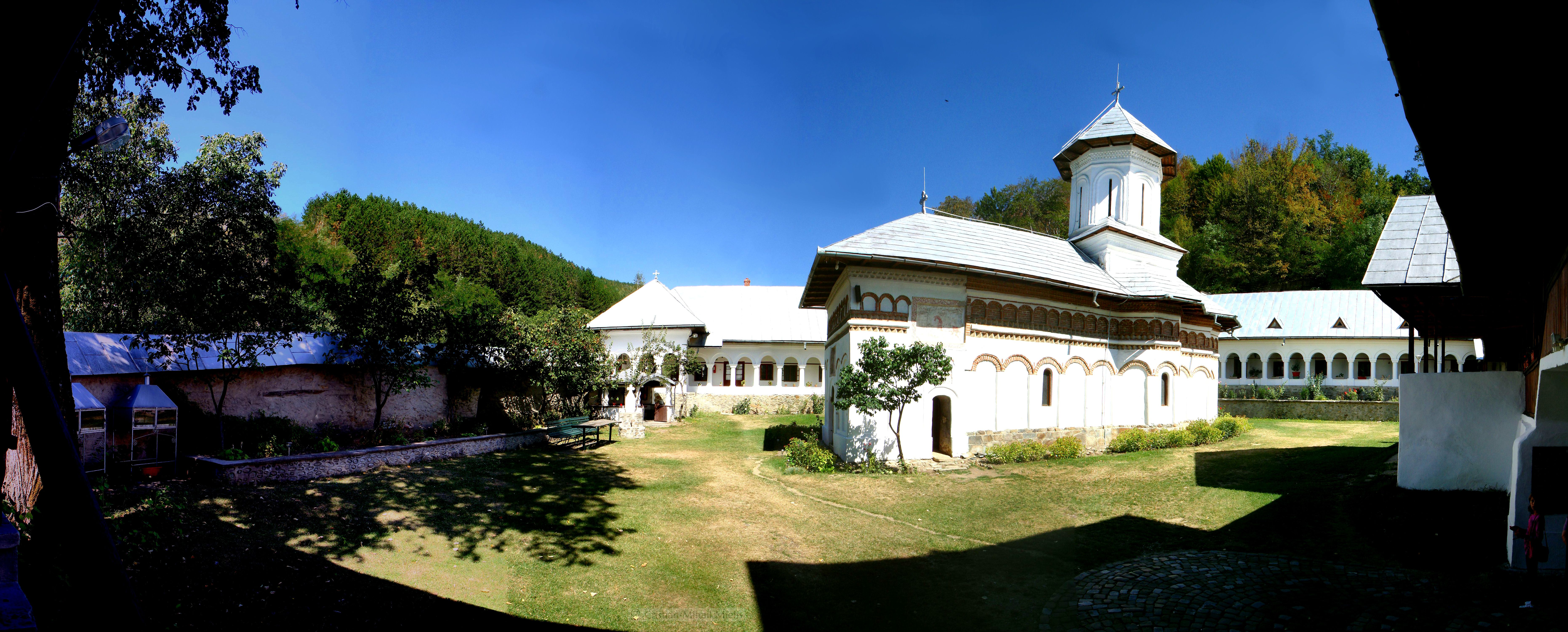
Schitul Crasna - panoramă, foto: septembrie 2012.

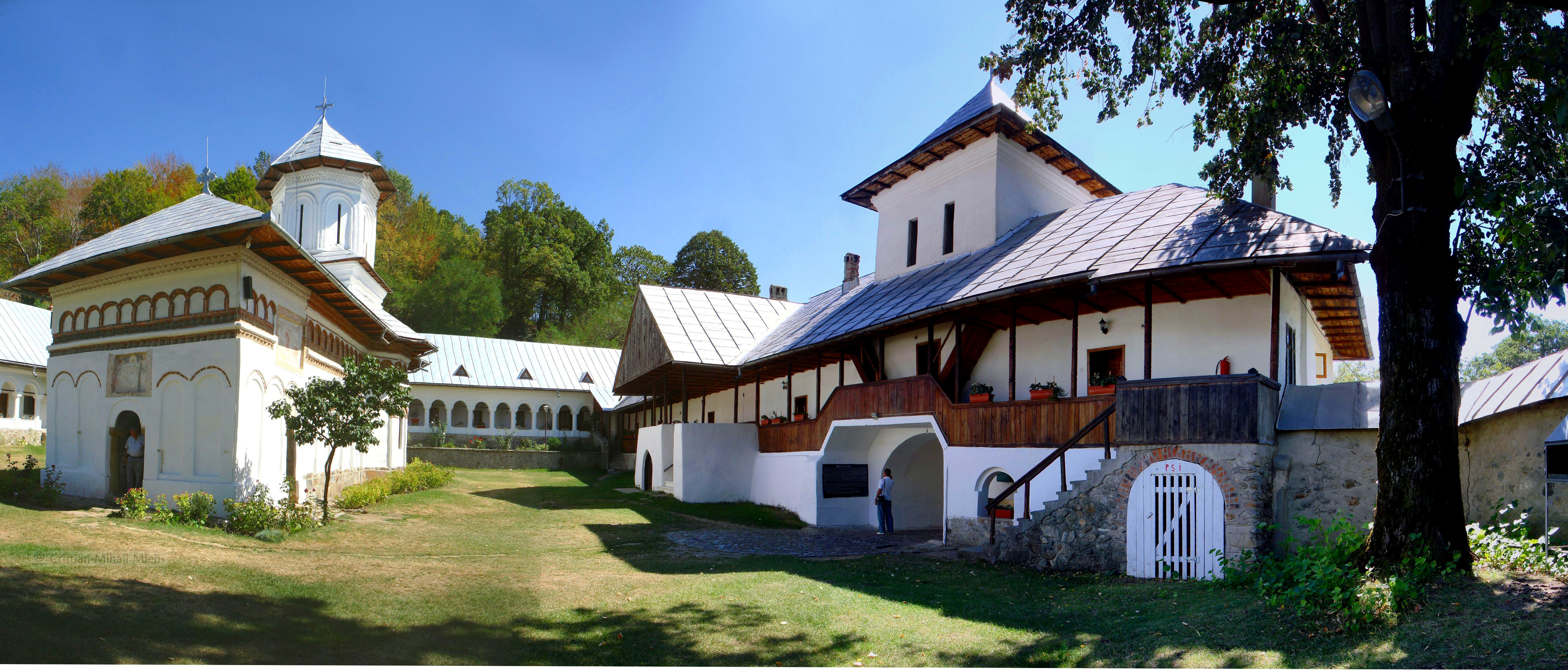
Schitul Crasna - panoramă, foto: septembrie 2012.

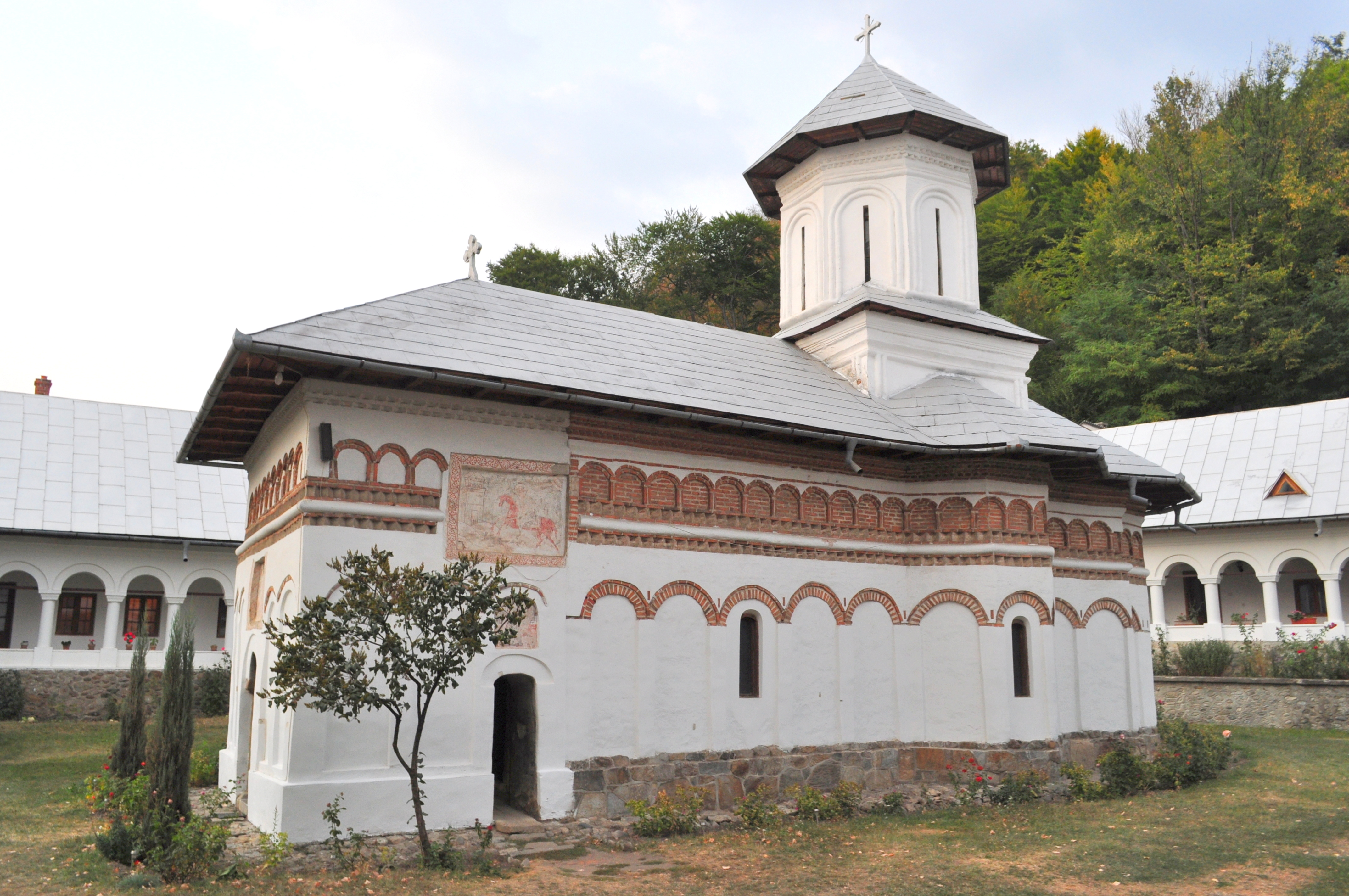
Biserica „Sfântul Nicolae” a Schitului Crasna, comuna Crasna, Gorj, județul Gorj, foto: septembrie 2011.

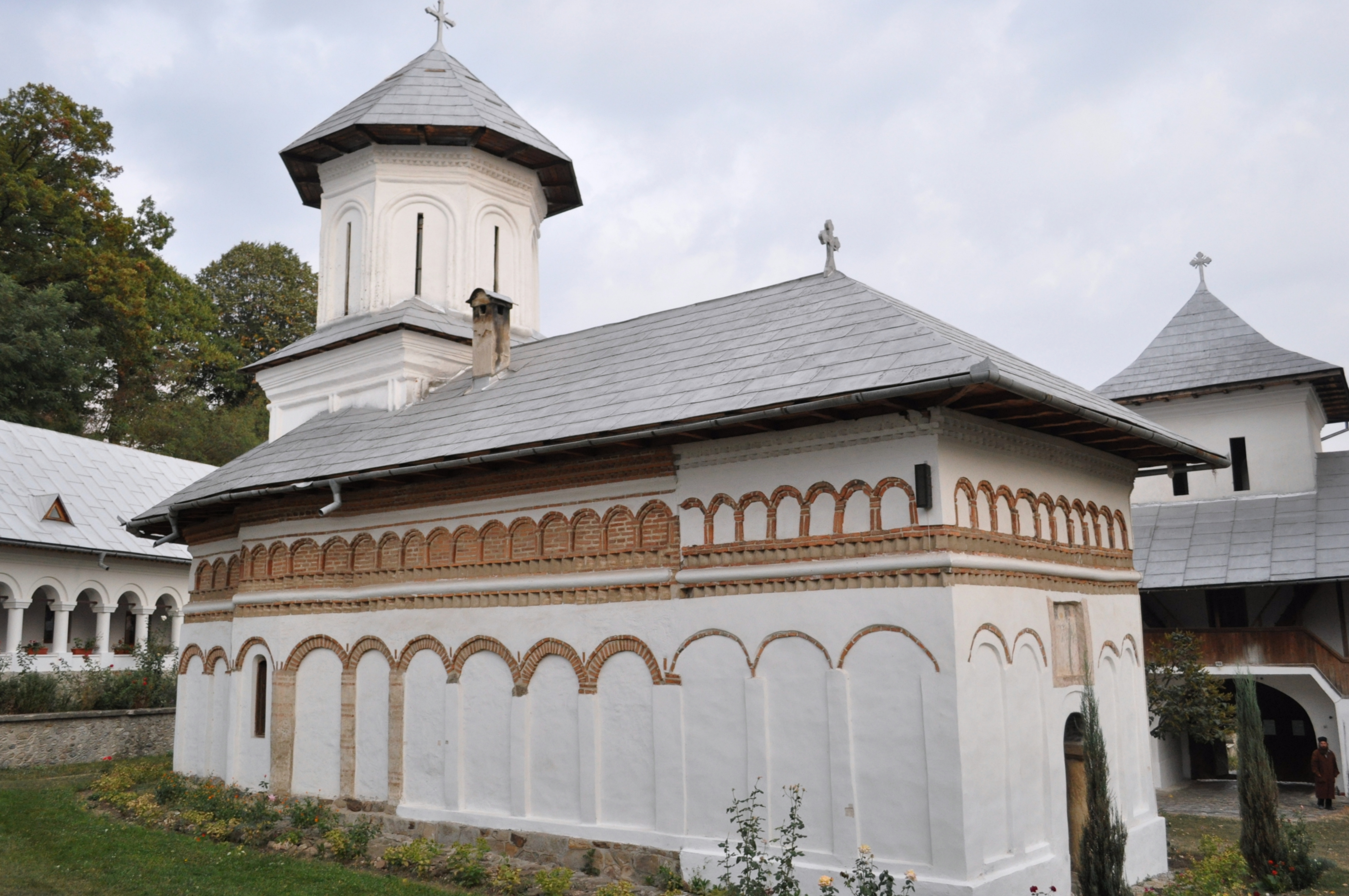
„Biserica se înfățișează pe din afară ca o clădire greoae acoperită cu șindrilă, cu streșini largi, cu pereții puțin înalți, decorați cu un mic brâu de cărămidă aproape sub strașină și cu arcaturi ce par a se răzima pe o bogată colonadă ce înconjură biserica, cu o singură turlă octogonală așezată pe o bază pătrată deasupra naosului. Stilul arhitectonic este bizantin.” (Alexandru Ștefulescu-1910)

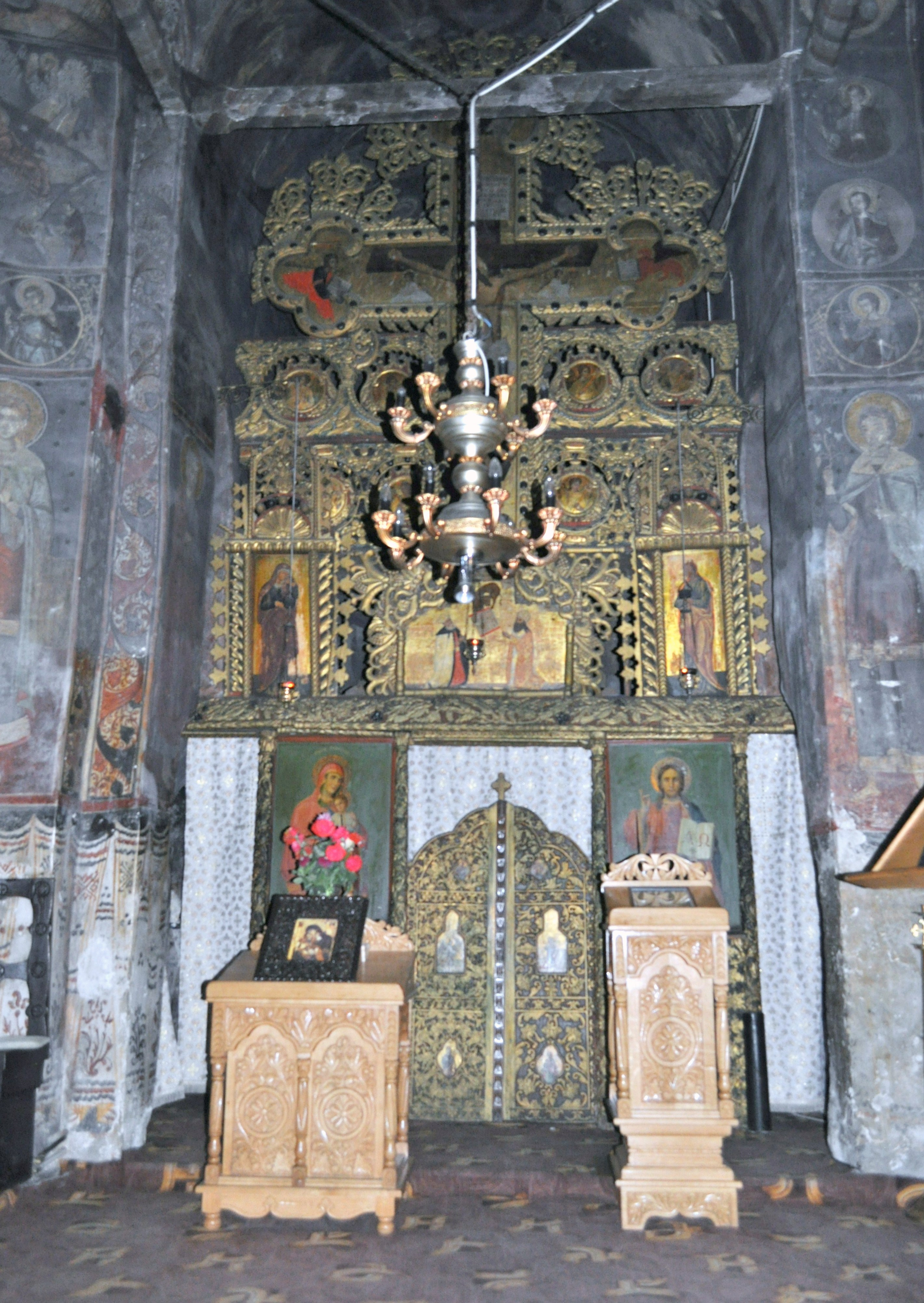
Interiorul navei

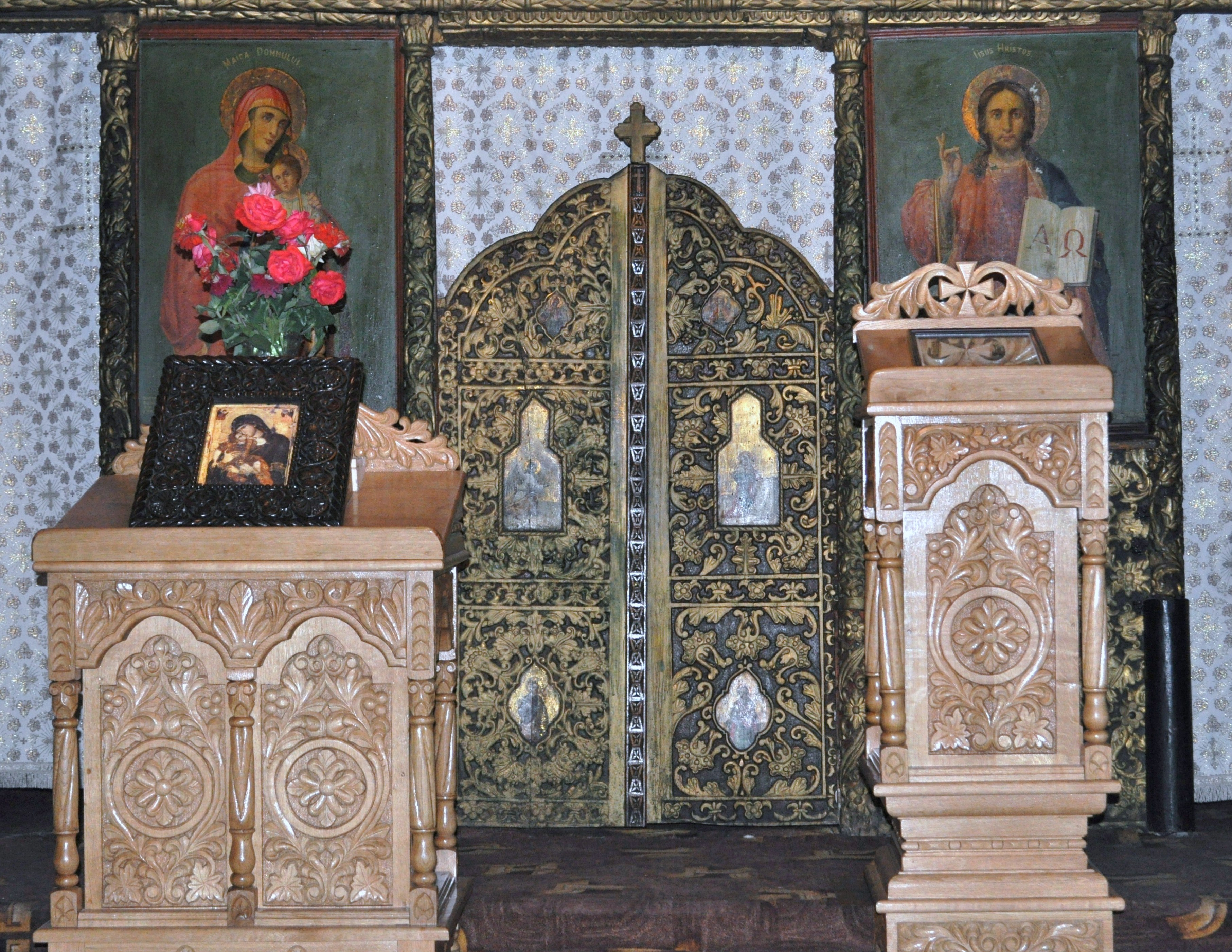
Uși și icoane împărătești

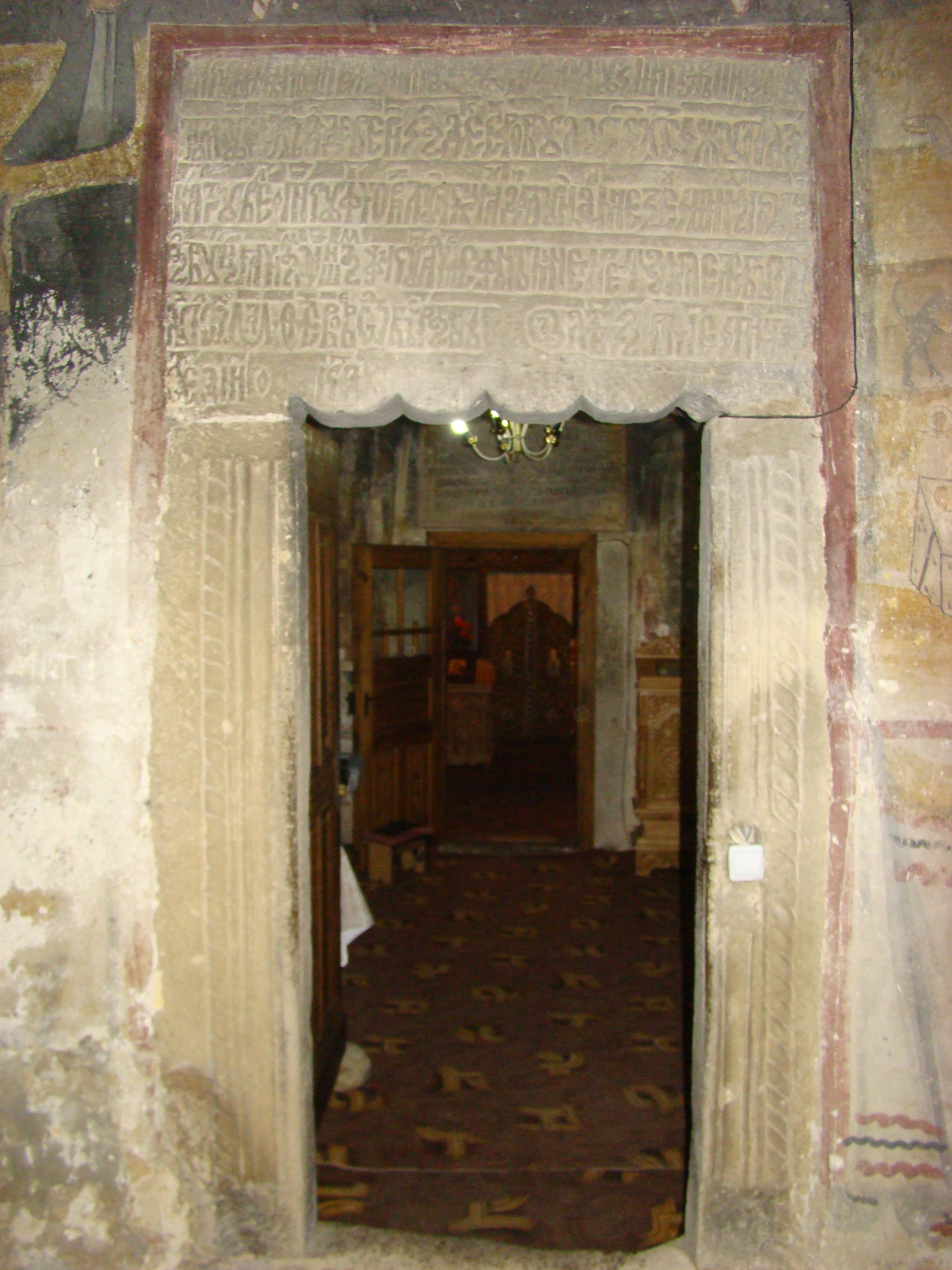
Pisania (de la 24 septembrie 1637), cioplită în piatră și așezată deasupra ușii de la intrarea în biserică, are următorul text: „Cu vrerea Părintelui, al Fiului și al Sfântului Duh, eu robul lui Iisus Hristos, jupânul Dumitru vel-mare, cu feciorii lui, i-au dat lui Dumnezeu și n-au cruțat avuția, ce au zidit această mănăstire, în zilele bunului voievod Matei Basarab, anul 1637 (văleat 7145), luna septembrie, ziua 24.”

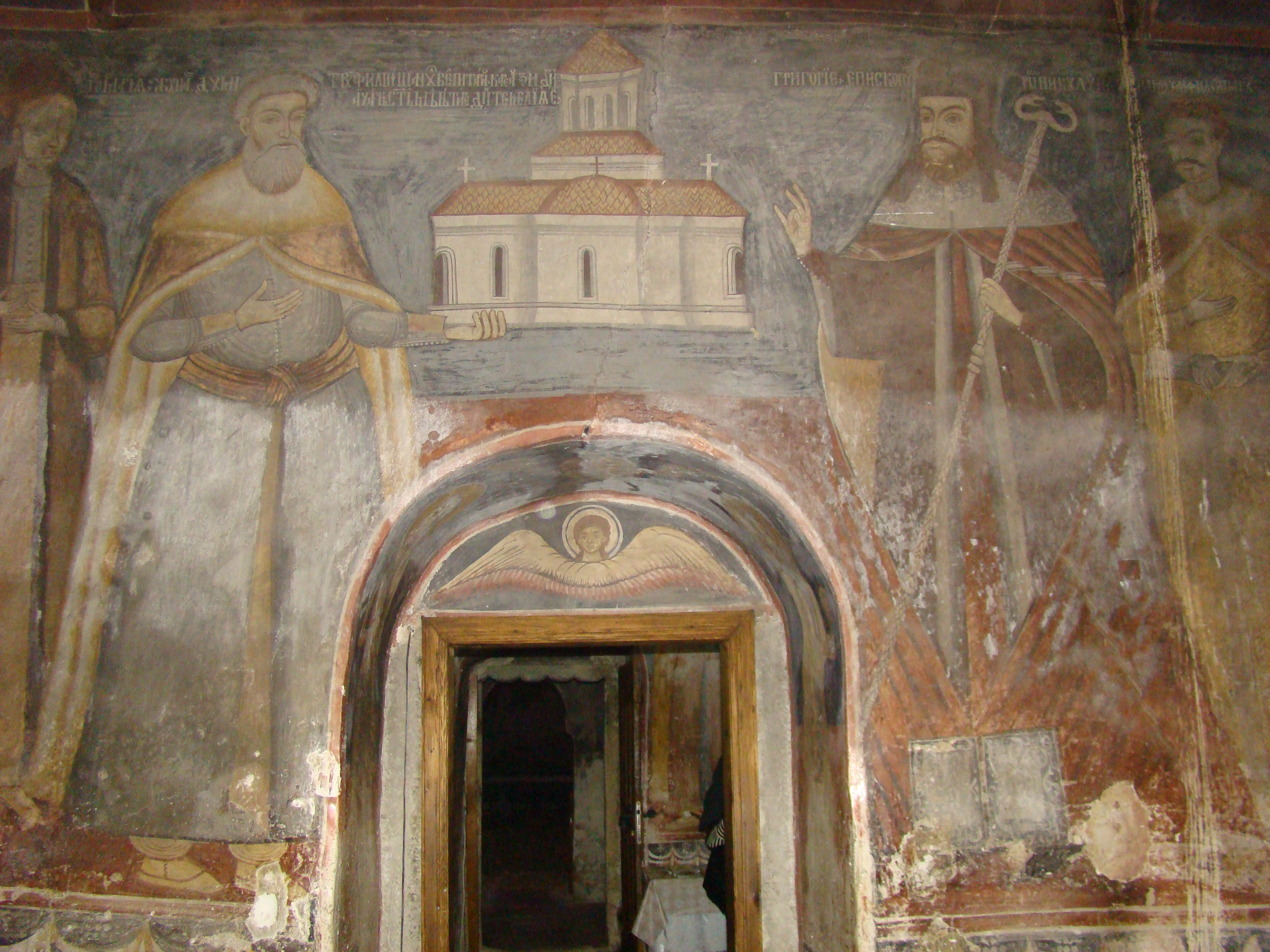
Tabloul votiv

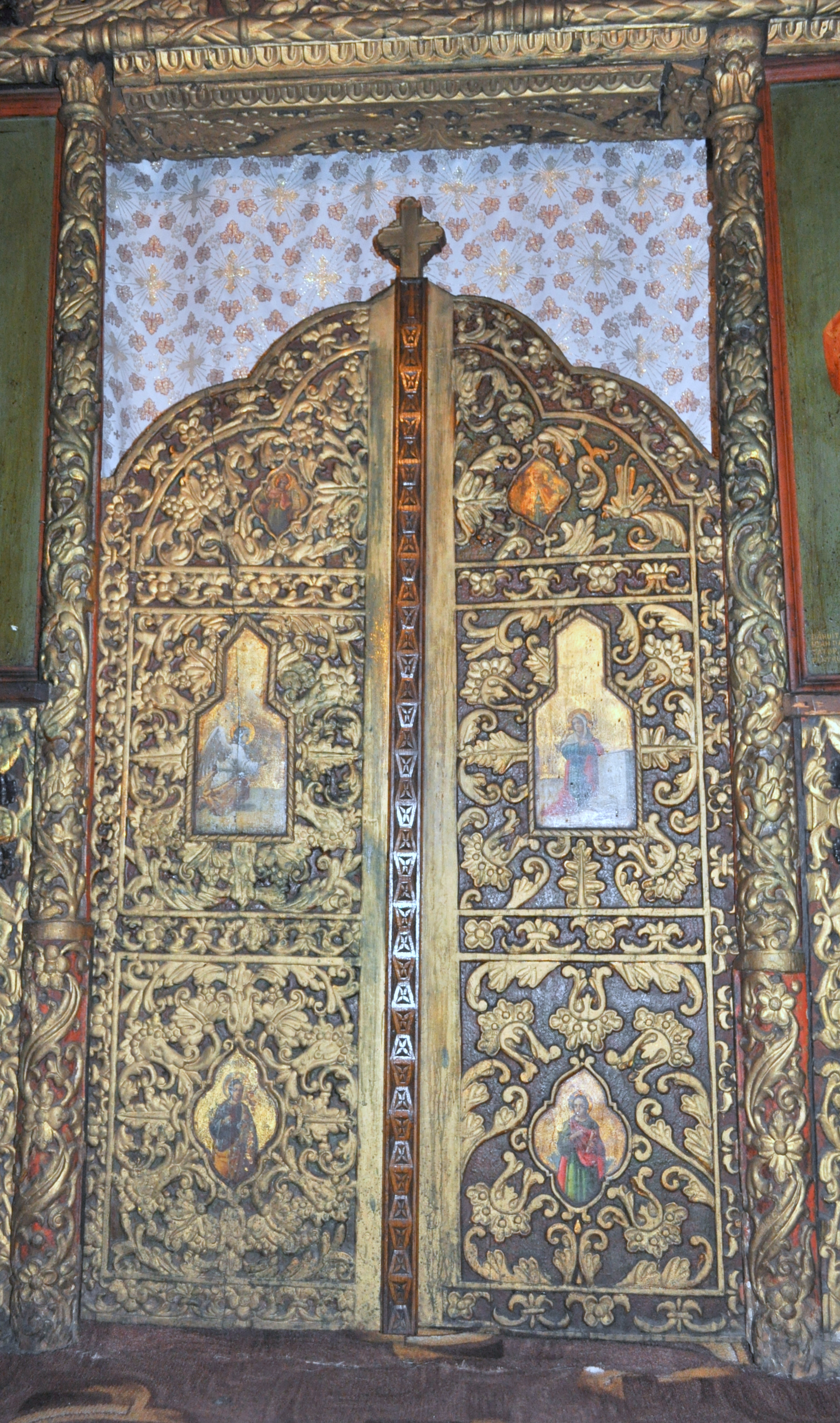
Ușile împărătești

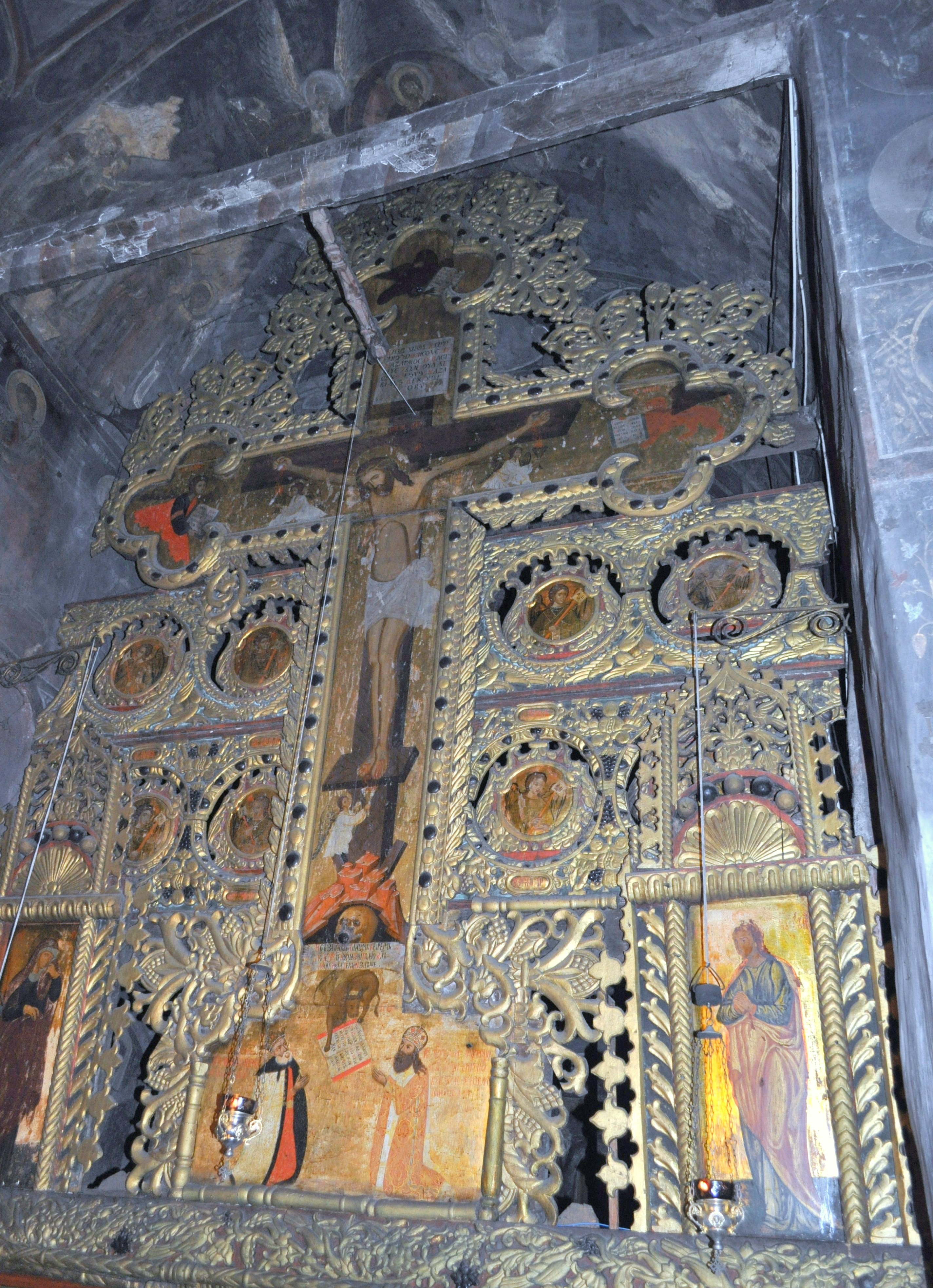
„Între naos si altarul bisericii se afla un giuvaier de catapeteasmă, cap de operă a sculpturii și picturii românești, din veacul al XVII-lea. Totul e lucrat cu artă și îmbelșugare ceea ce face admirațiunea tuturor vizitatorilor crasnei. Materialul, forma și inscripțiunile înfățișează în toată splendoarea ei, viața religioasă a românilor din veacul XVII-lea, epocă prin excelență a clădirii mănăstirilor.” (Alexandru Ștefulescu-1910)

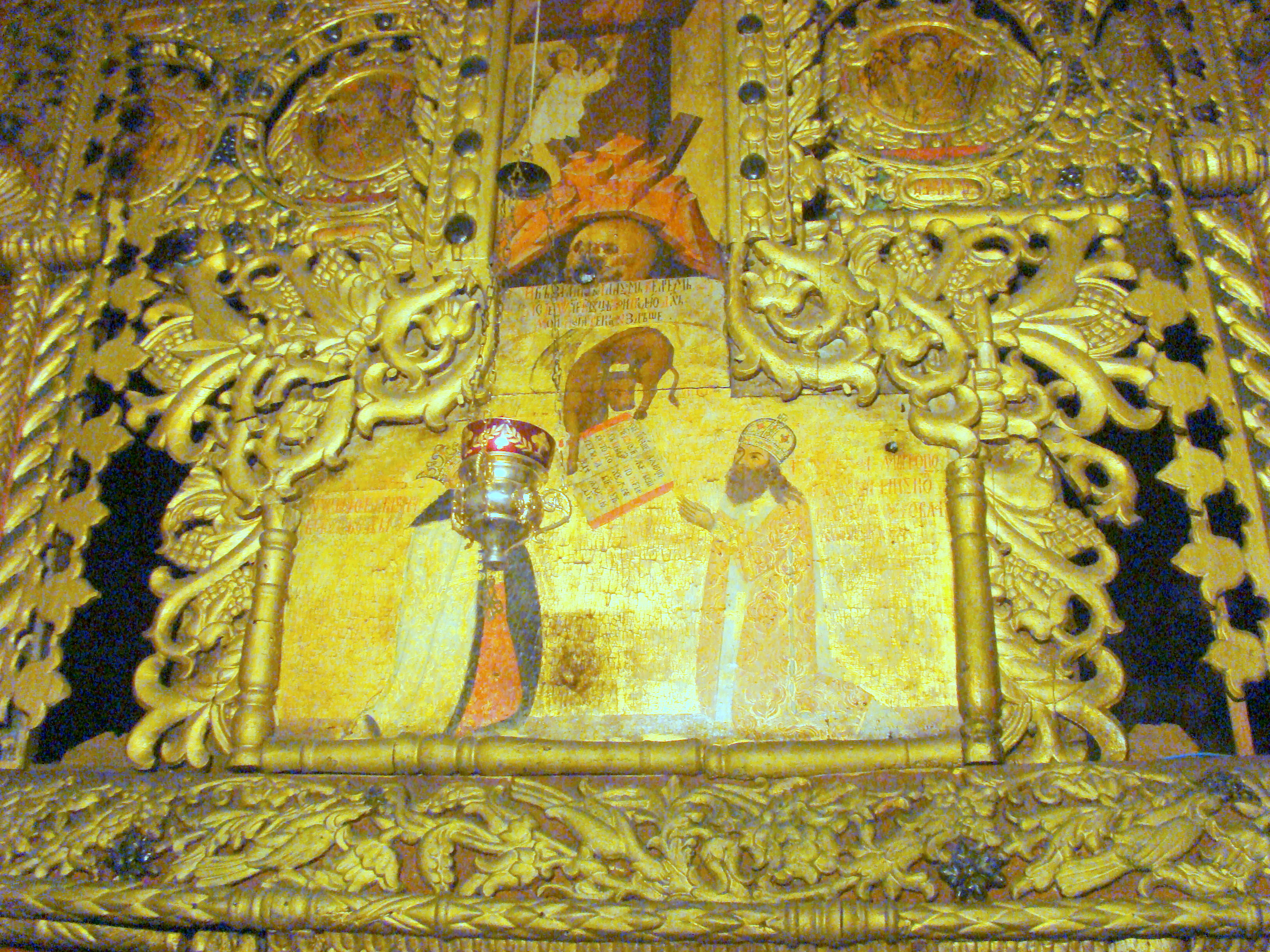
„Numai o inimă eminamente pioasă, un suflet generos ca al pitarului Dumitru Filișanul putea să dăruiască Crasnei o așa bogată, artistică și măreață catapeteasmă, ce cu greu își poate găsi rivala sa în țară și pe care stă zugrăvit chipul nmarelui domn Matei Basarab, chip de mare viteaz, de dibaciu politic și al Mitropolitului Ștefan al Ungro-Vlahiei, ierarhul cel mai demn și potrivit cu Domnia unui așa mare voievod” (Alexandru Ștefulescu-1910)

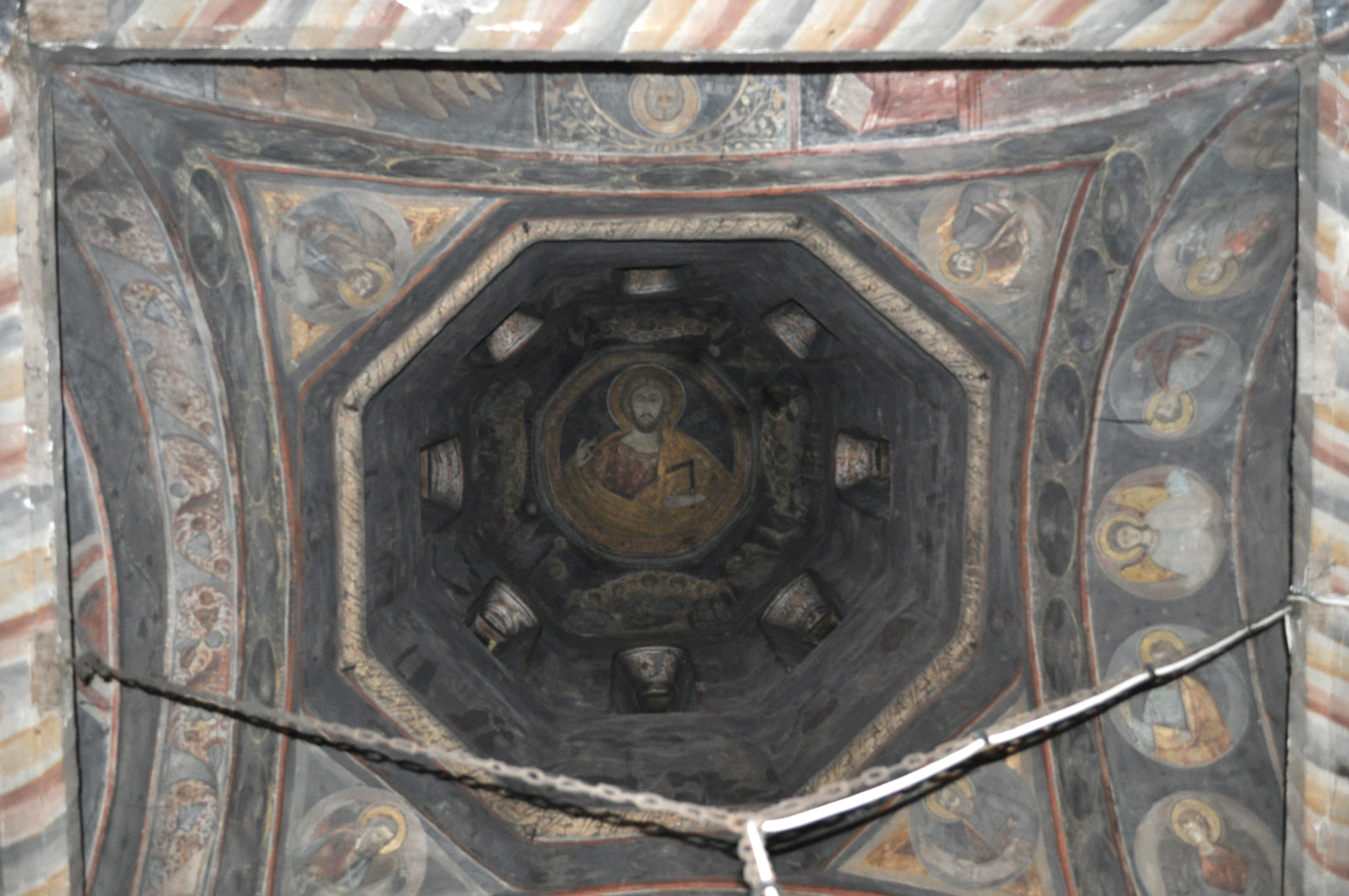
Cupolă. Iisus Pantocrator

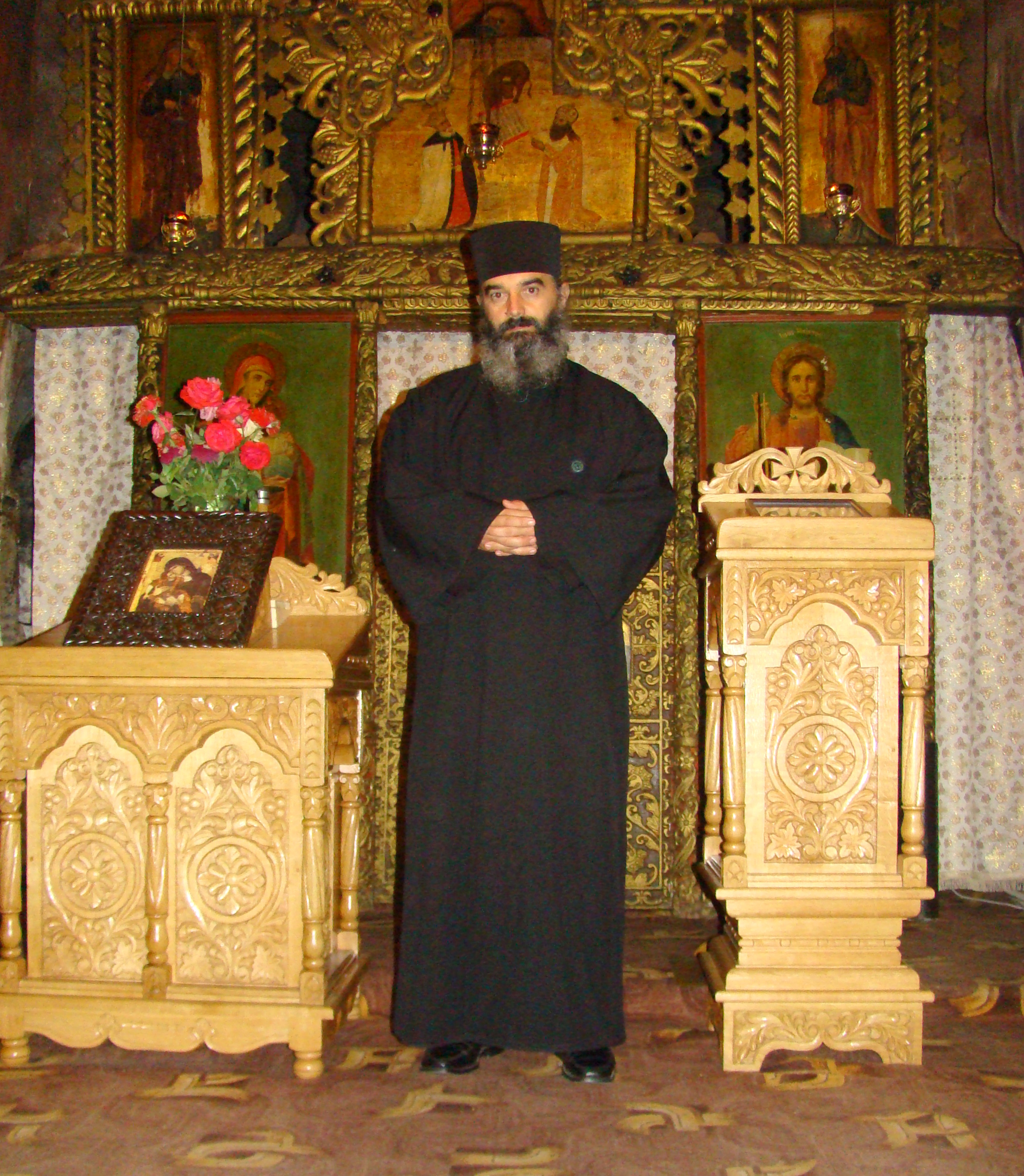
Părintele Antonie

Schitul Crasna este o mănăstire de călugări din Arhiepiscopia Craiovei, așezată în satul Crasna-Ungureni, comuna Crasna, Gorj, județul Gorj, la poalele munților Parângului. Este situat la 30 km est de Târgu-Jiu pe șoseaua care duce la Novaci. În august 2010 avea o obște de 8 călugări. Ansamblul schitului Crasna este prezent pe lista monumentelor istorice, cu codul  GJ-II-a-A-09288.

## Istoric și trăsături
Crasna este un toponim slavon care înseamnă „roșu”. În documentele istorice apare pentru prima dată menționat la data de 30 iunie 1486, când voievodul Vlad Călugărul întărește jupânului Roman și „popii” (preotului) Jitian mai multe sate, între care și Crasna.
Locuitorii de atunci ai acestui sat au fost învinuiți că au prădat în munți pe Dobromir, marele ban al Olteniei, la trecerea în Transilvania, în ziua de 18 noiembrie 1587. Din această pricină, locuitorii Crasnei, din oameni liberi devin Rumâni. Ei au fost dați urmașilor legali ai lui Calotă, marele sluger, și Gheorghe Logofăt. De la aceștia, satul Crasna ajunge în posesia lui Dumitru Filișanul din Filiași, care o stăpânea în anul 1615. După 21 de ani, în anul 1636, biserica din lemn a fost înlocuită cu cea actuală, zidită din bolovani de piatră de râu și cărămidă. Ctitorul bisericii a fost proprietarul satului Crasna, Dumitru Filișanul, nepotul marelui ban al Olteniei, Dobromir, văr cu Doamna Stanca, soția Domnului Mihai Viteazul (legenda locului spun că din satul Stâncești își are numele doamna Stanca, soția lui Mihai Viteazul).
Potrivit unui vechi procedeu de influență bizantină, biserica a fost sfințită fără a fi pictată, ci numai împodobită cu icoane și tâmplă sau catapeteasmă. Sub Crucea de la Răstignire, pictorul a scos în relief portretul lui Matei Basarab voievod, precum și a lui Ștefan, mitropolitul Țării Românești. Această pictură s-a executat între anii 1648-1654, timp de 6 ani, și a rămas până în zilele noastre o veritabilă capodoperă a picturii și sculpturii românești. Pictura bisericii în interior a fost executată de către Grigorie zugravul și fiul său Ioan, în anii 1756-1757. Pisania picturală se află scrisă în penel deasupra intrării în naos: „Această sfântă biserică a fost zidită din temelie de către Dumitru Filișanul, mare pitariu, în zilele marelui voievod Matei Basarab, fiind egumen la această mănăstire Vartolomeu, fiul popei Ioan Hotinescu din Drăgoiești. Acesta luând blagoslovenie de la Prea Sfinția Sa Părintele Episcop Kir Grigorie, au procurat cele necesare și apoi au pictat-o după cum se poate observa și astăzi.”
La ctitorirea Schitului Crasna au mai contribuit: jupânița Ilinca Filișanul, Grigorie Socoteanul episcopul Râmnicului, Mina Filișanul, jupânul Mihai Crăsnaru, Bălașa Crăsnaru, Barbu Țundrea, Maria Țundrea, Ioan Țundrea, Andronache Țundrea, Dumitru Ursache, Dumitra Ursache, Galaction episcopul Râmnicului, Constantin Drăgoiescu și alții.
Biserica de tip bizantin, are pereți puțin înalți, decorați cu un brâu de cărămidă sub streașină și cu arcuri ce par a se rezema pe o bogată colonadă ce înconjoară biserica, cu o singură turlă octogonală așezată pe o bază pătrată deasupra naosului.
Catapeteasma - înaltă până la boltă - este de lemn, cu o sculptură ornamentală, poleită cu foiță de aur. Deasupra crucii Mântuitorului stă scris motivul osândirii Sale, în limbile ebraică, greacă și latină “Iisus Nazarineanul, regele Iudeilor”. Mai jos, sub picioarele lui Hristos, stă în genunchi în partea dreaptă Matei Vodă cu coroana pe cap, în mantie domnească, cu mâinile rugătoare, având inscripția: “Io Matei Basarab Voevod”. Iar în cea stângă, se afla tot în aceiași porțiune Mitropolitul Ștefan, cu mitra pe cap și cu omoforul pe umeri, cu inscripția tot în slavonește: Chir Ștefan mitropolit și arhiepiscop a toată Țara”. Naosul și pronaosul sunt cam la fel de spațioase, despărțite de un zid înalt până la boltă, cu o deschidere cât o ușă obișnuită.
Pridvorul este închis cu ziduri la fel de groase. Este pictat în totalitate (pereți și boltă). Are două deschideri pentru intrarea credincioșilor: una în partea de apus cât o ușă obișnuită, alta la intrarea din sud de 1,80 m înălțime și de 50 cm lățime. Lumina provine în altar de la o fereastră așezată la răsărit, în naos, de la câte o fereastră pe fiecare parte a zidurilor, iar în pronaos de la o singură fereastră pe peretele din sud. Toate ferestrele sunt simple și fără grilaj metalic. Pridvorul n-are ferestre, fiind luminat prin cele două deschideri de intrare.
Turla este pe naos de forma octogonală, cu opt ferestre înalte și înguste. Pardoseala este de scândură - în naos, plăci mari de beton - în pronaos, și piatră mică, cioplită cu șase fețe - în pridvor.
În anul 1938 s-au ridicat din temelie mai multe corpuri de chilii și alte clădiri ale mănăstirii cu ajutorul lui Gheorghe Tătărescu, consilier regal, și al soției sale Arethia, în zilele majestății sale regelui Carol al II-lea.
Alte renovări și reînnoiri s-au făcut mai apoi prin grija Mitropoliei Olteniei și a mitropolitului Nestor Vornicescu, păstrându-se originalitatea și regionalismul stilului.

## Imagini din exterior

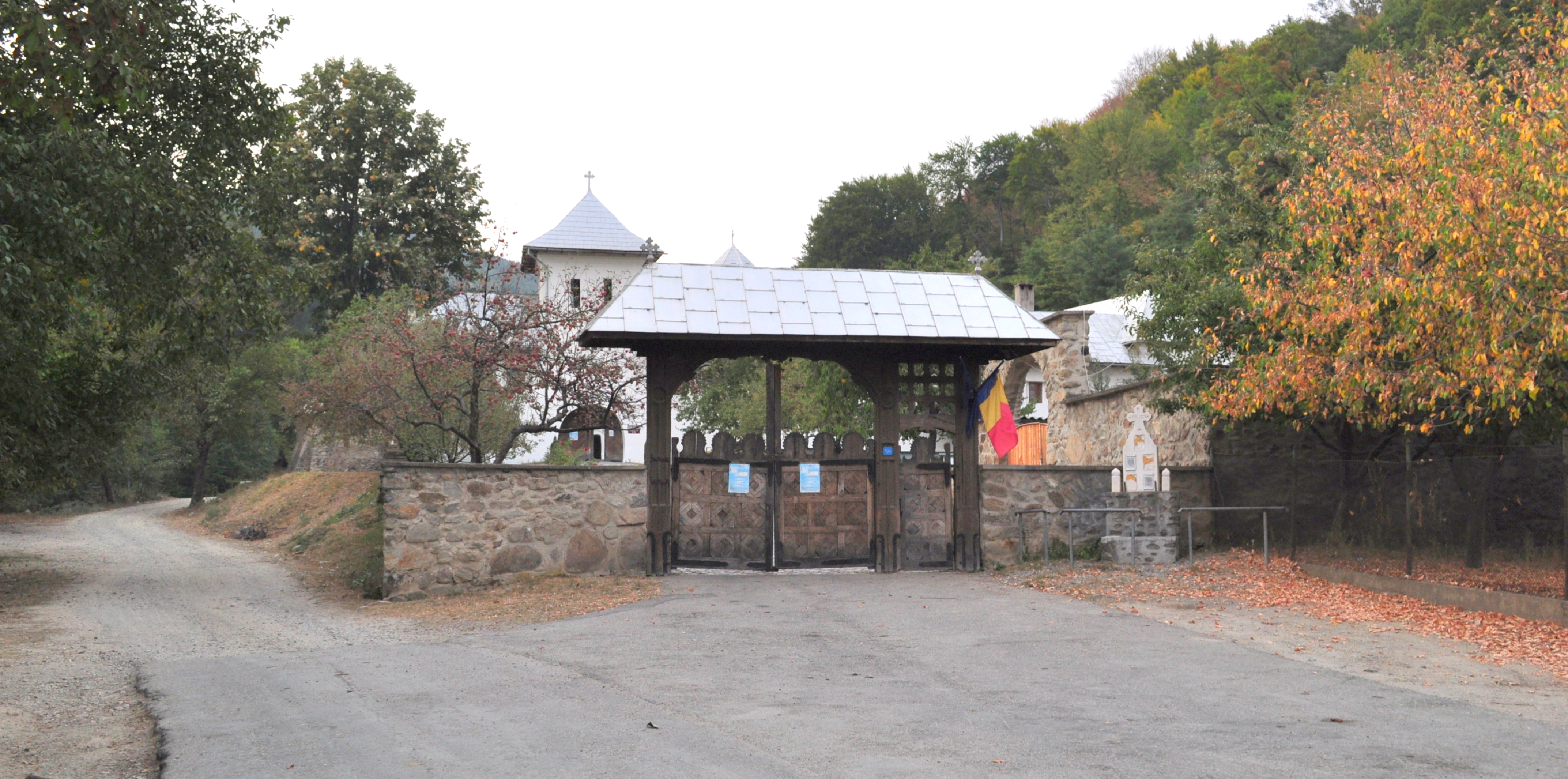
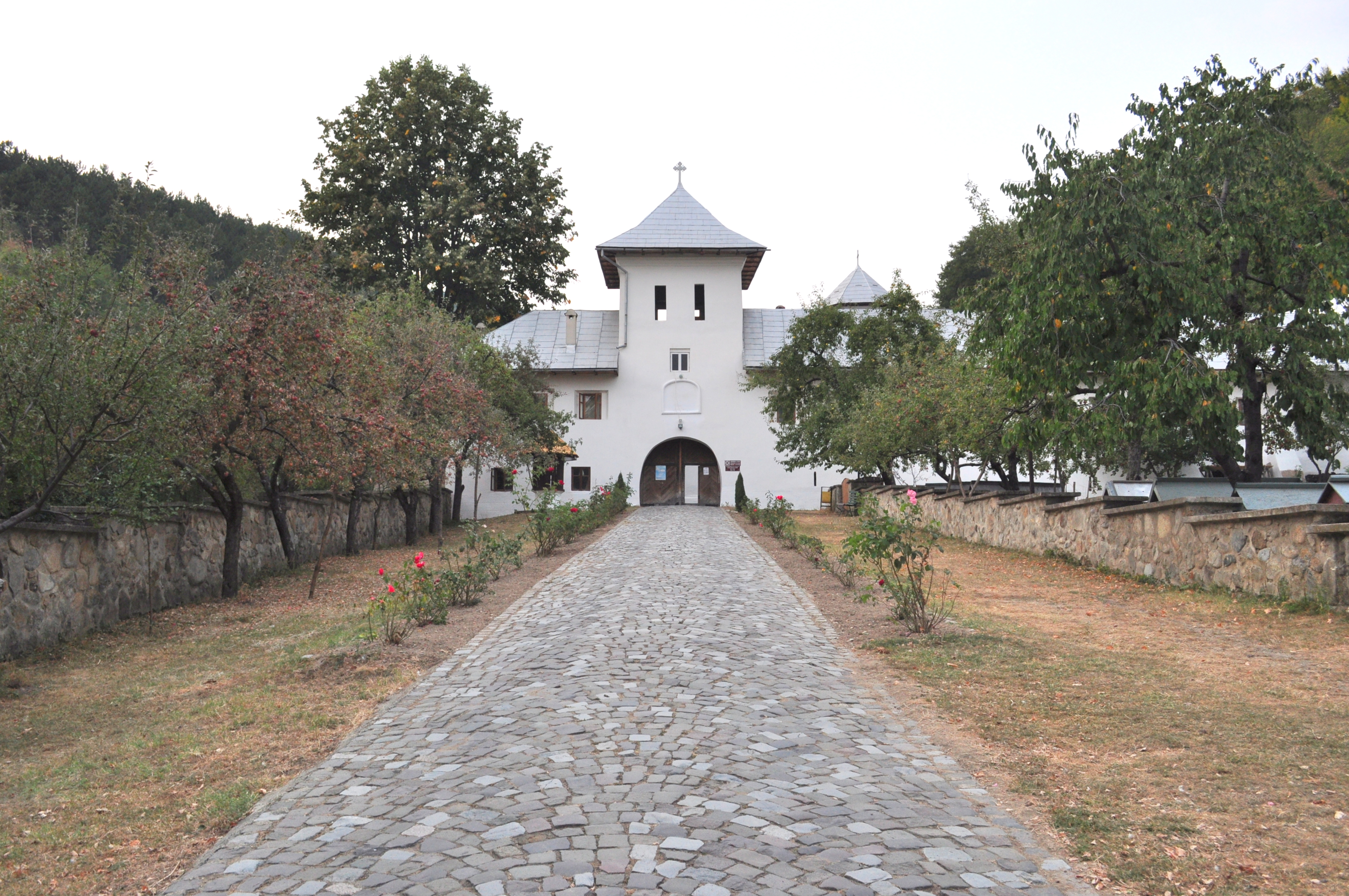
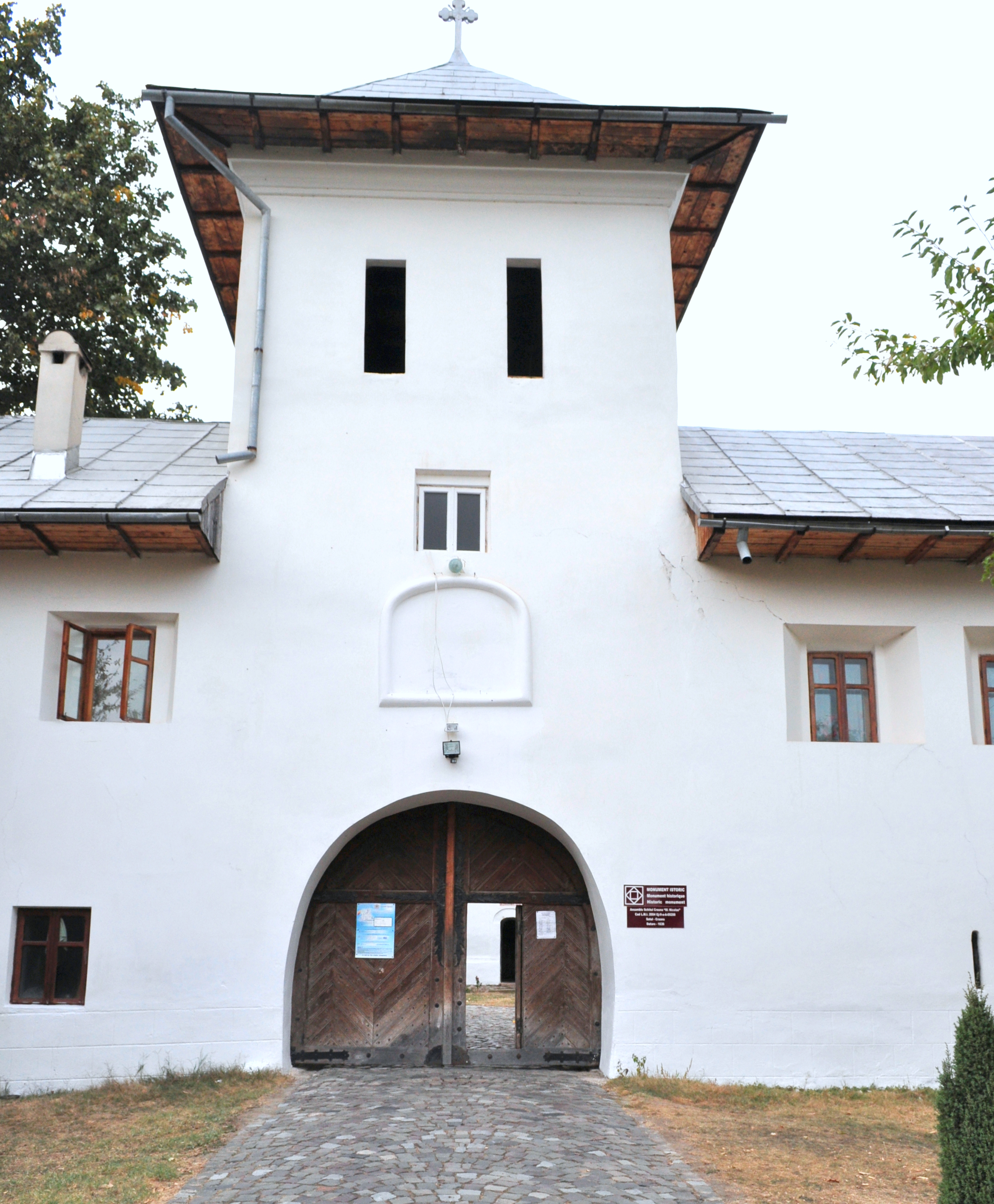
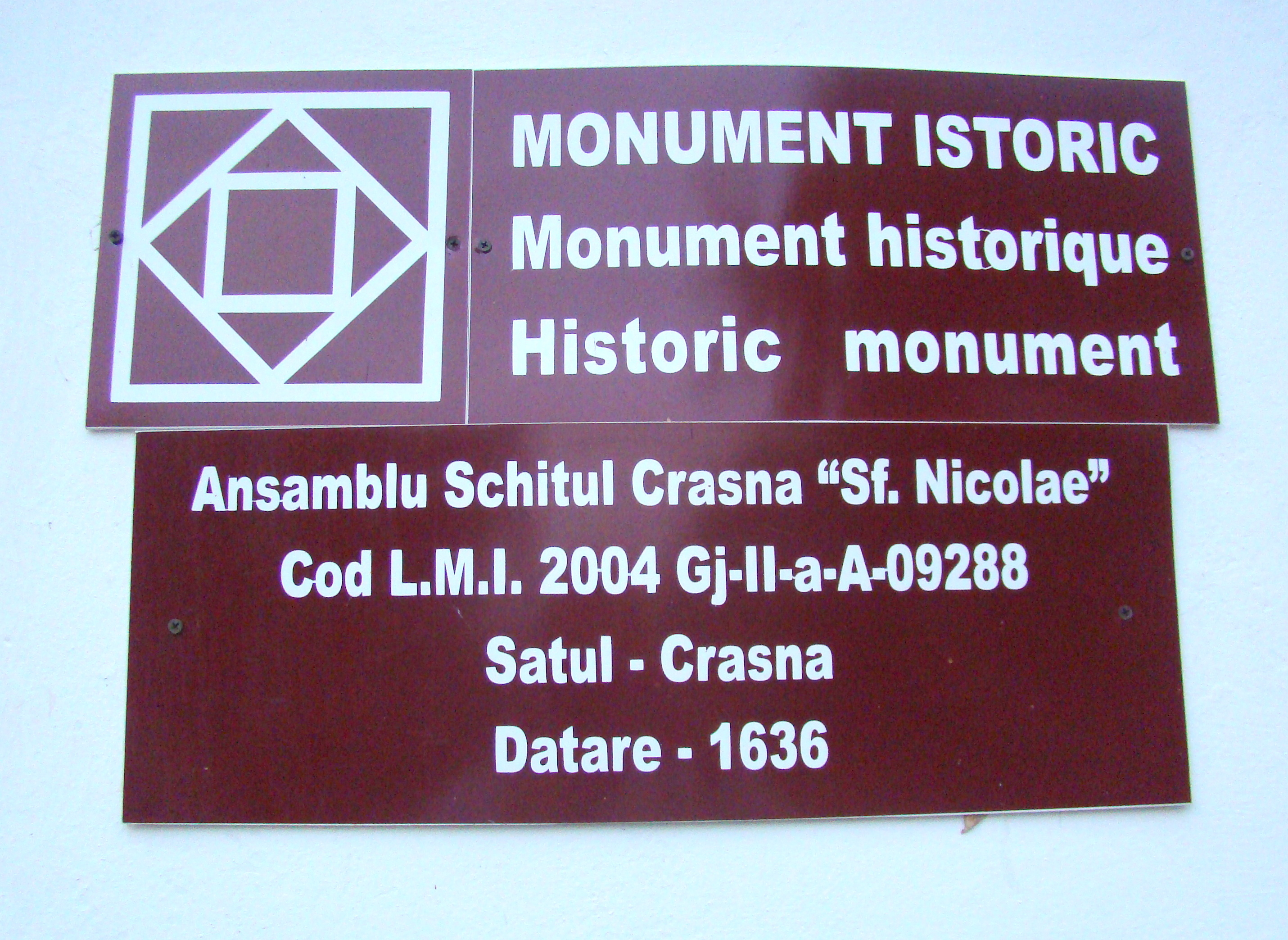
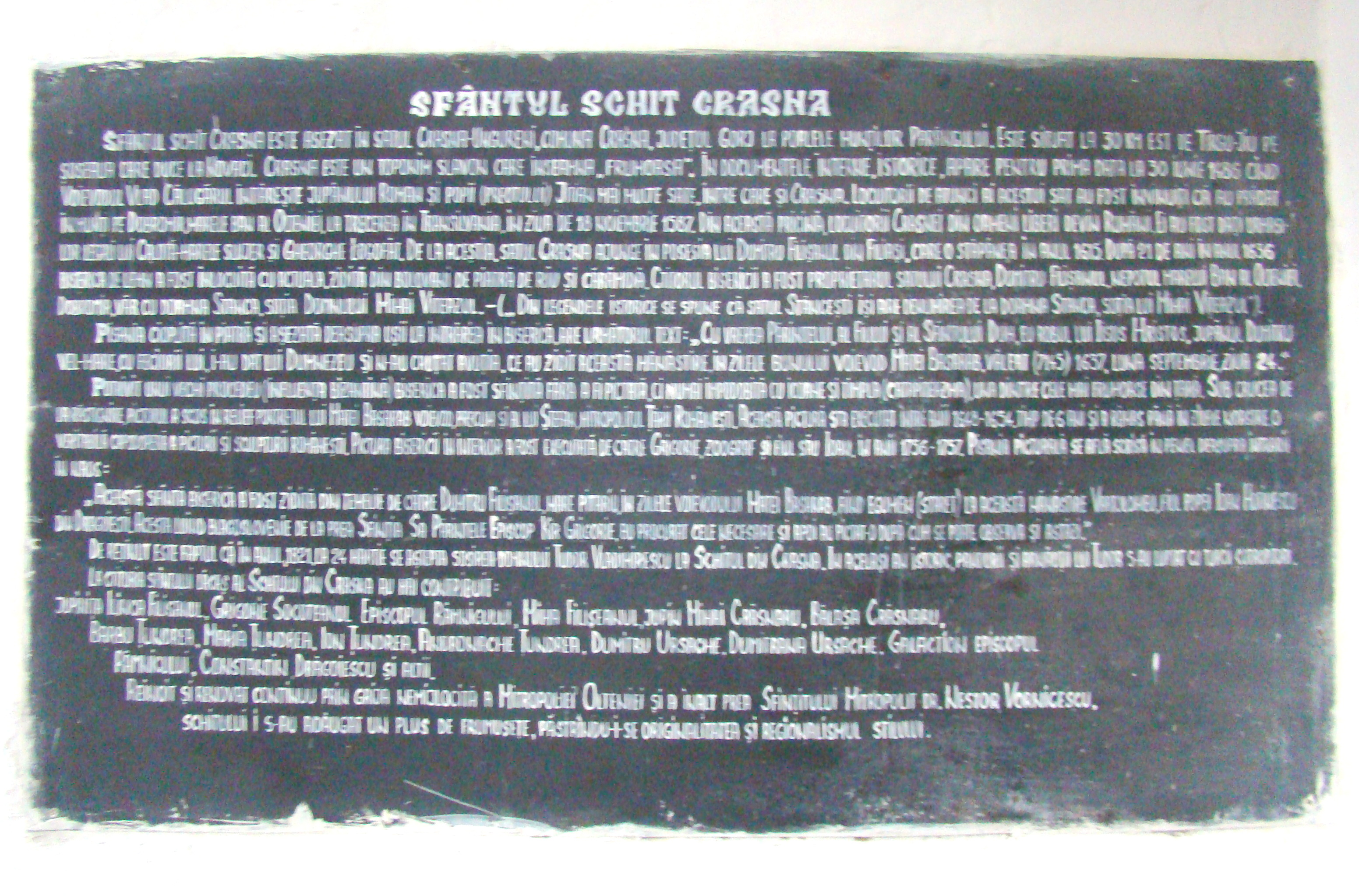
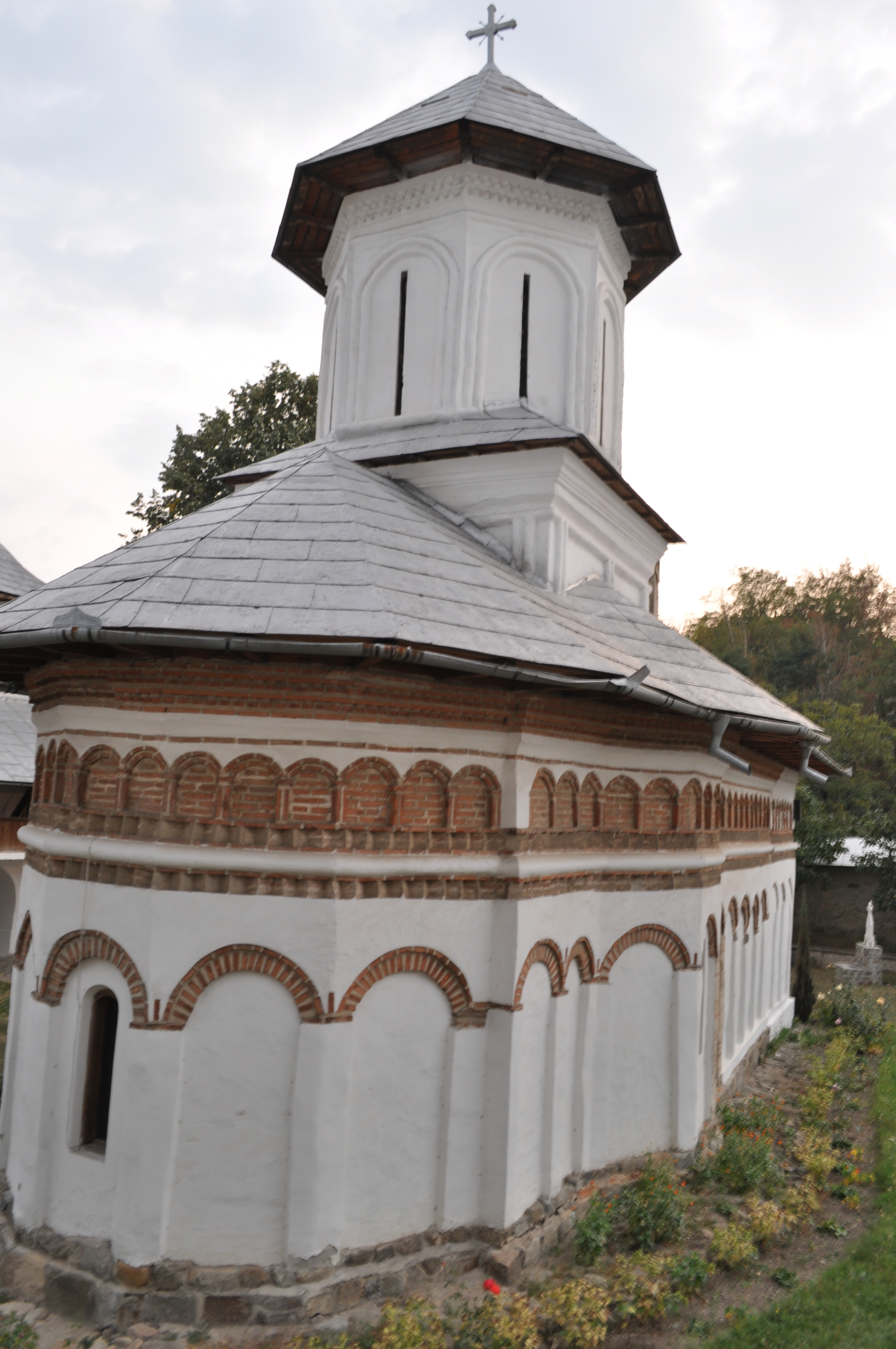
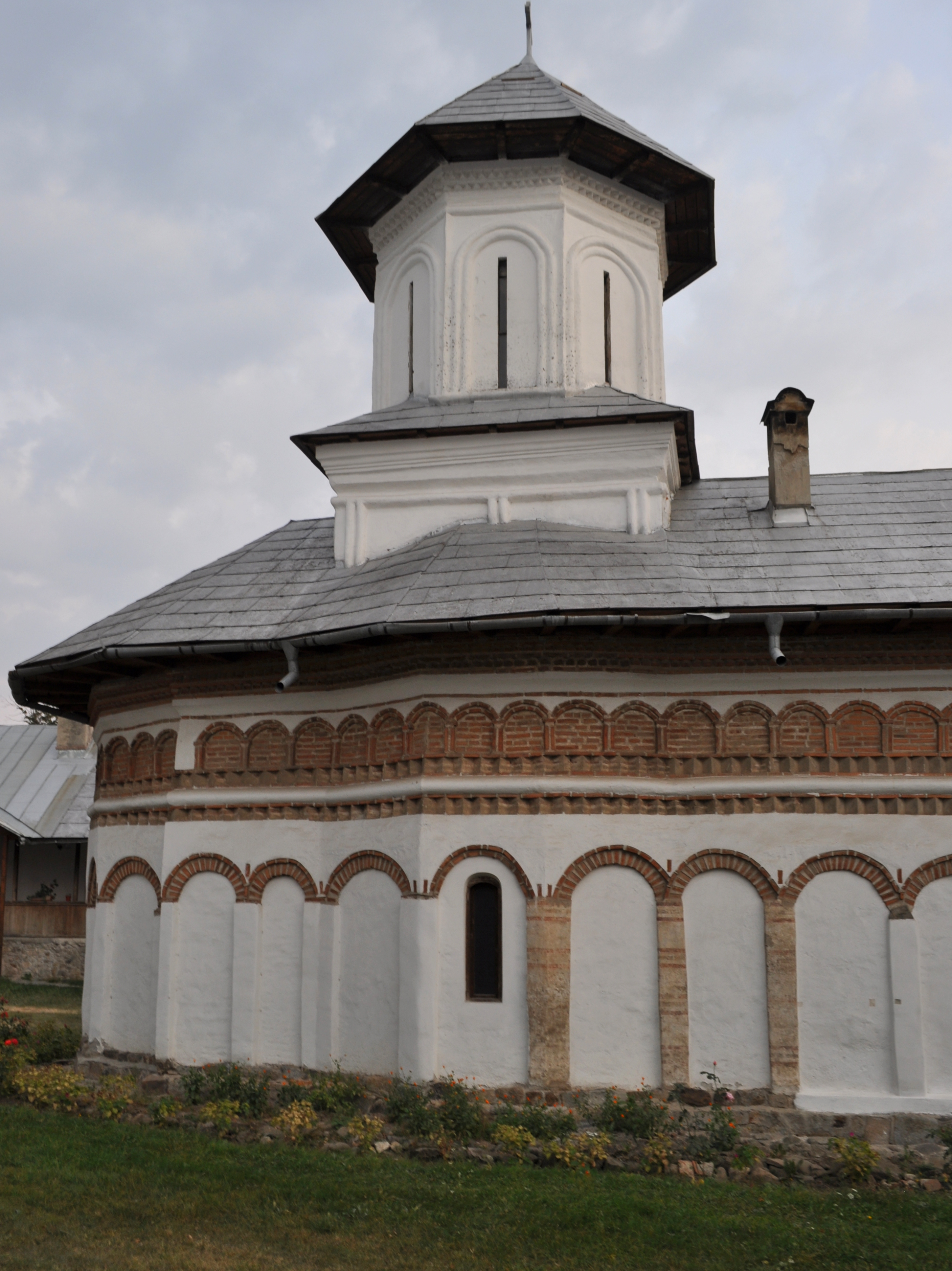
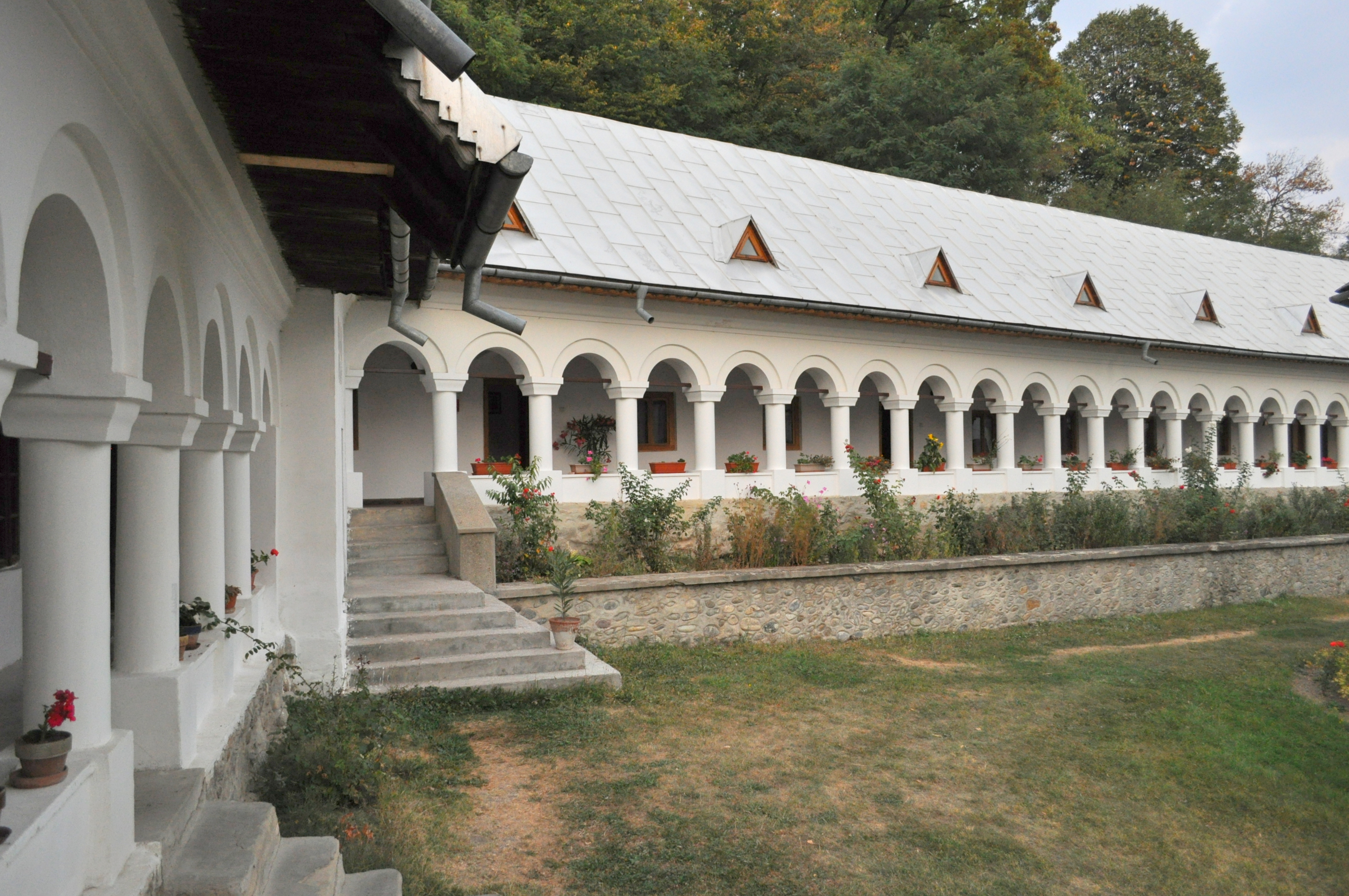
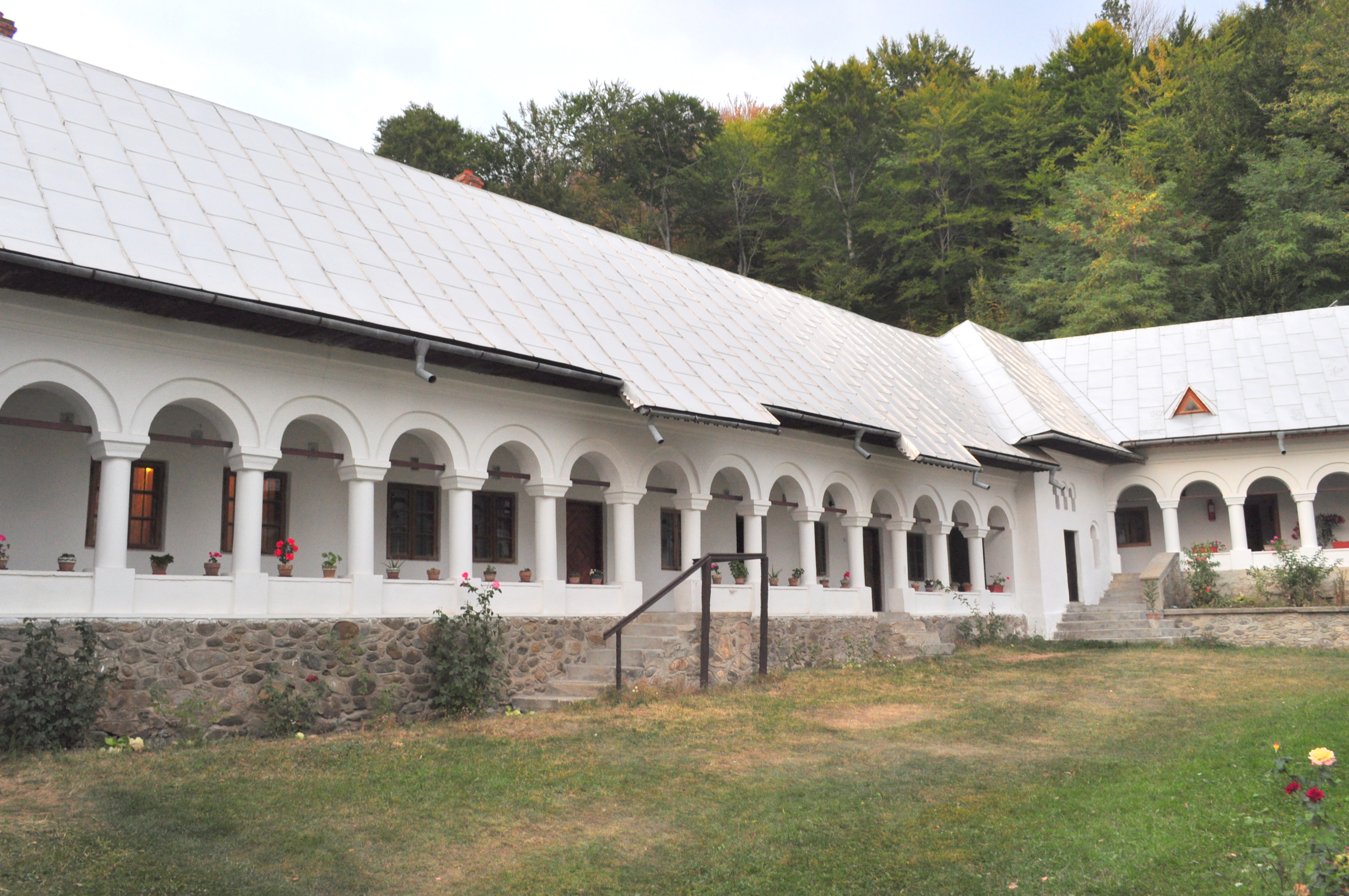
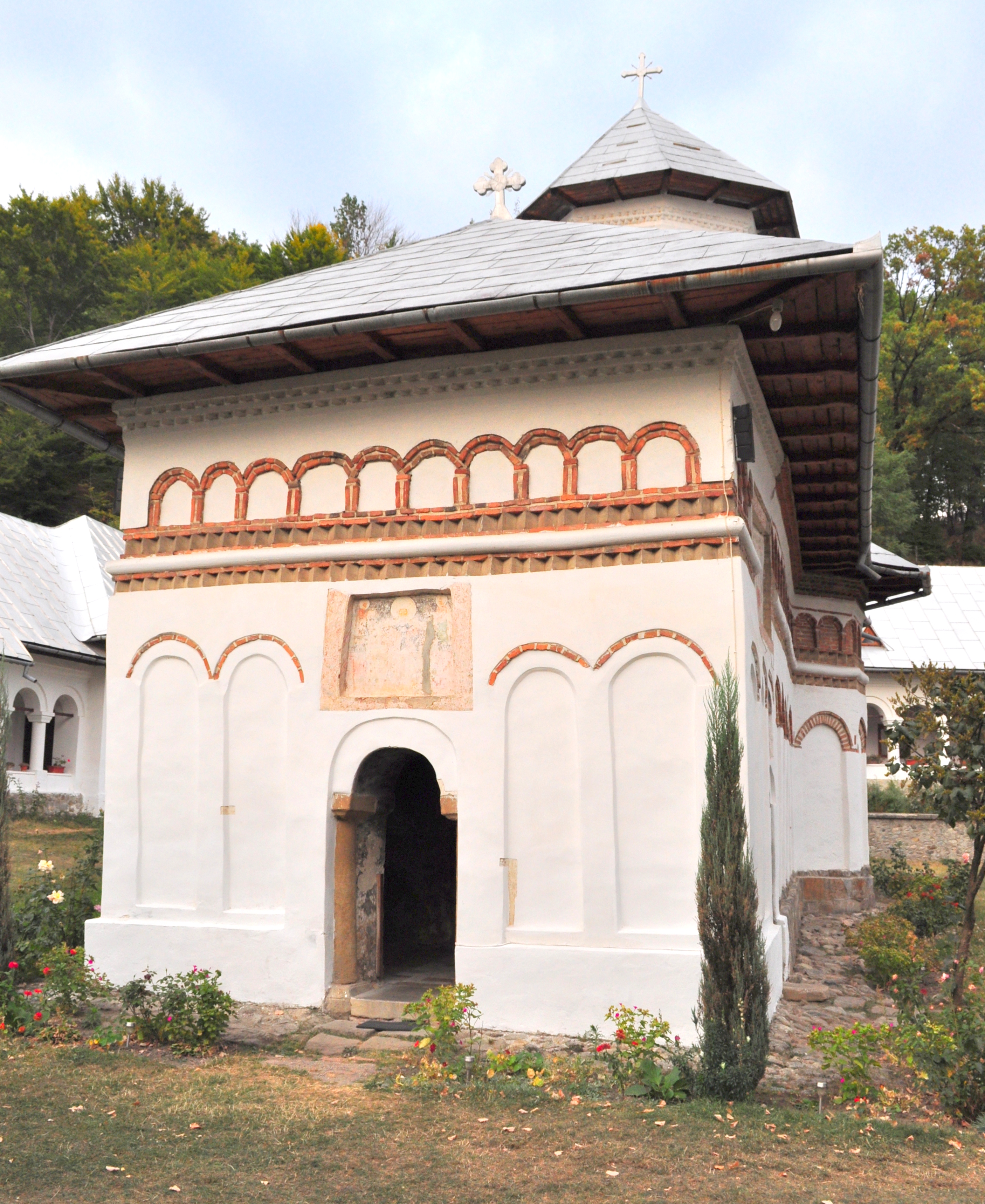
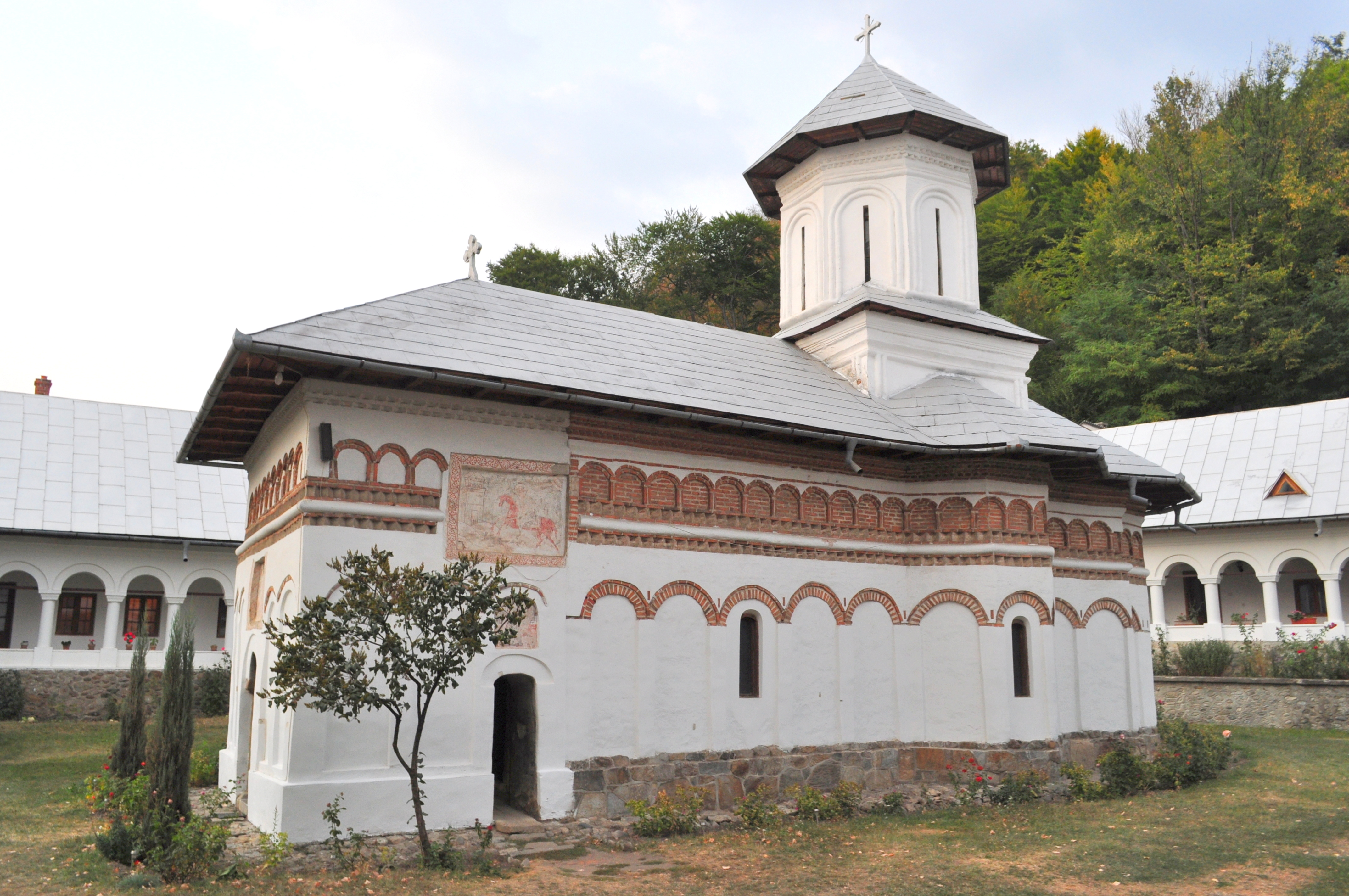
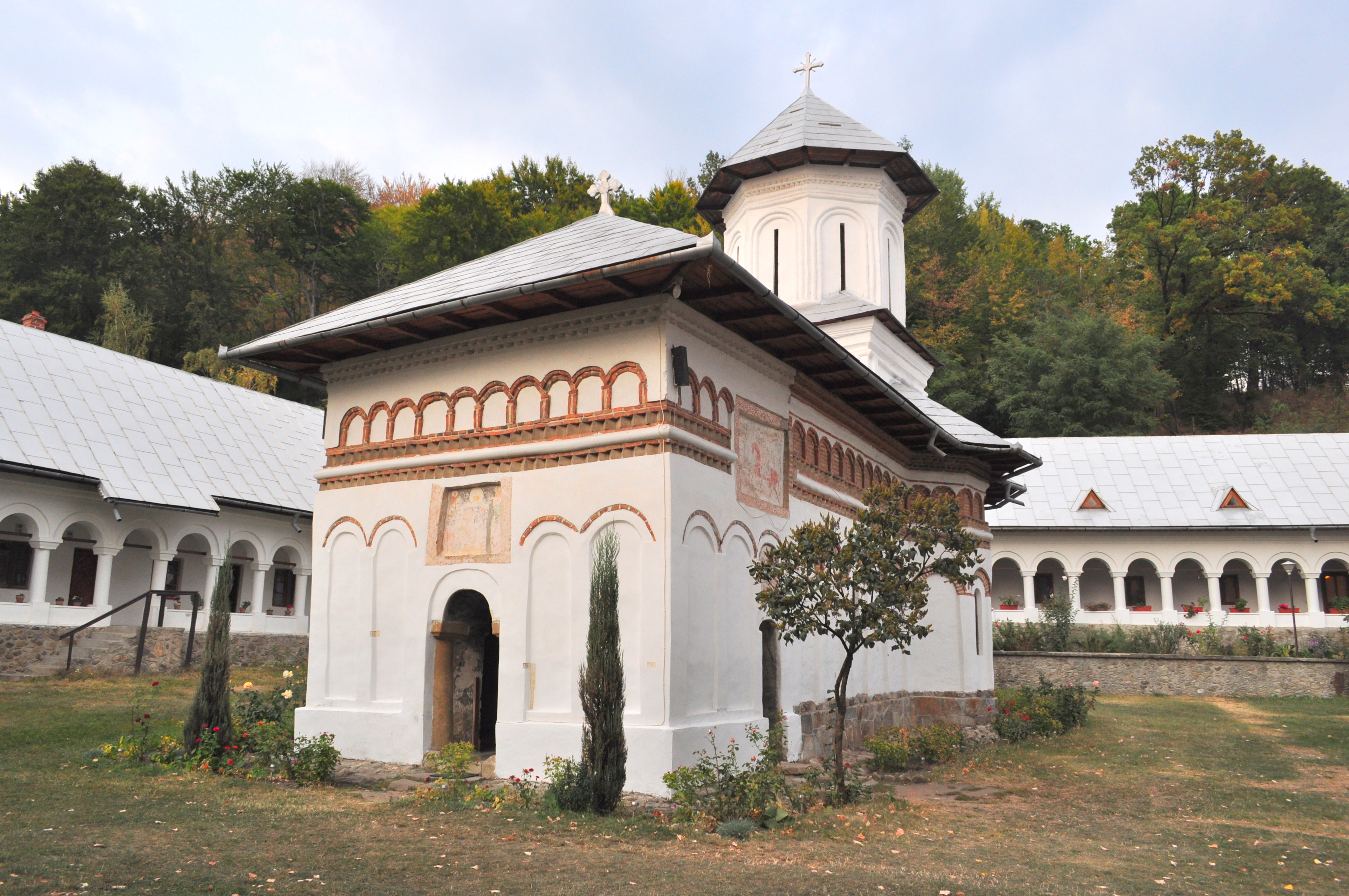

## Imagini din interior

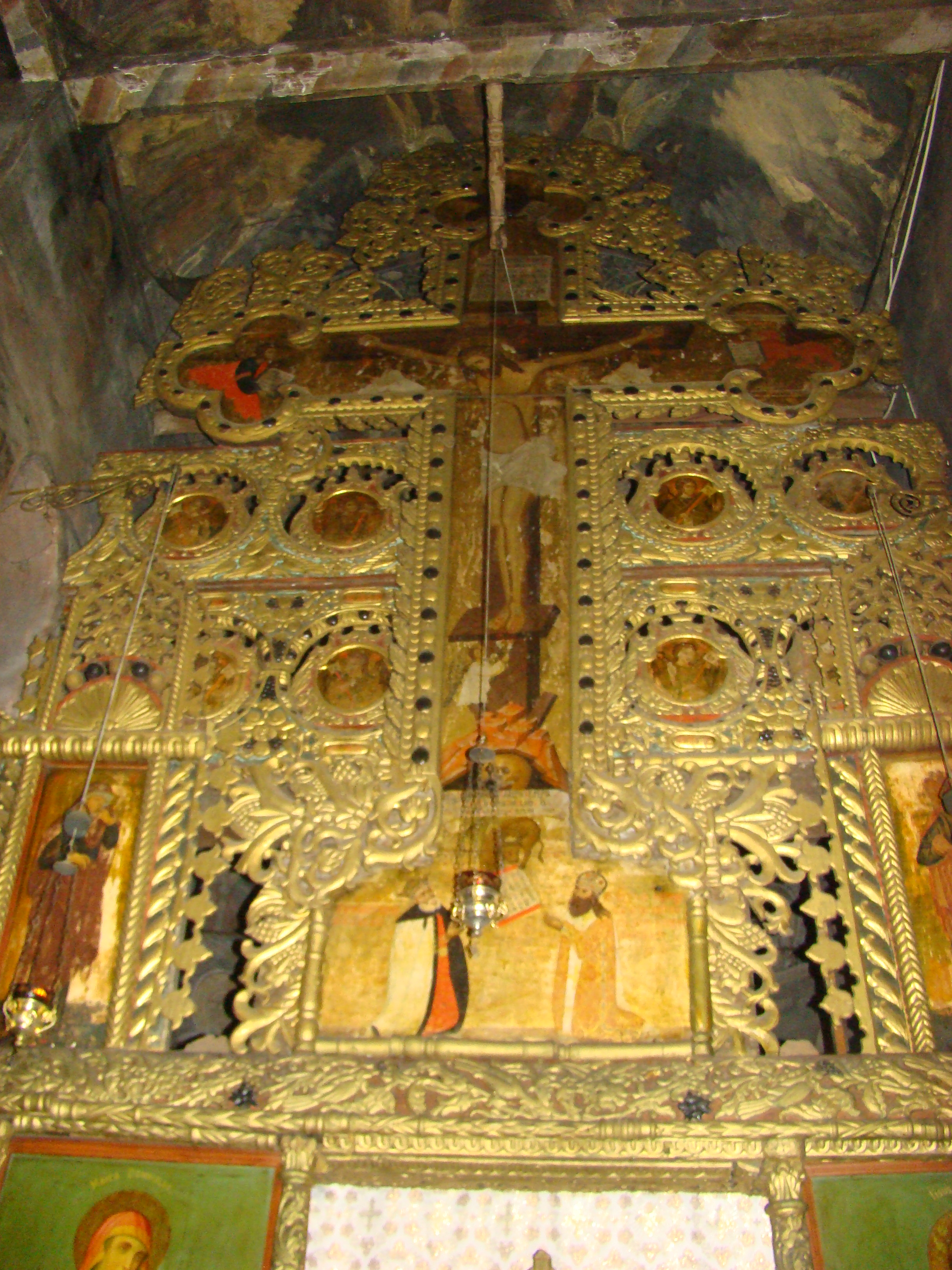
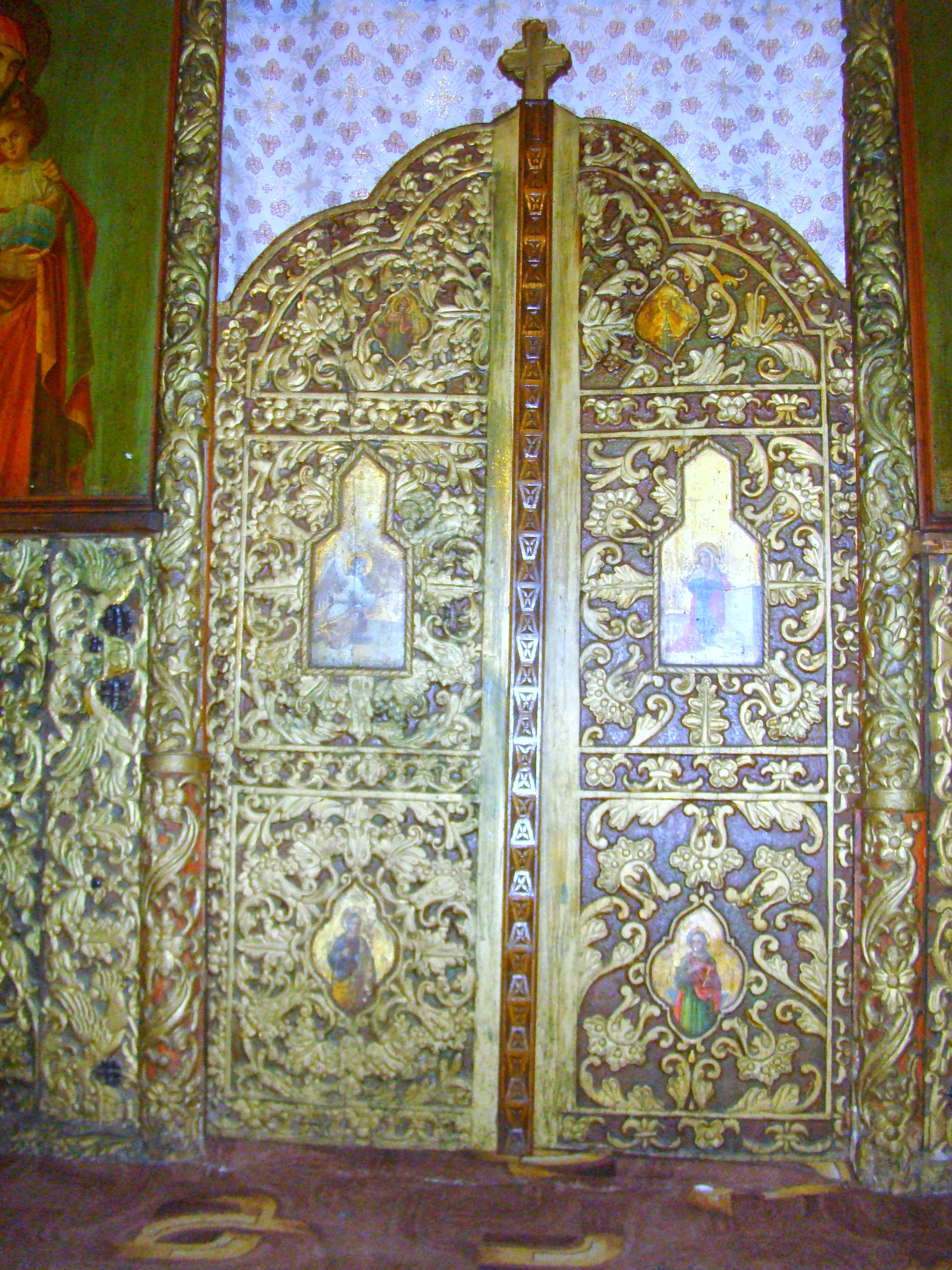
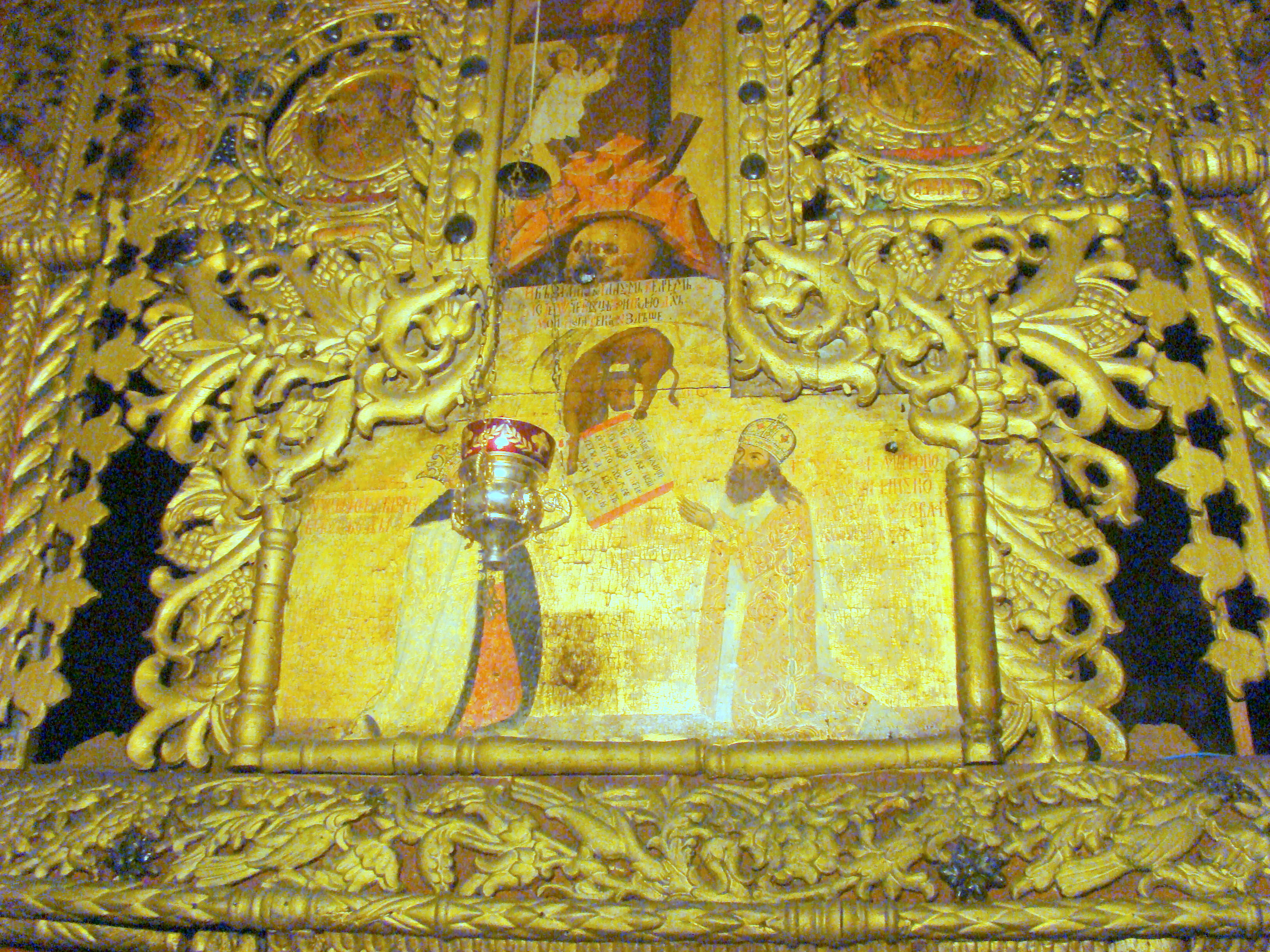
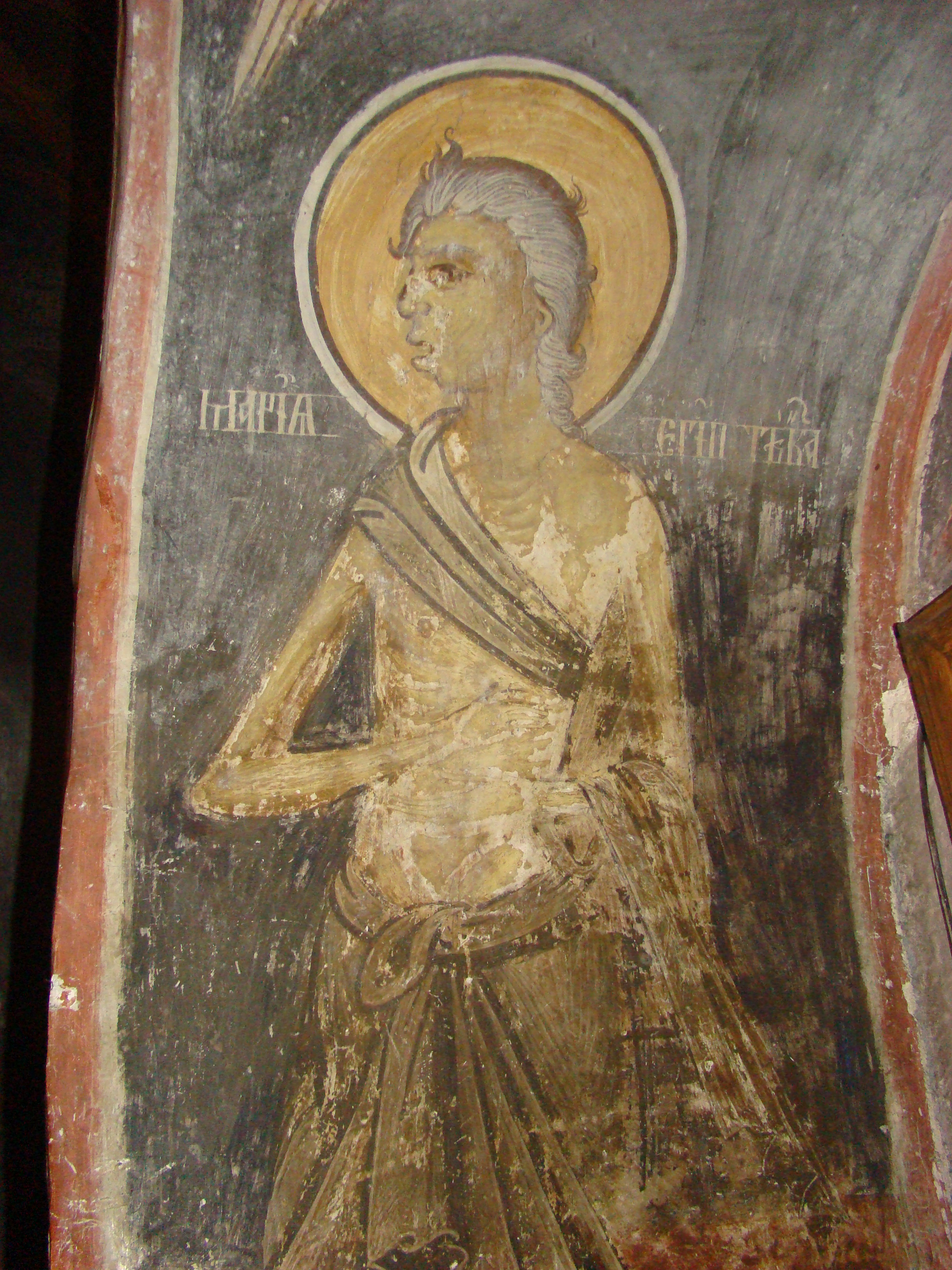
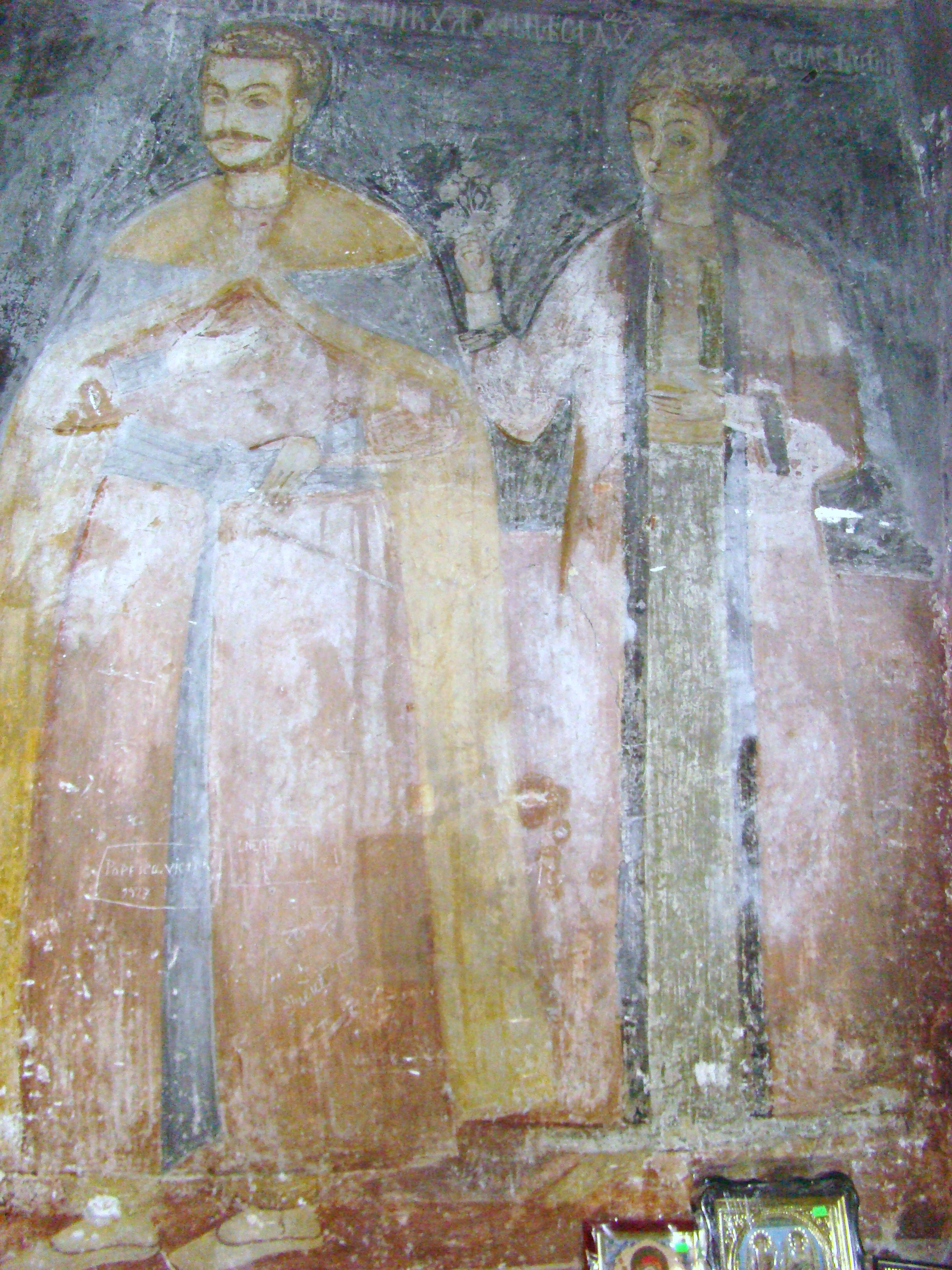
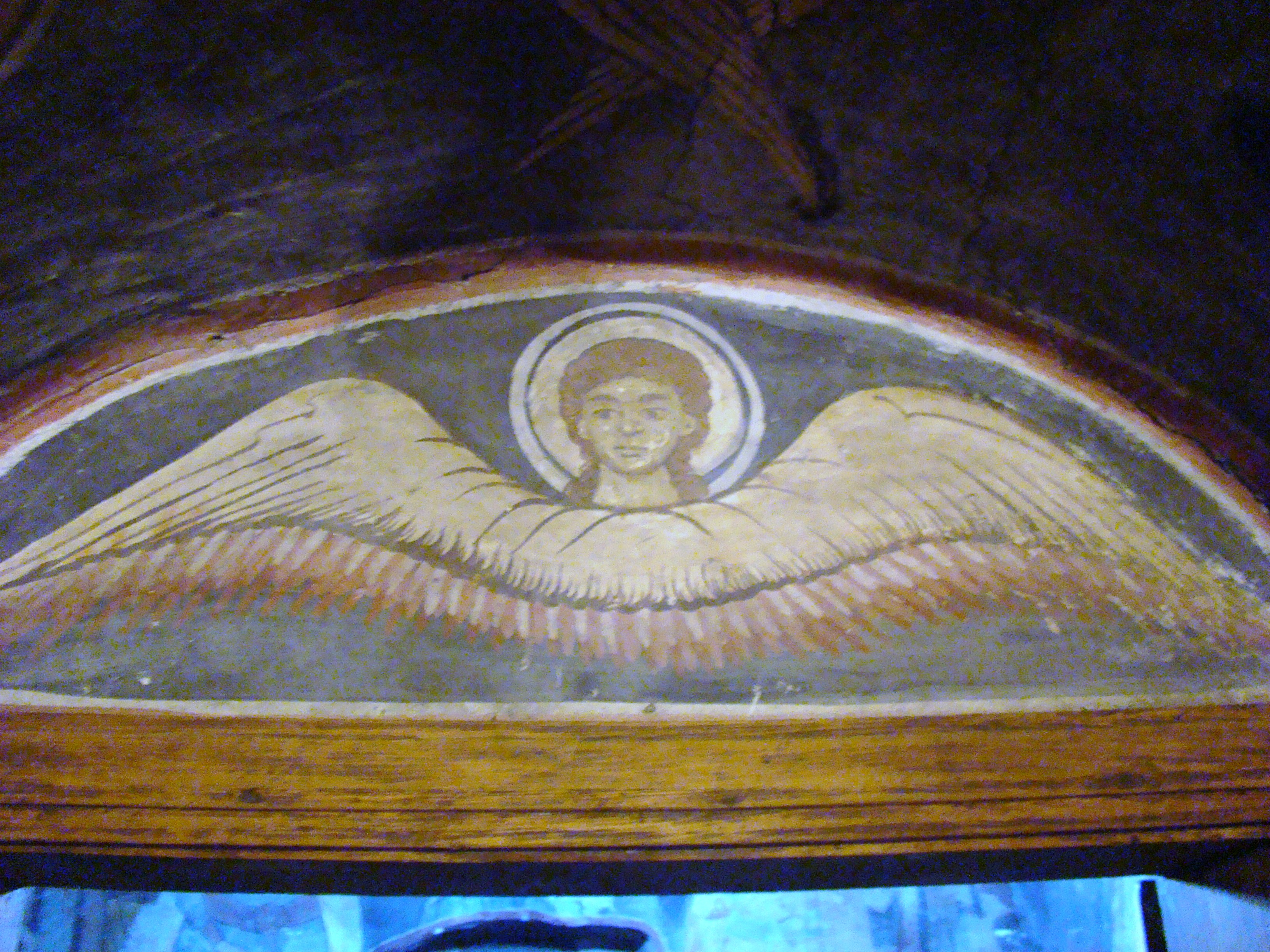
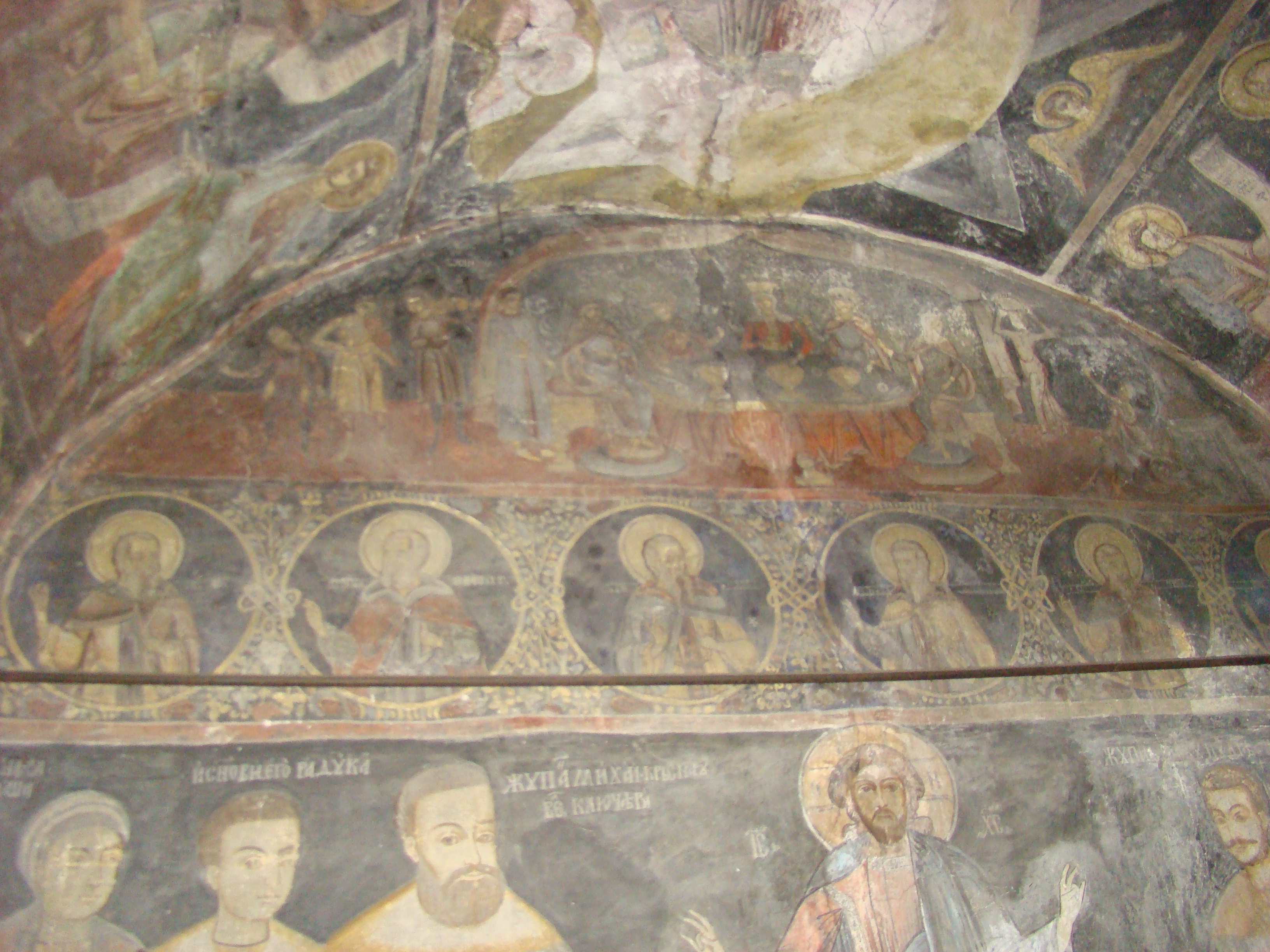
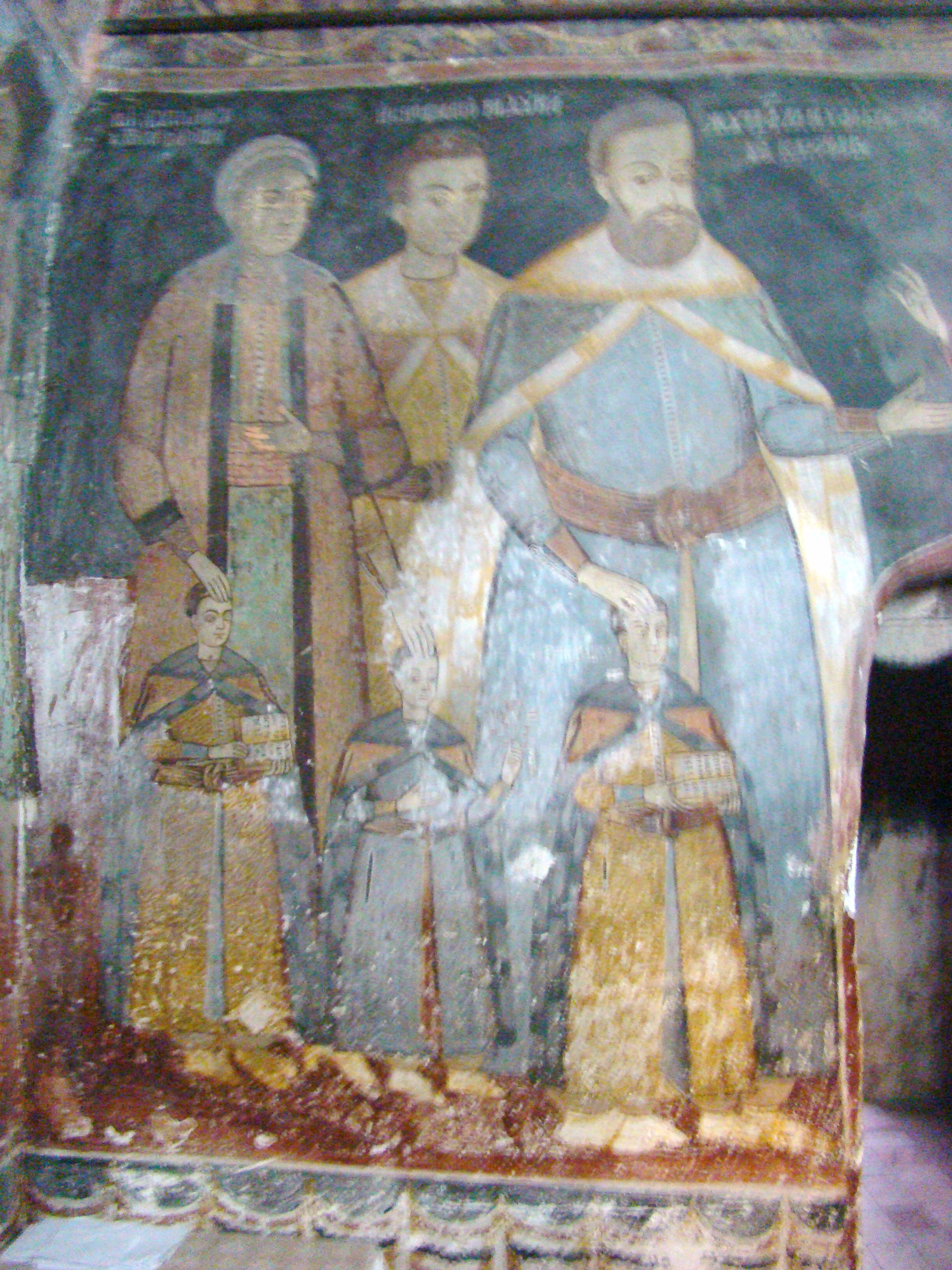
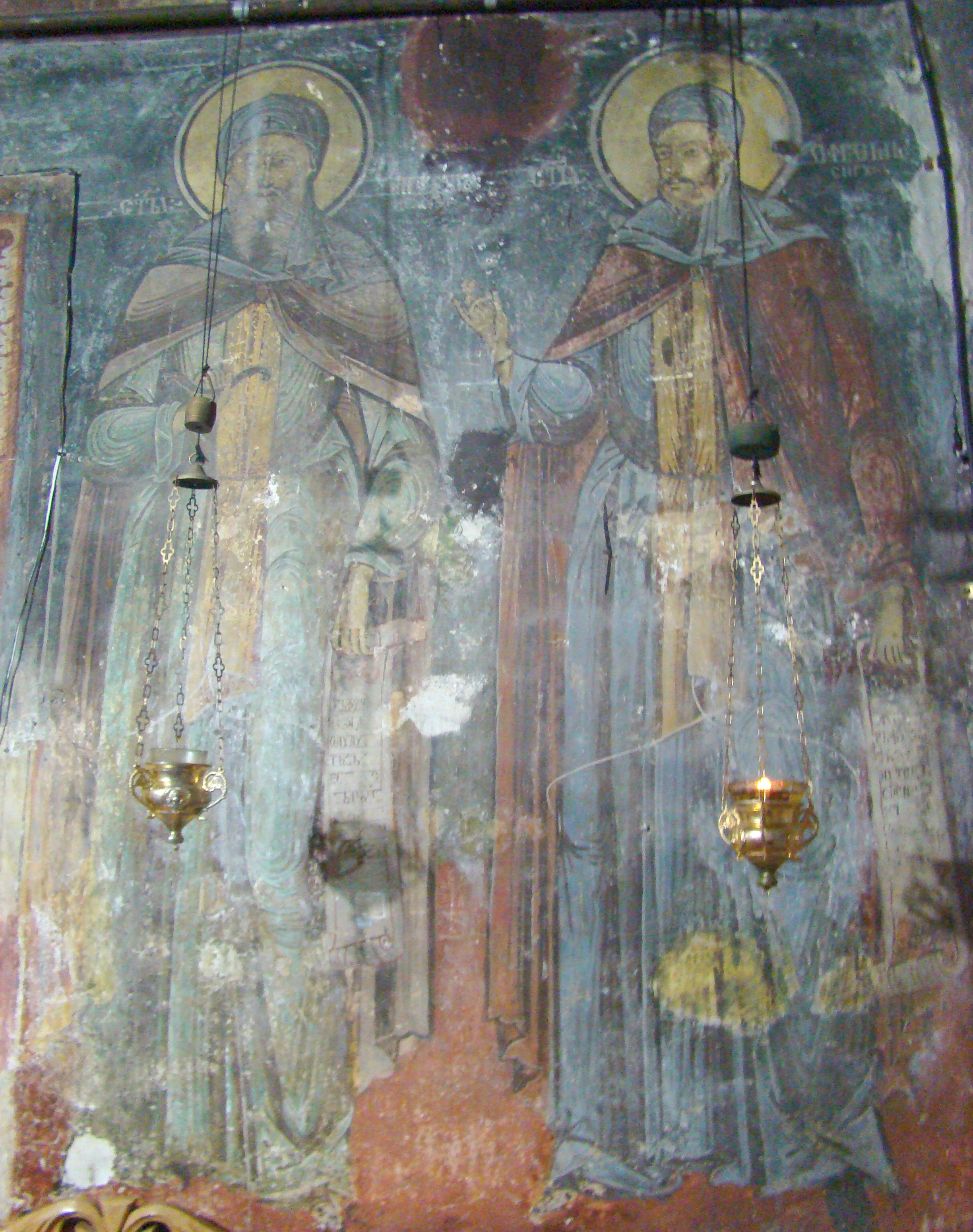
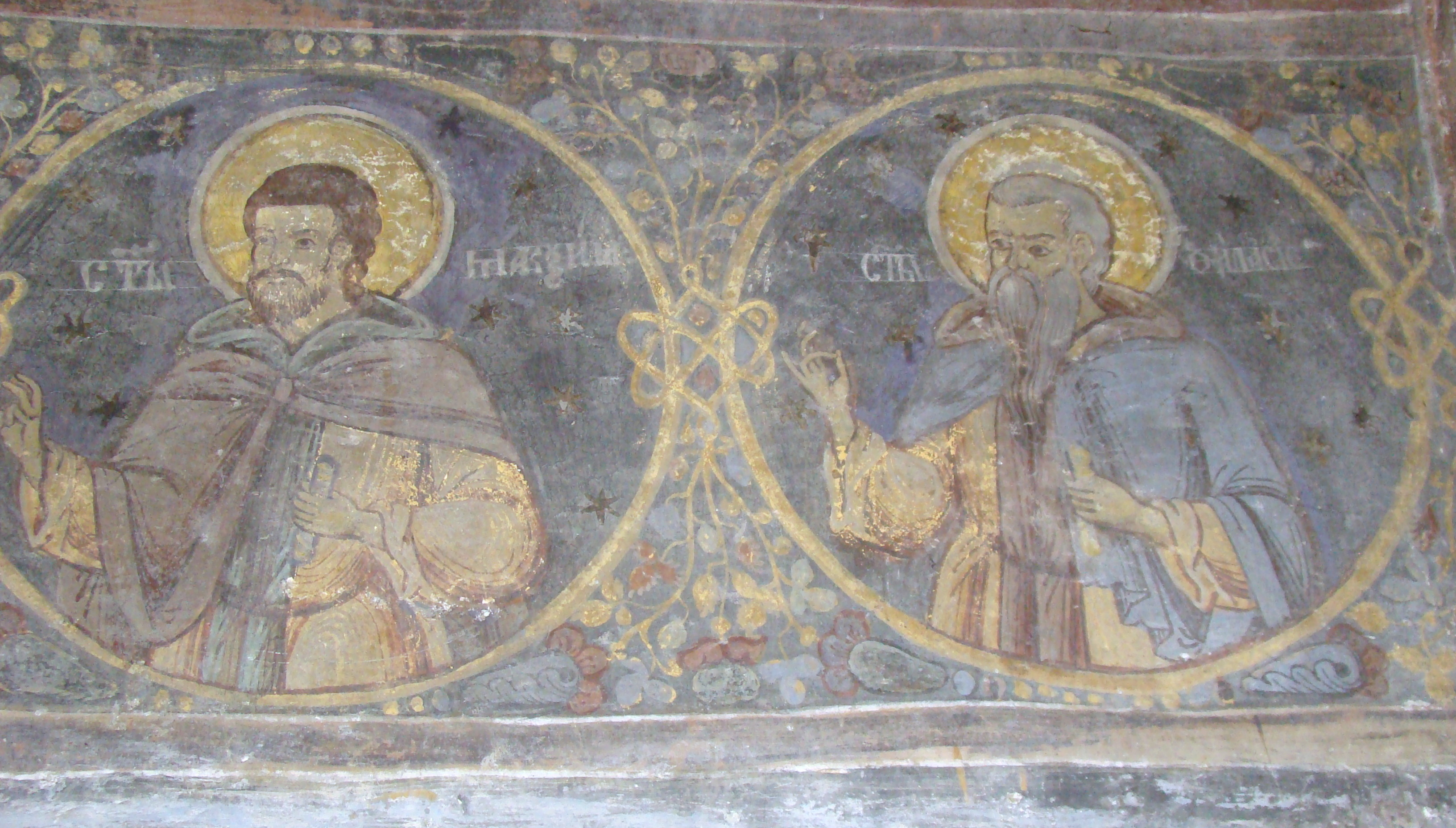
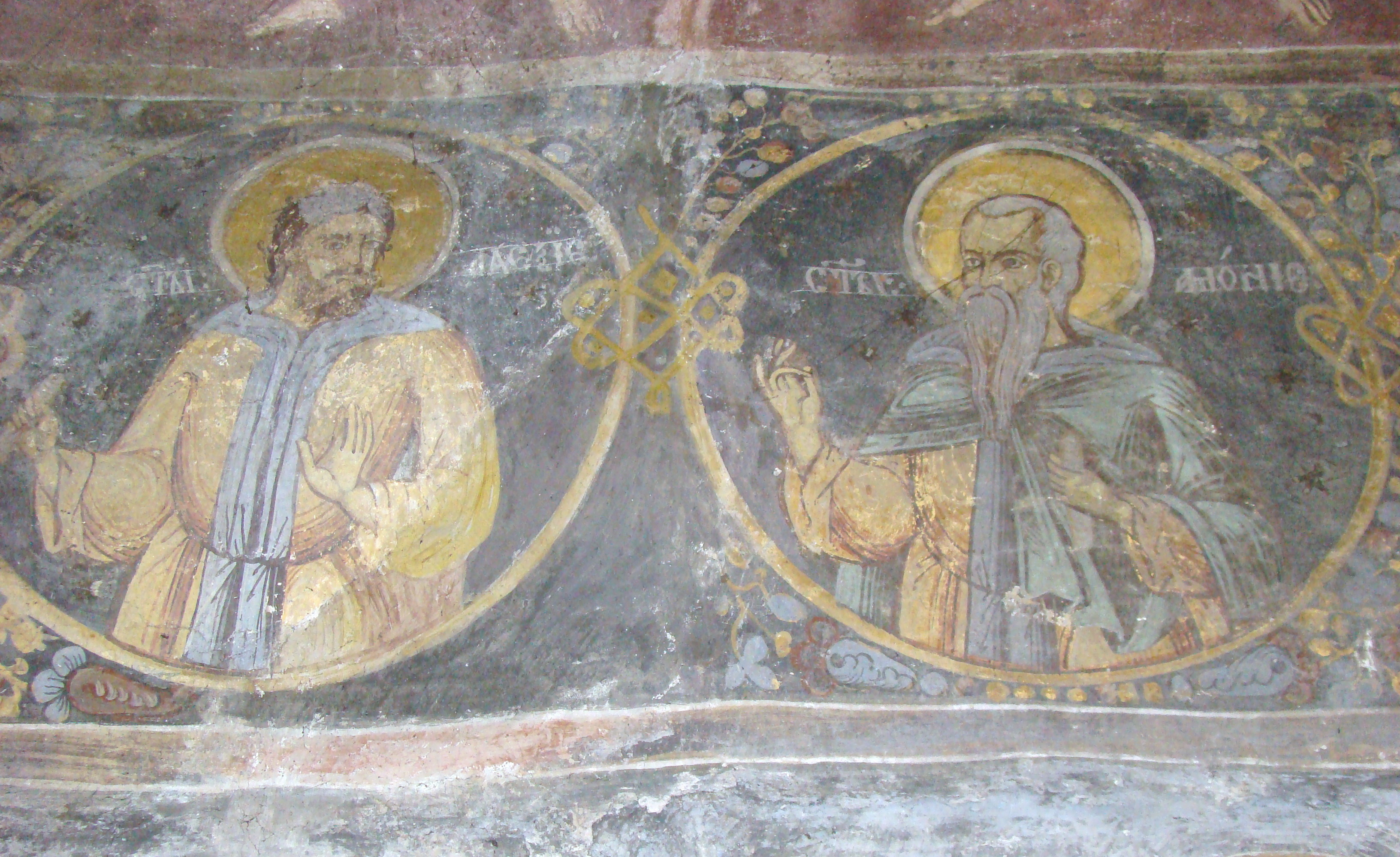
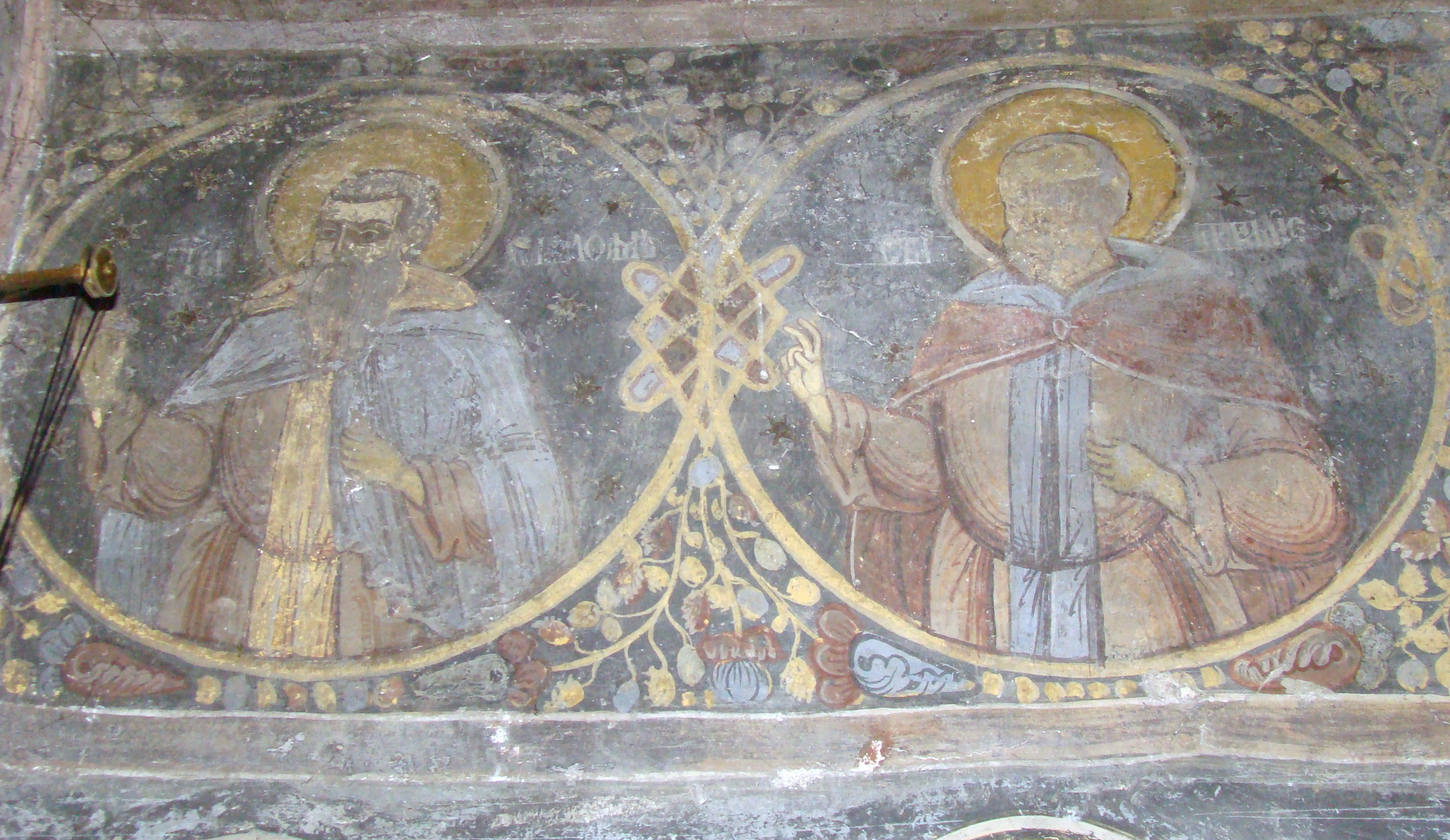
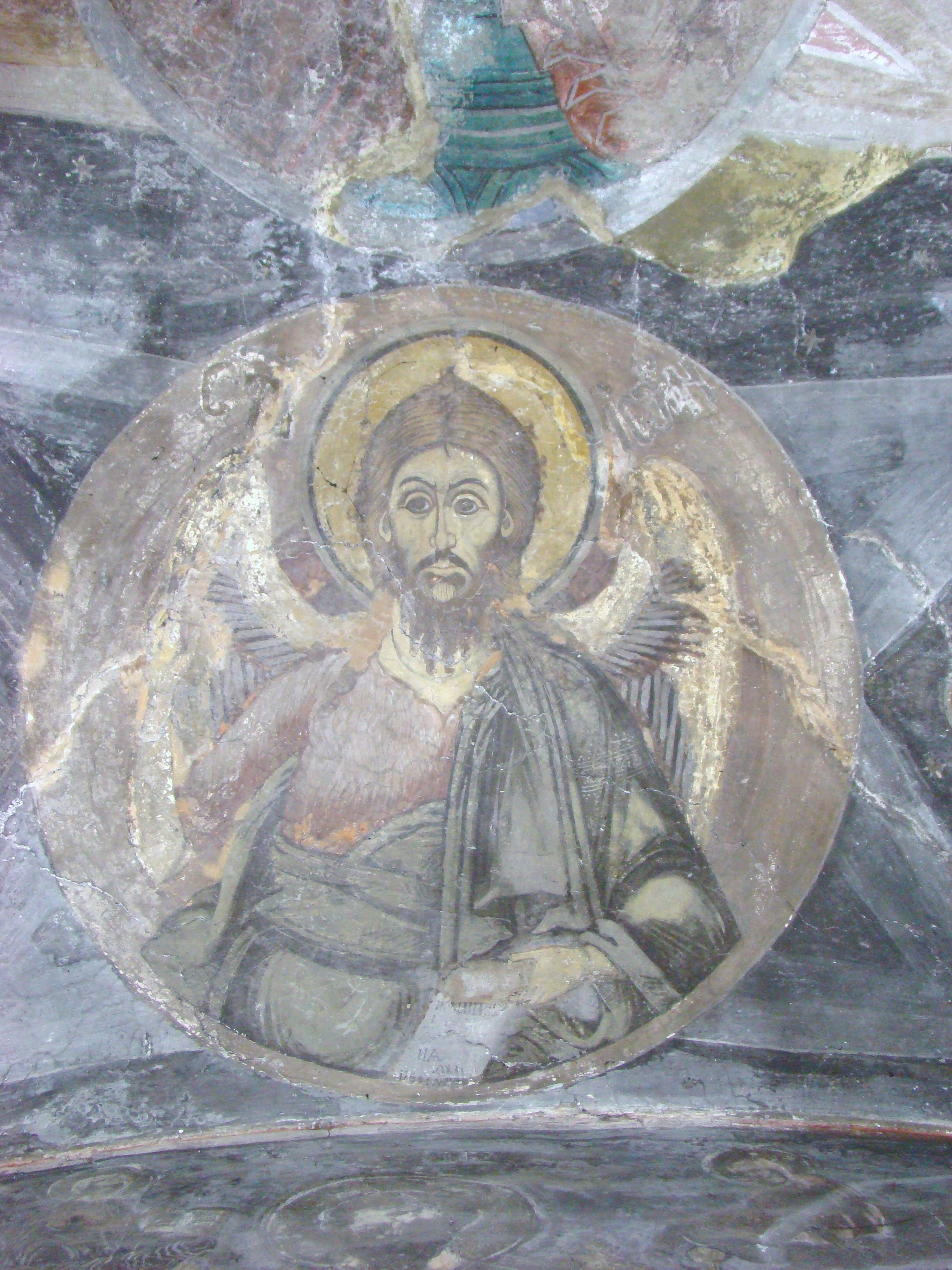
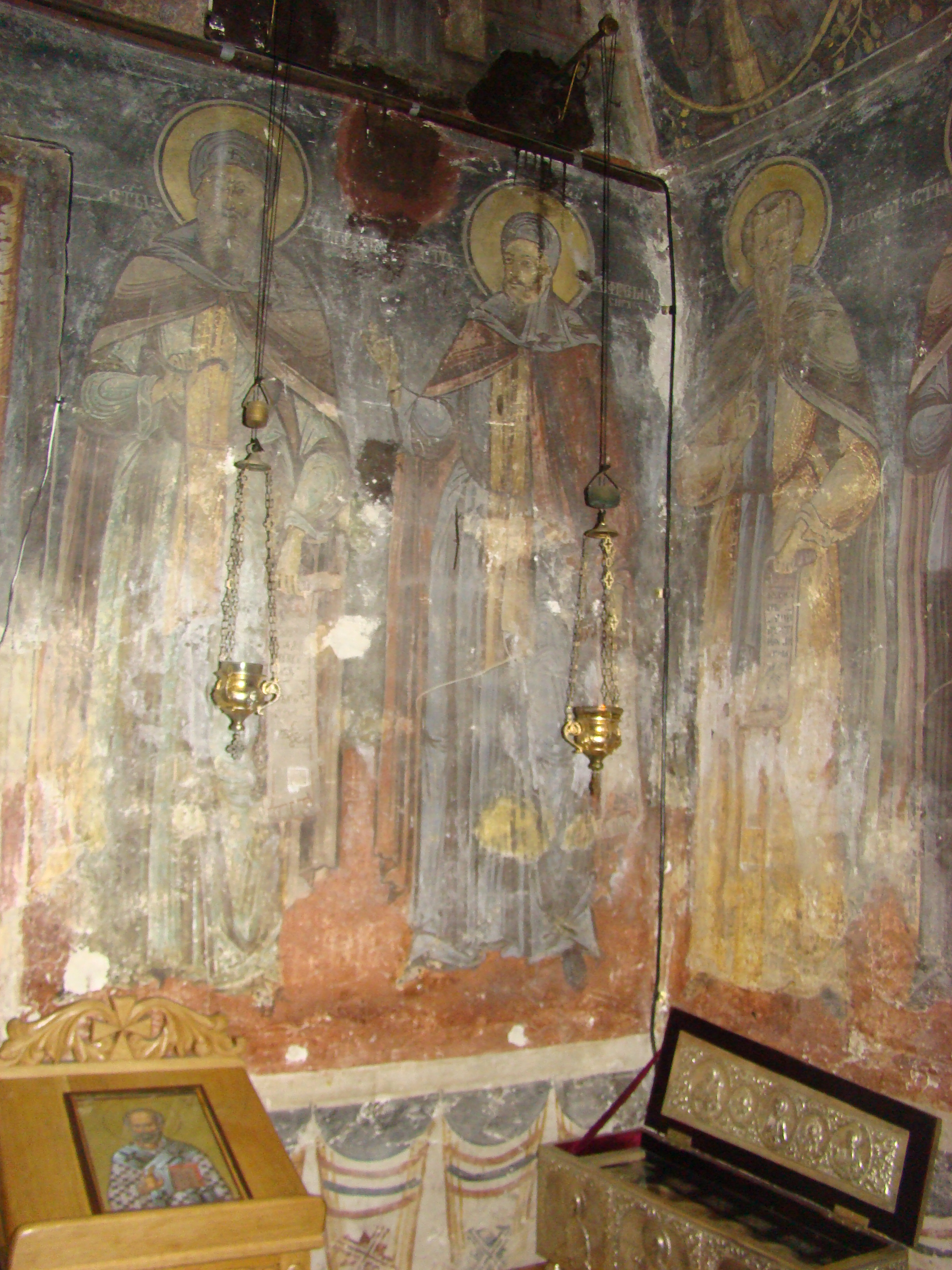
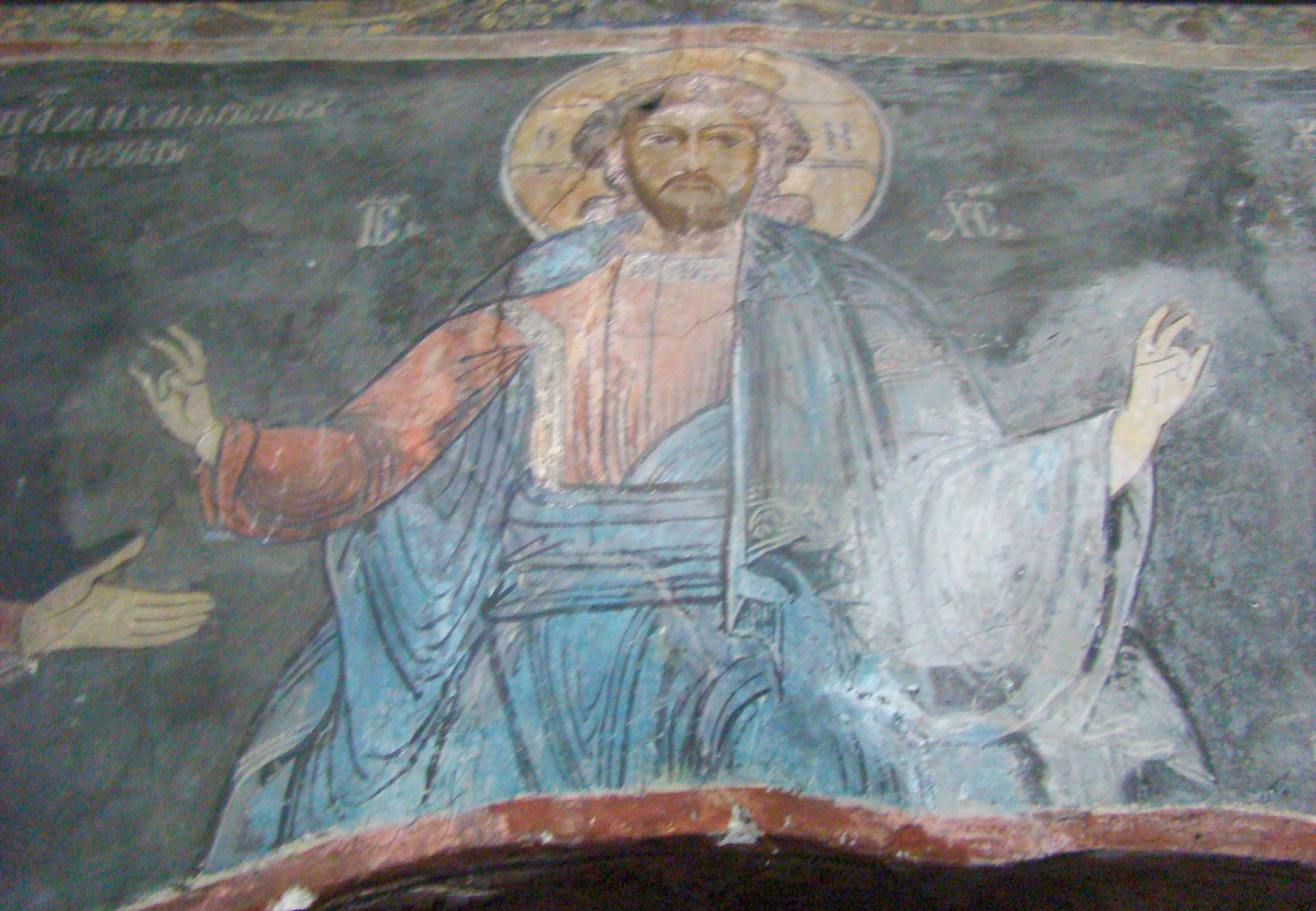
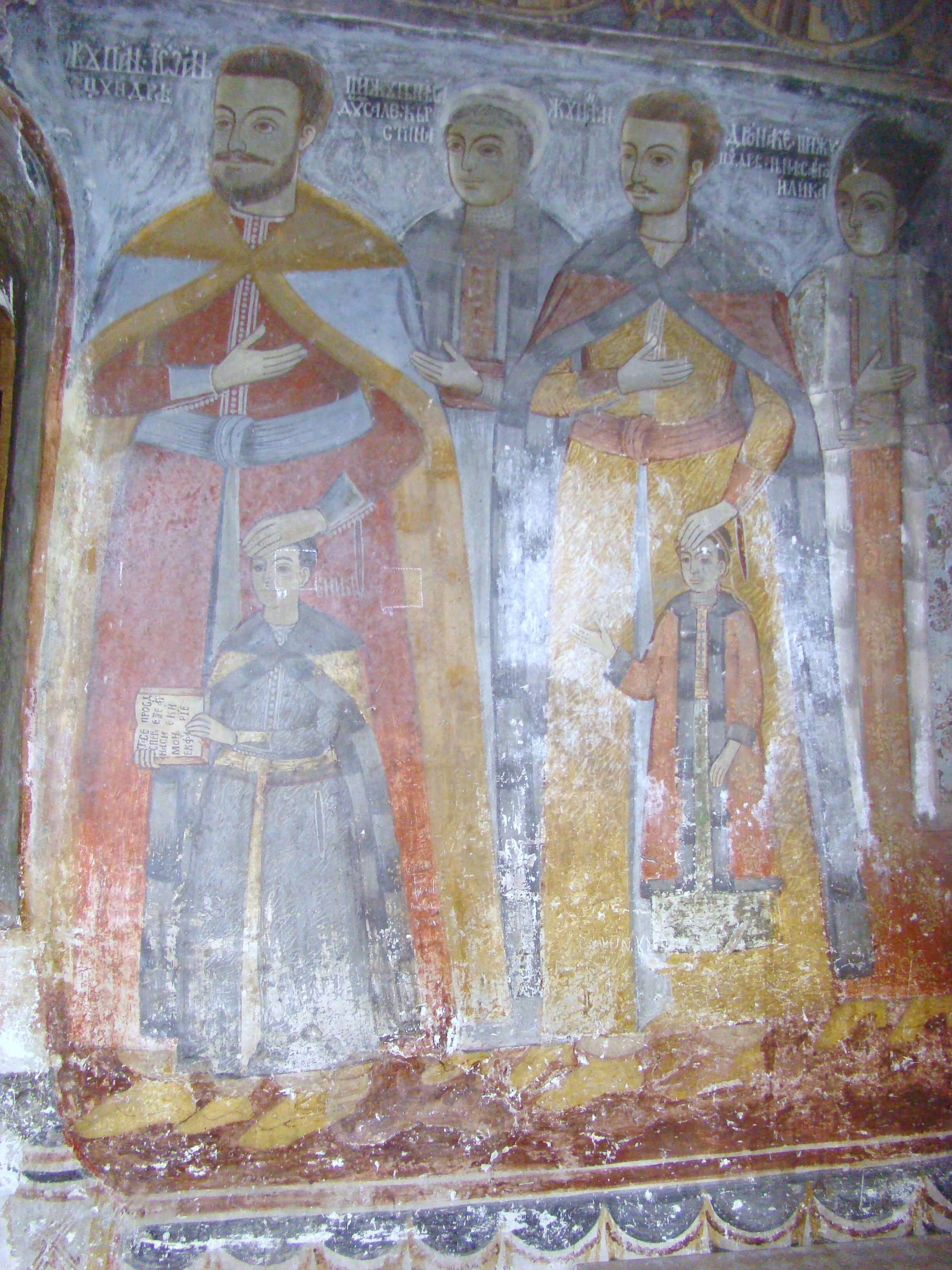
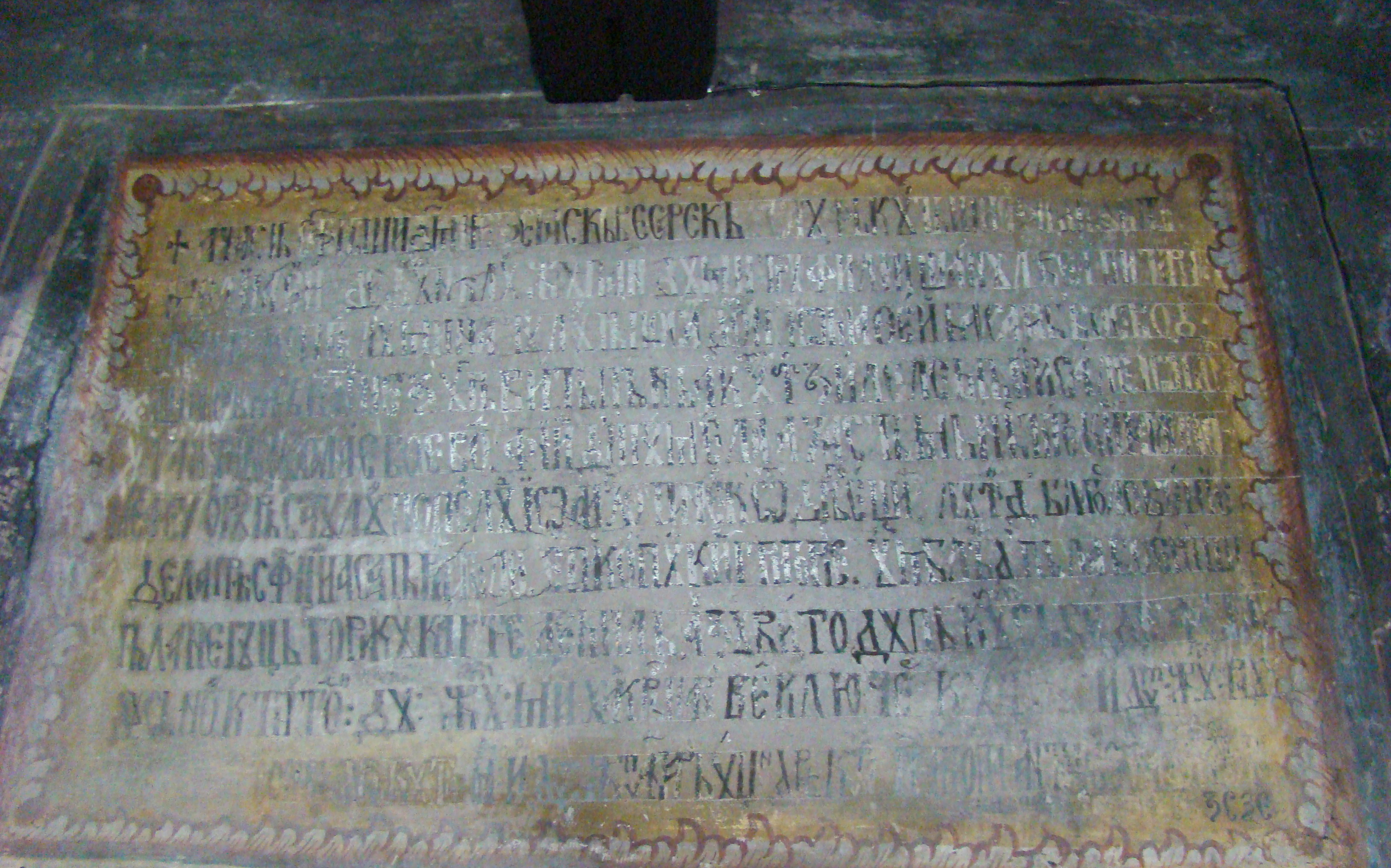
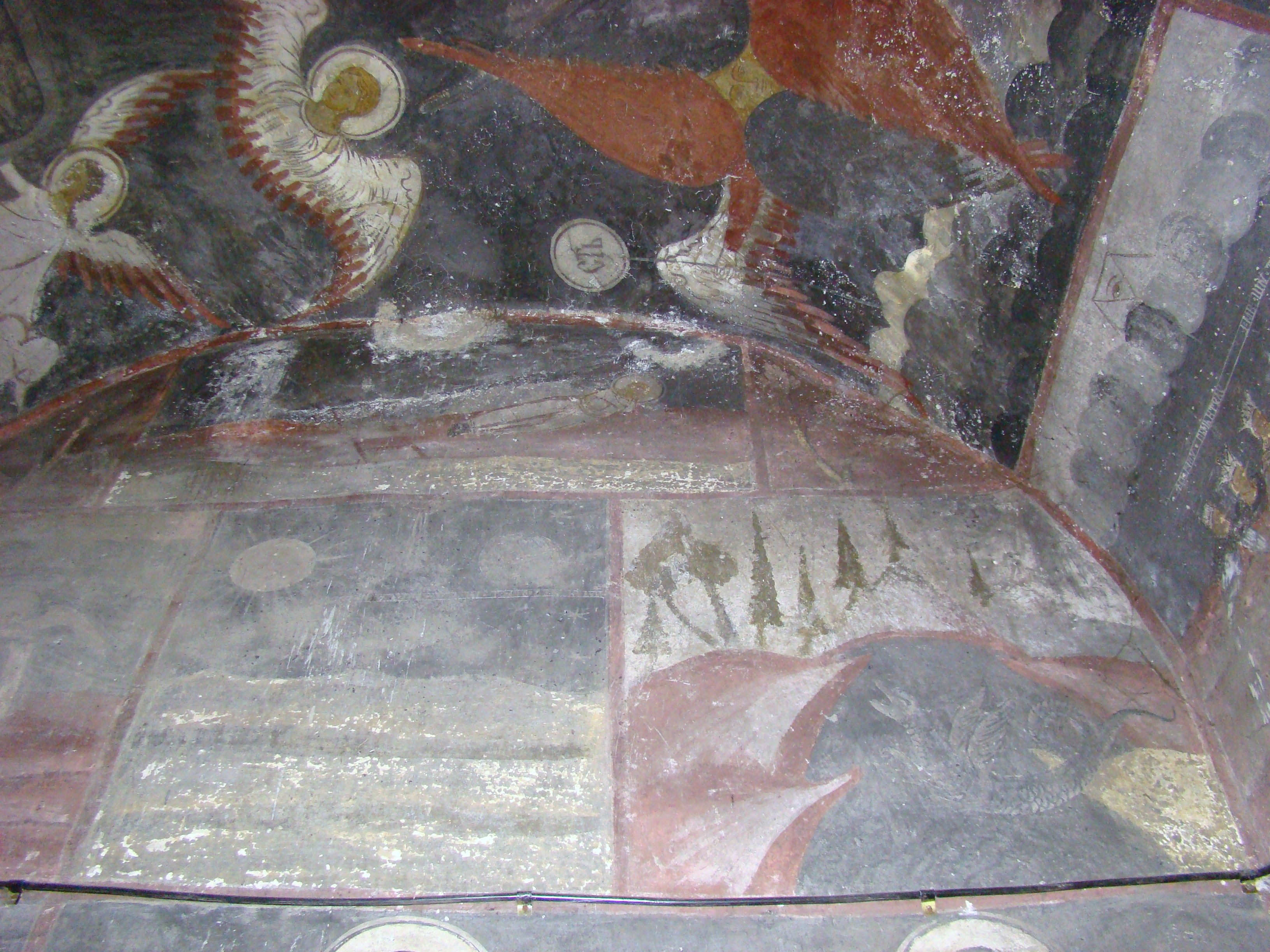
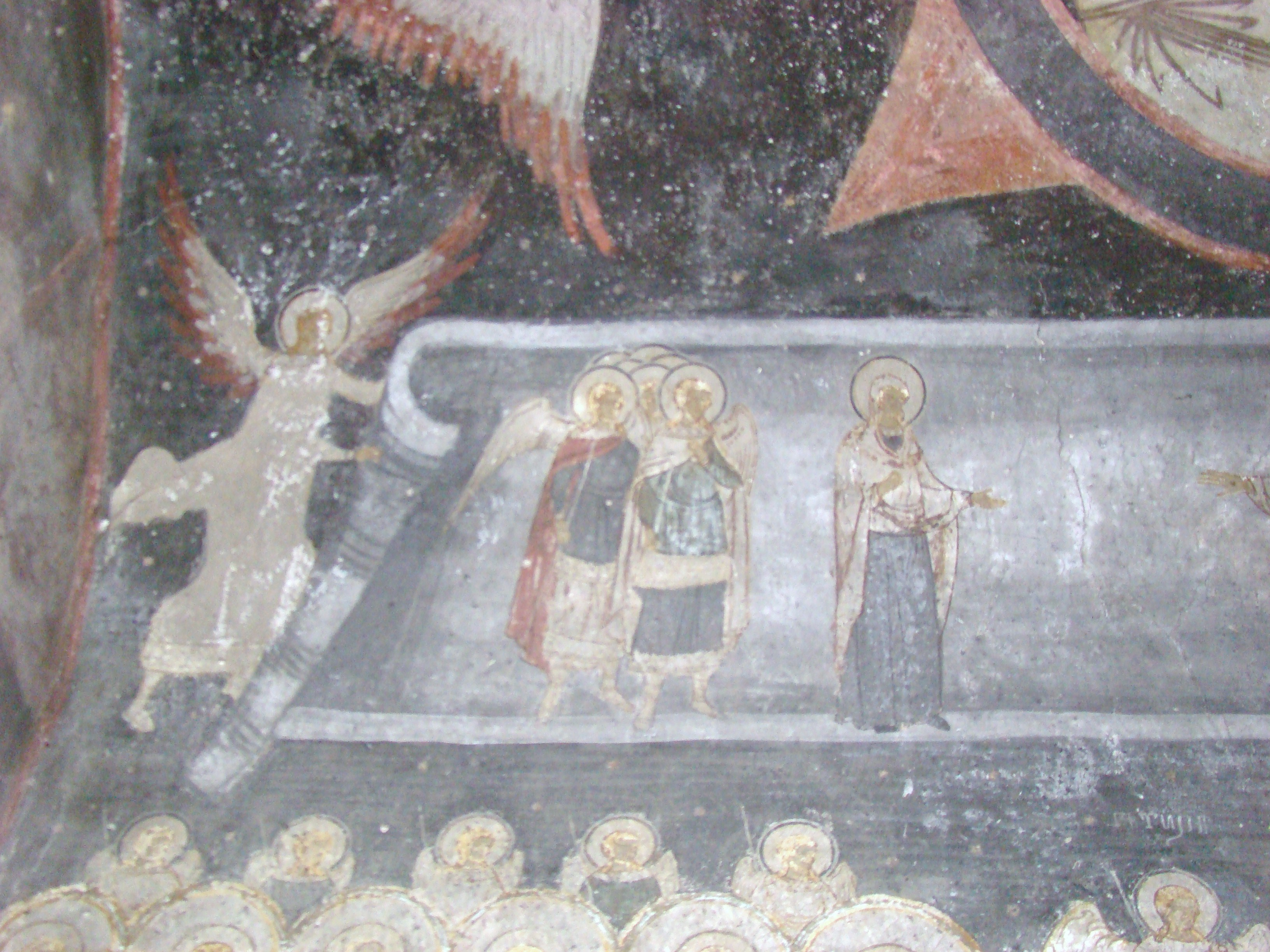
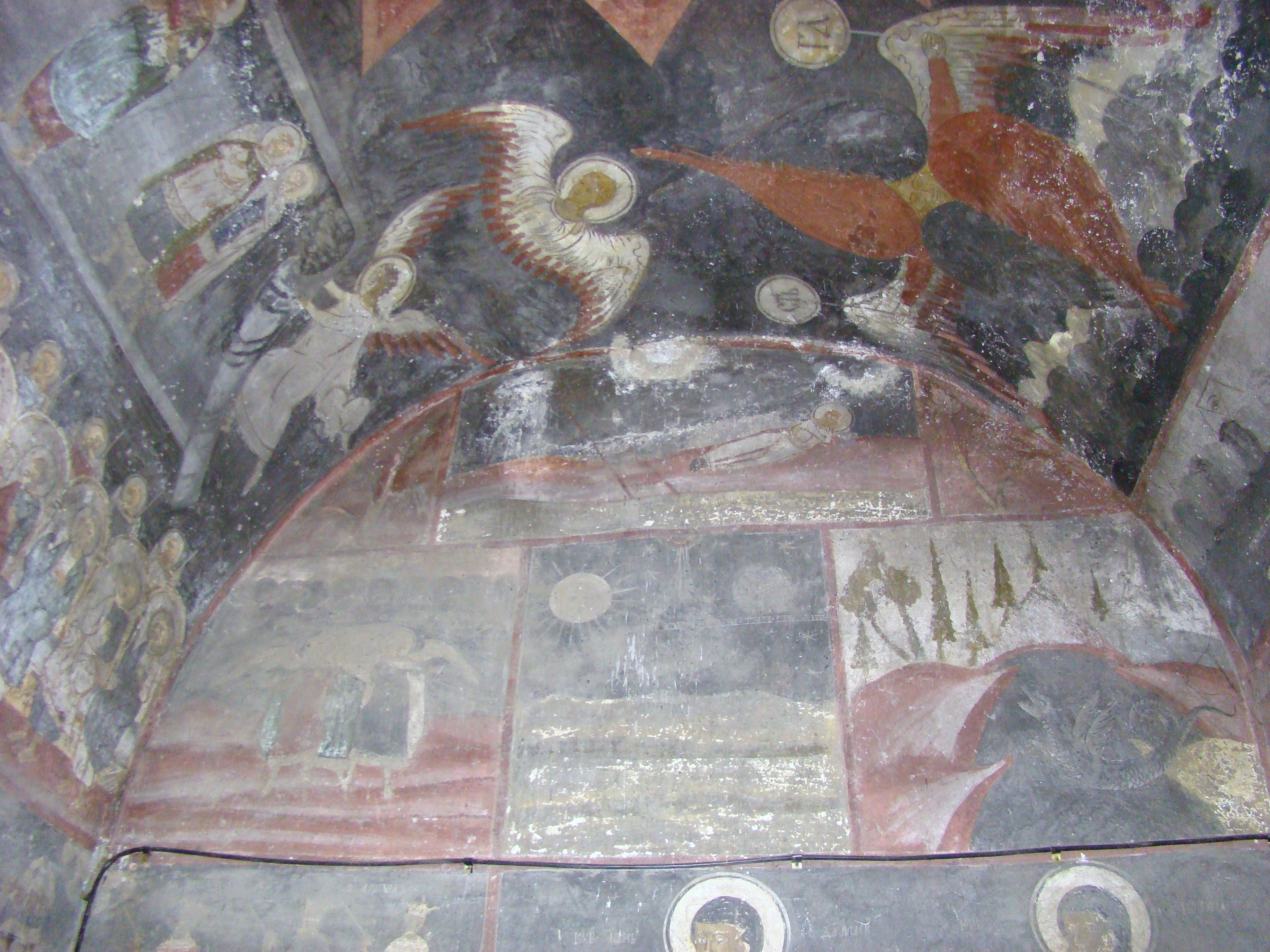
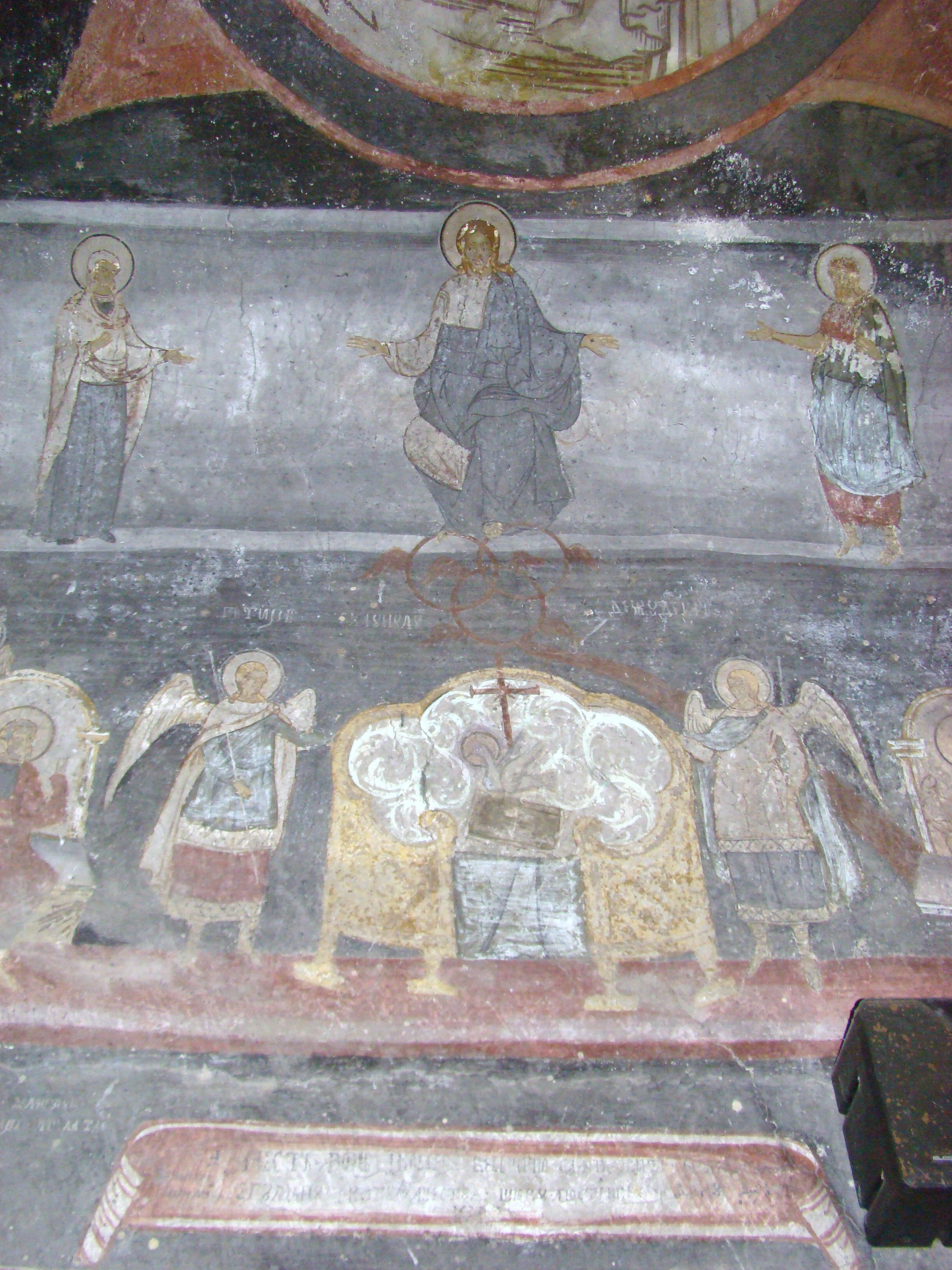
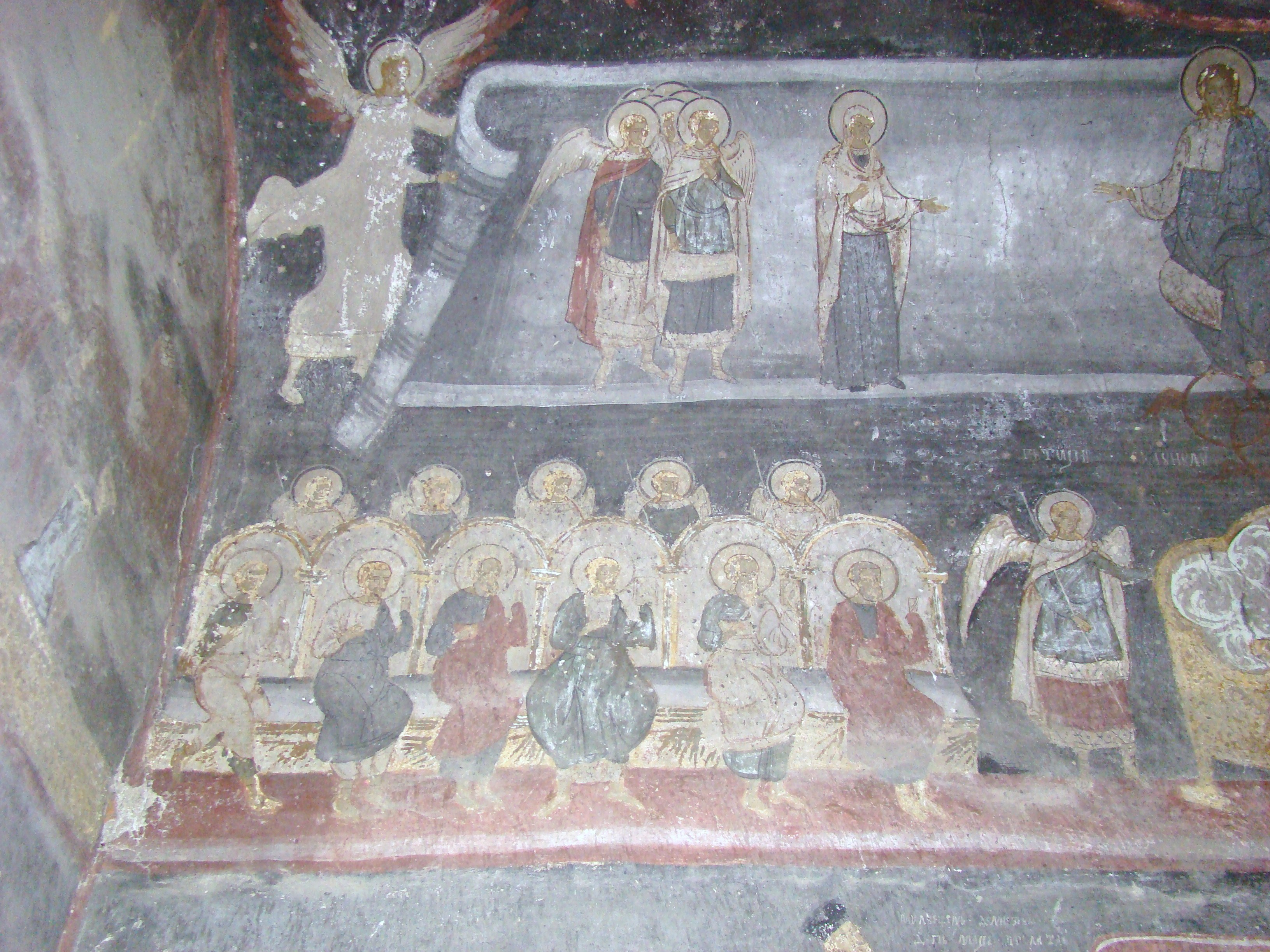
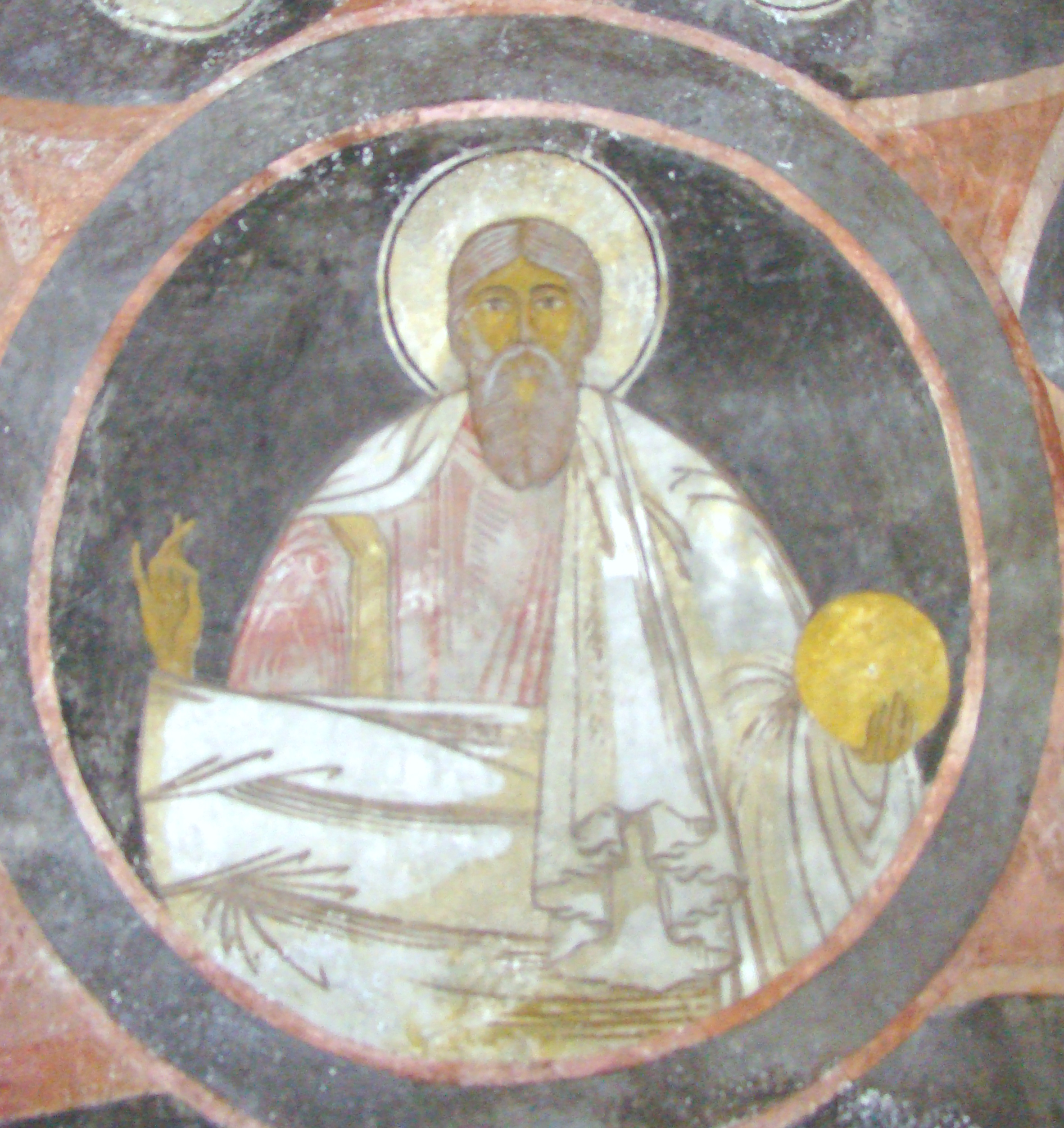
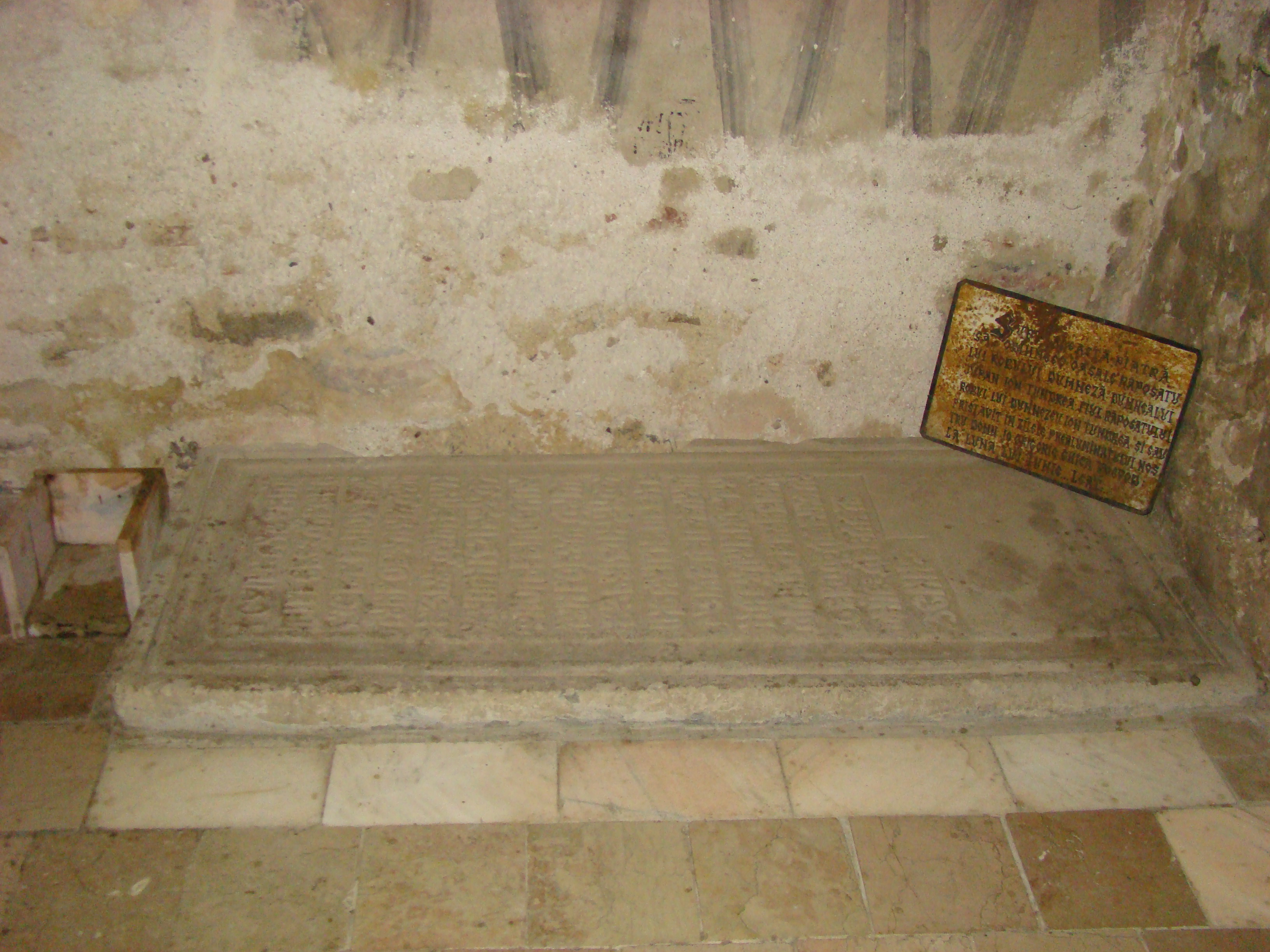
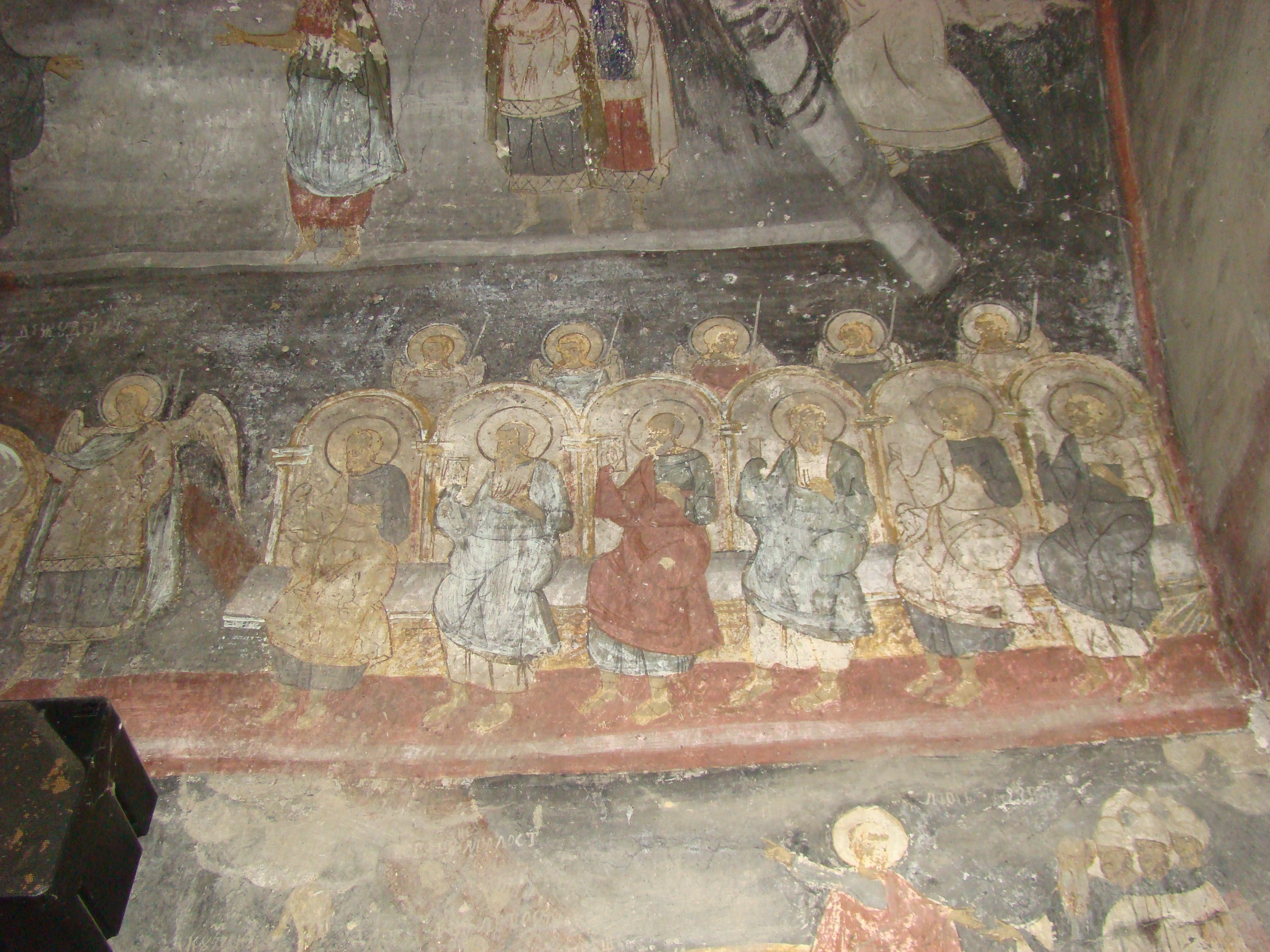
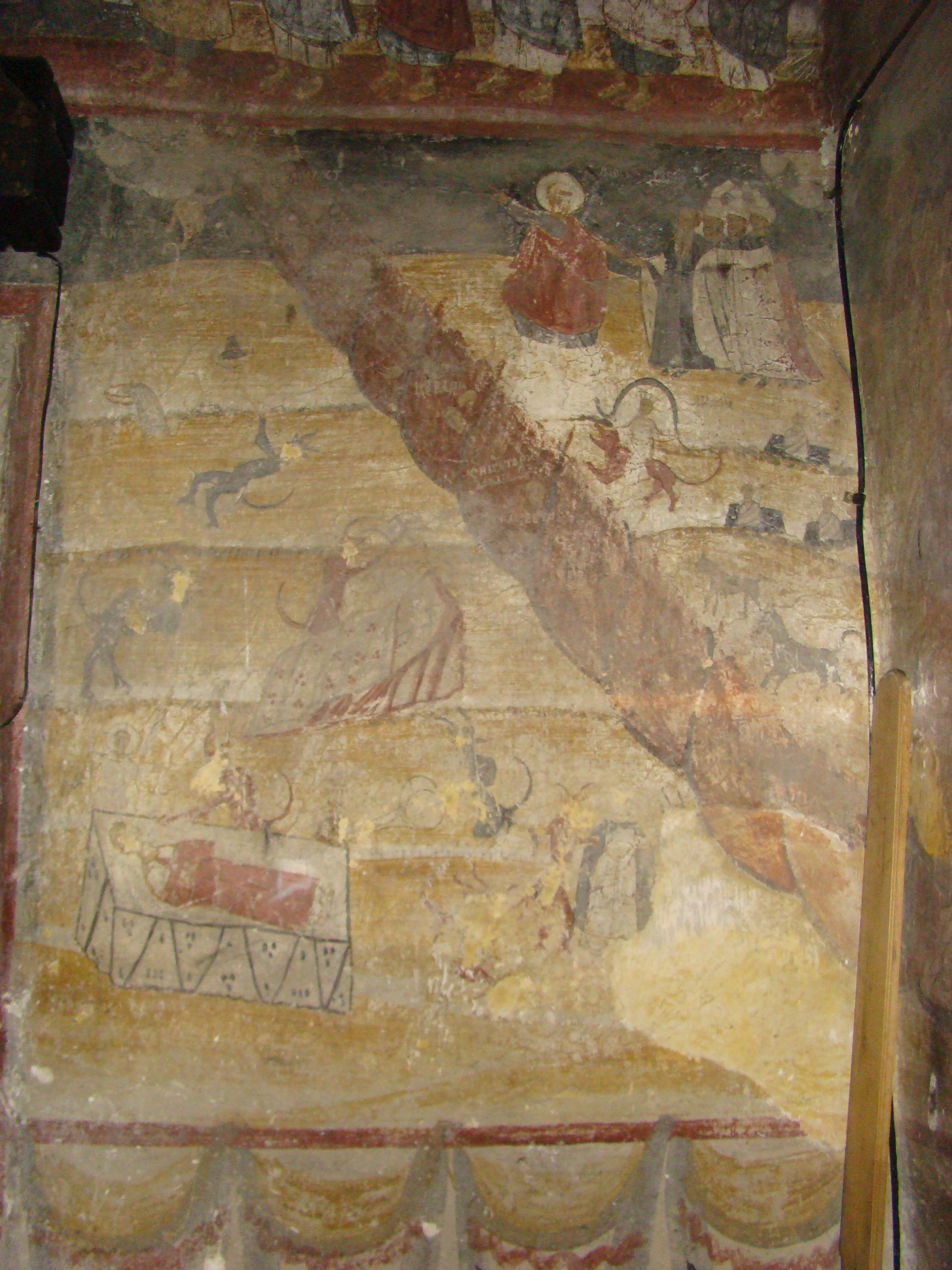
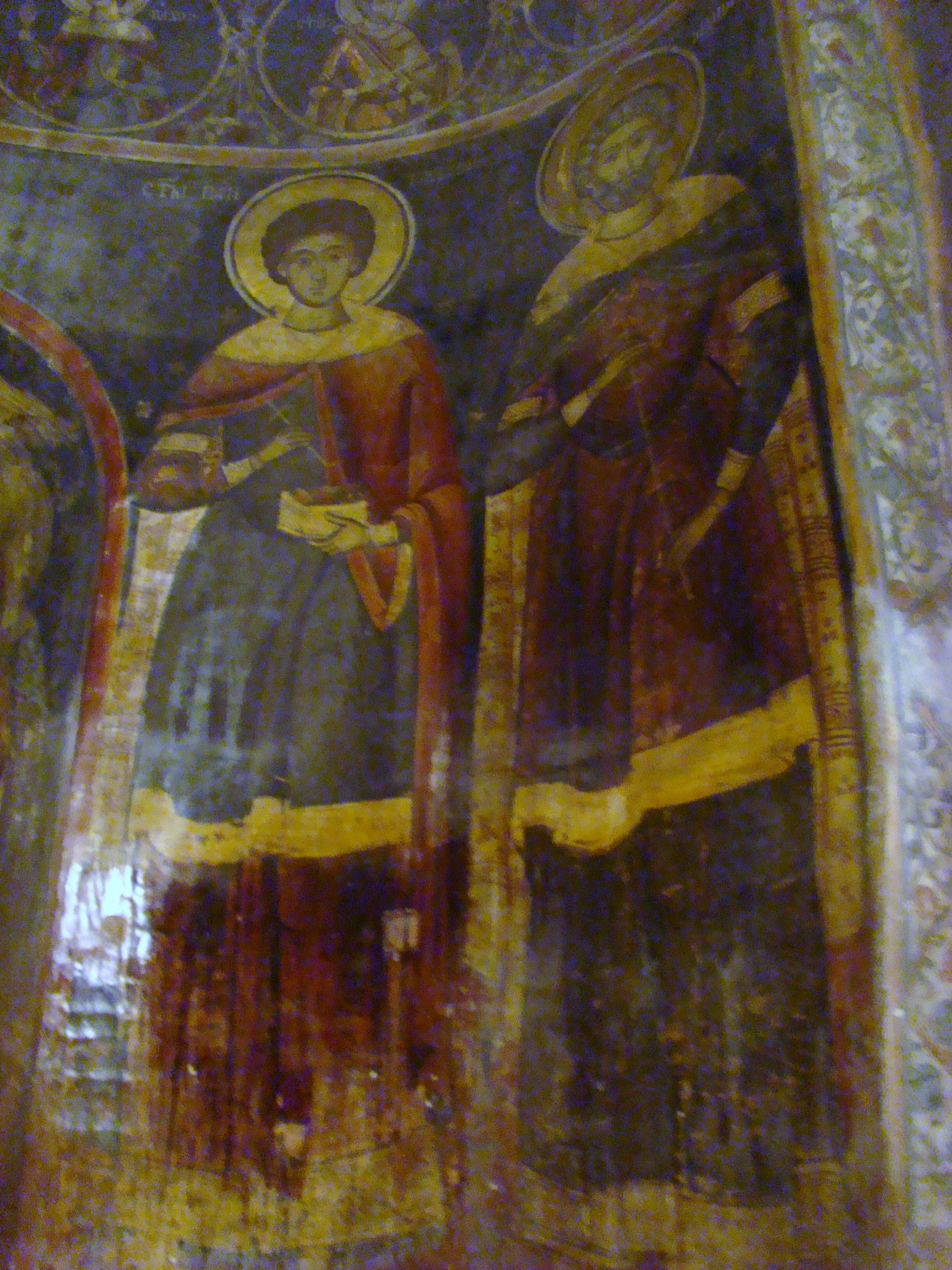
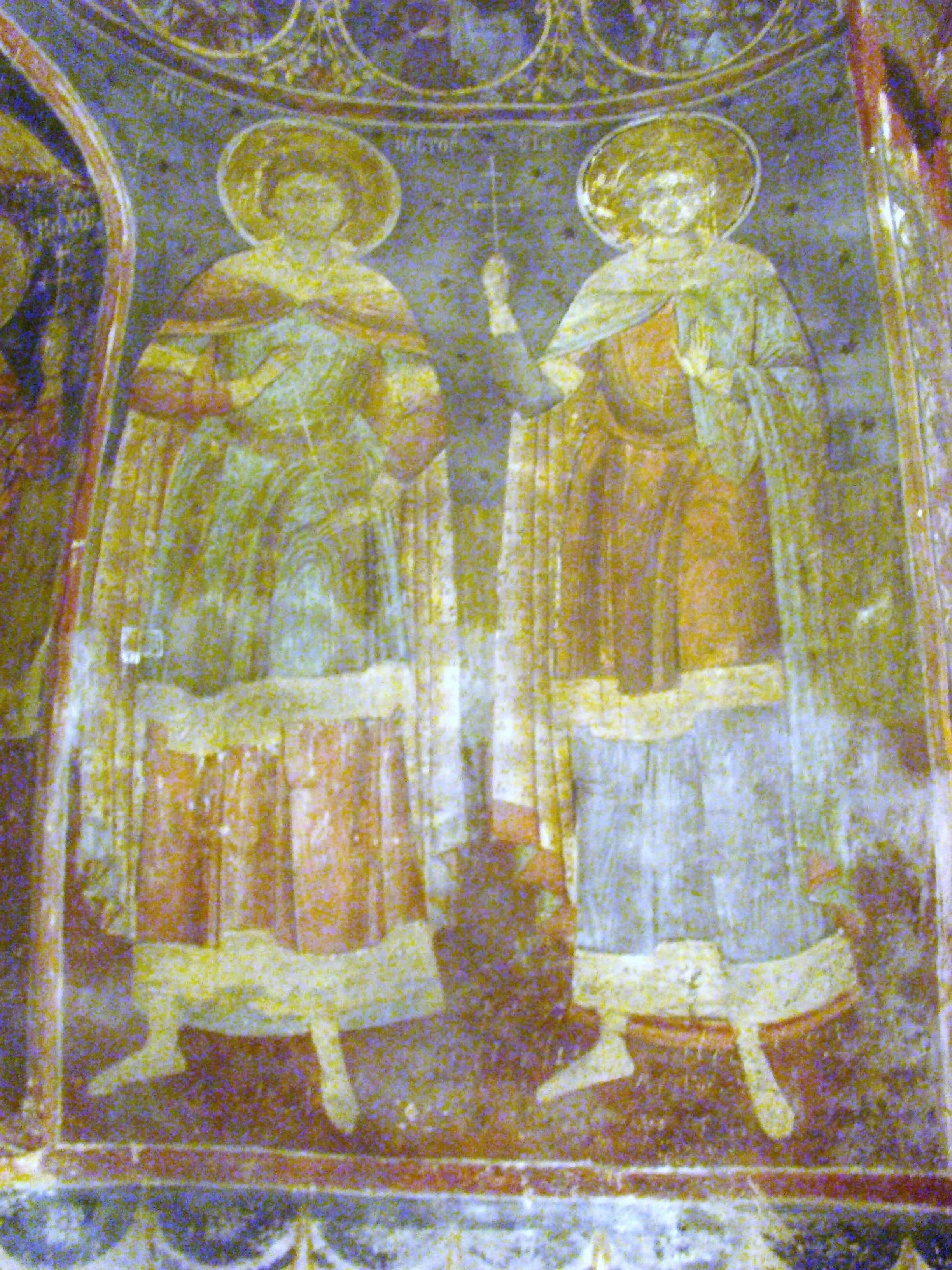
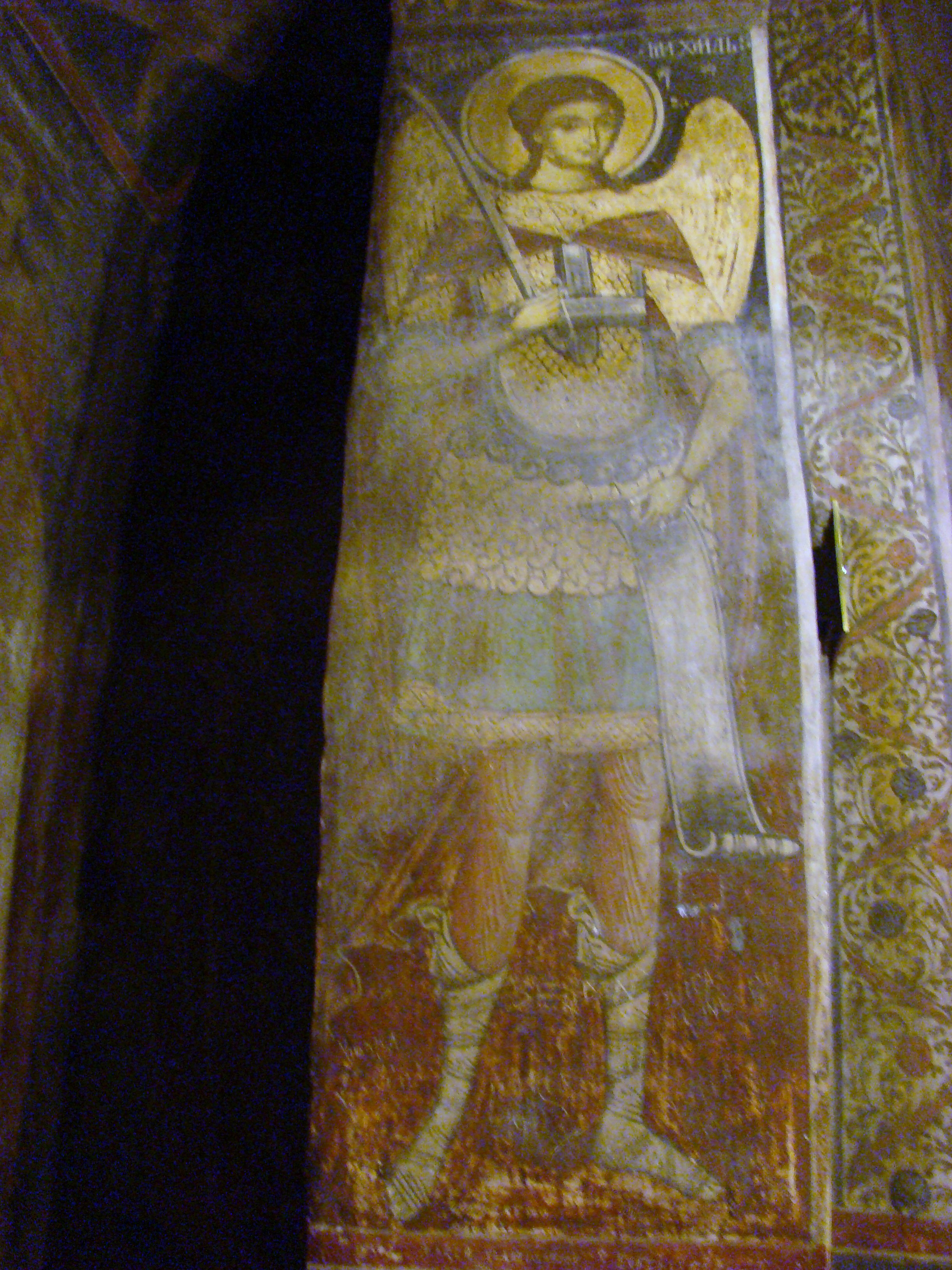
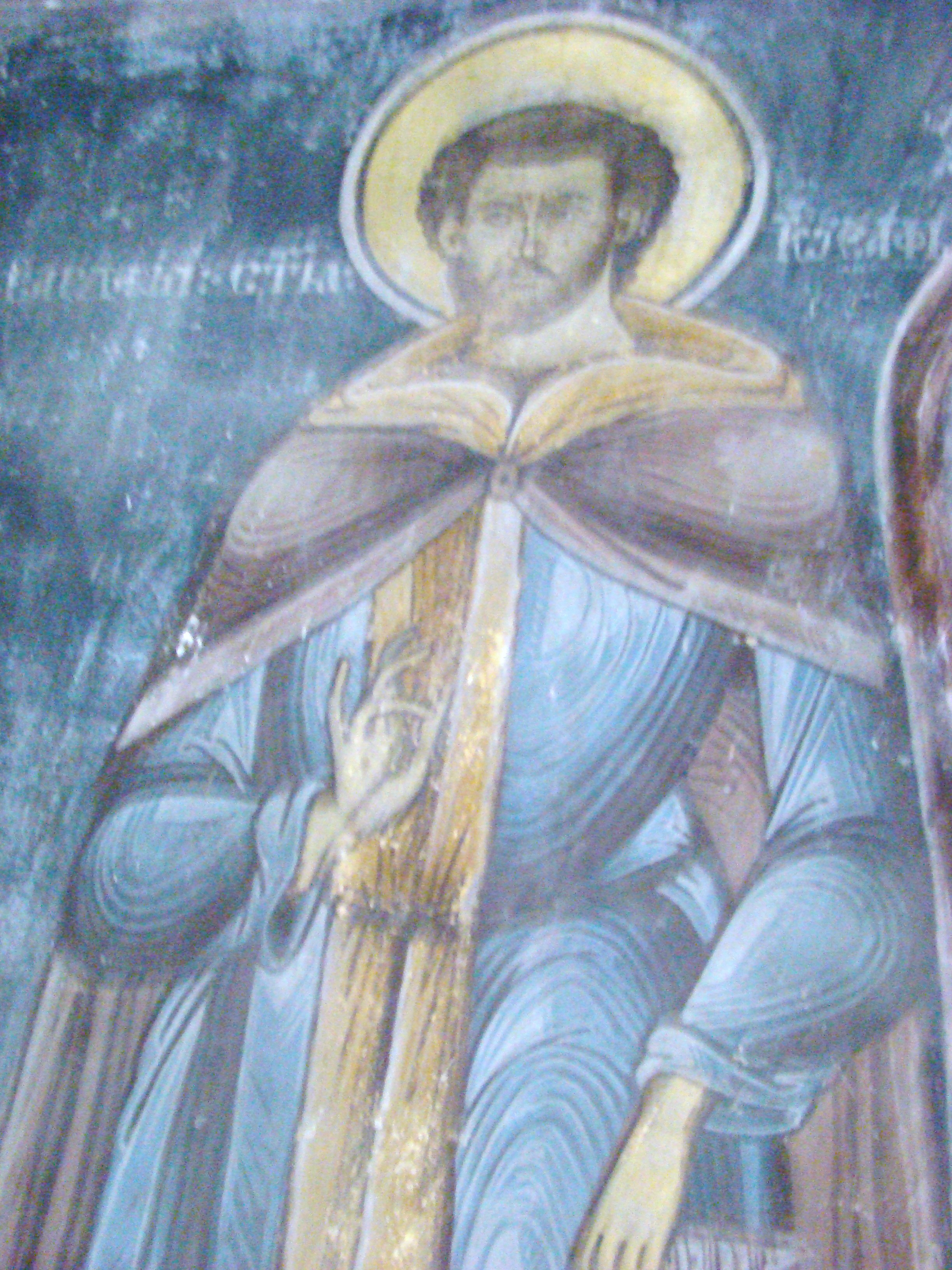
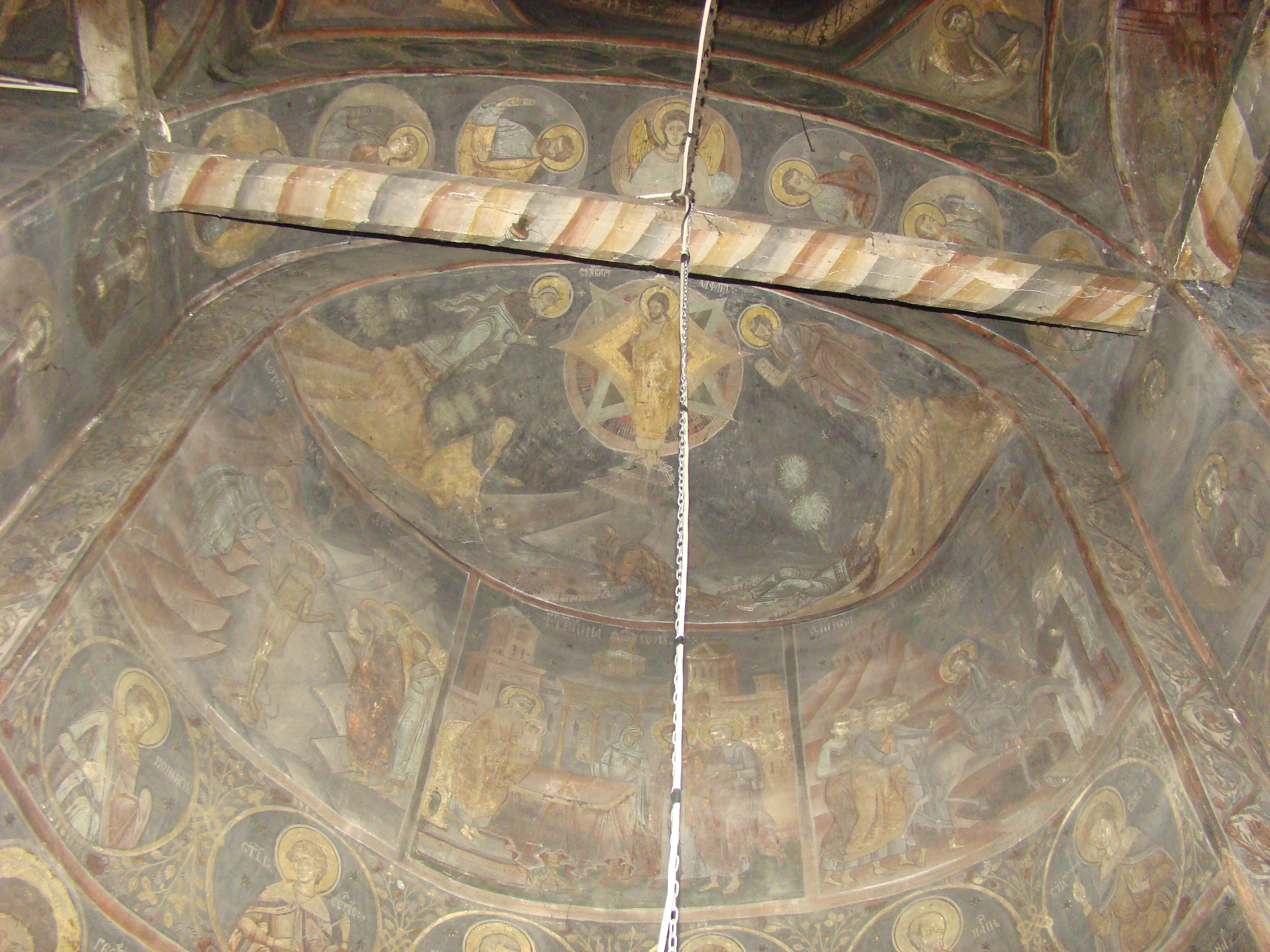
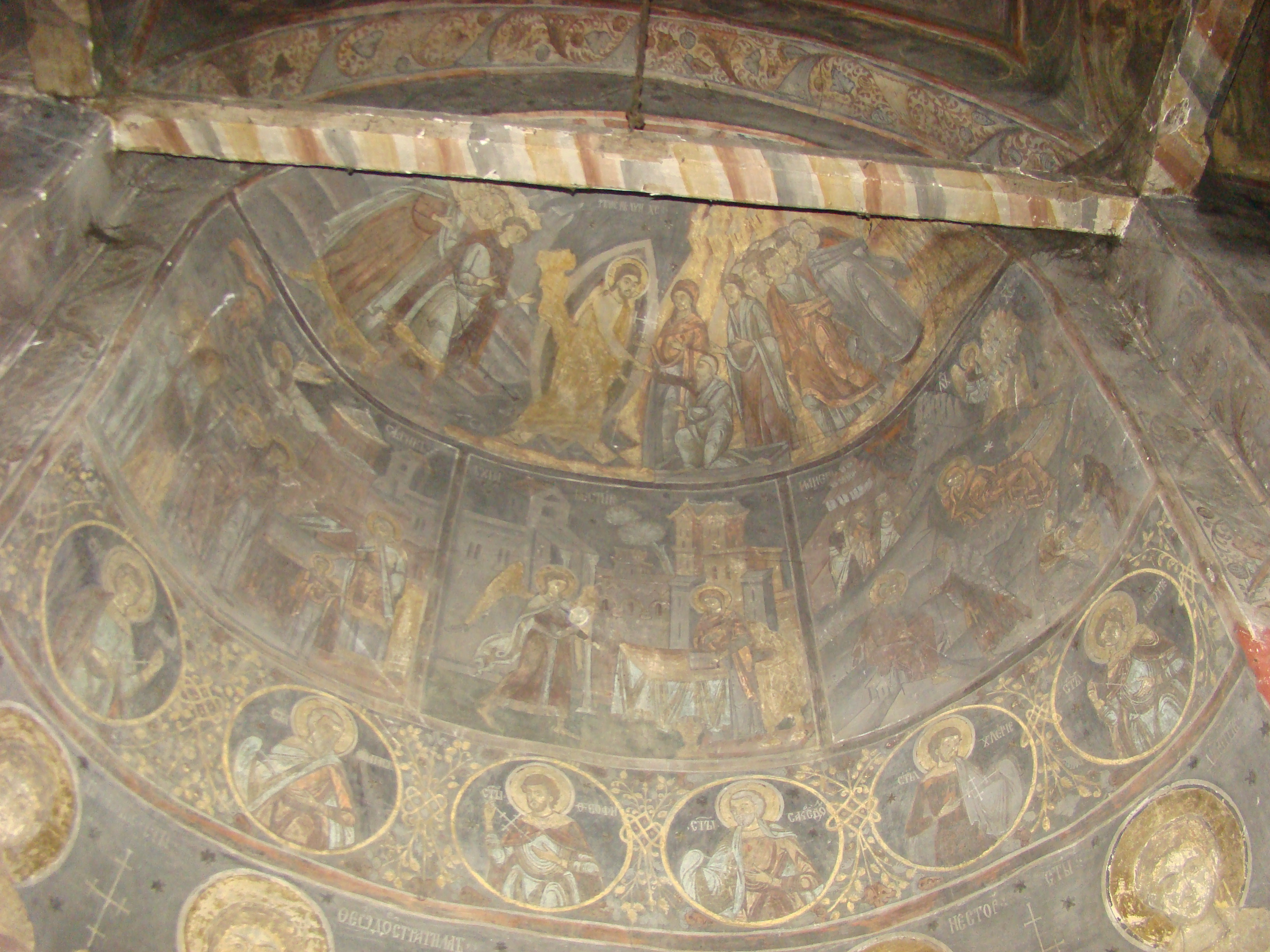
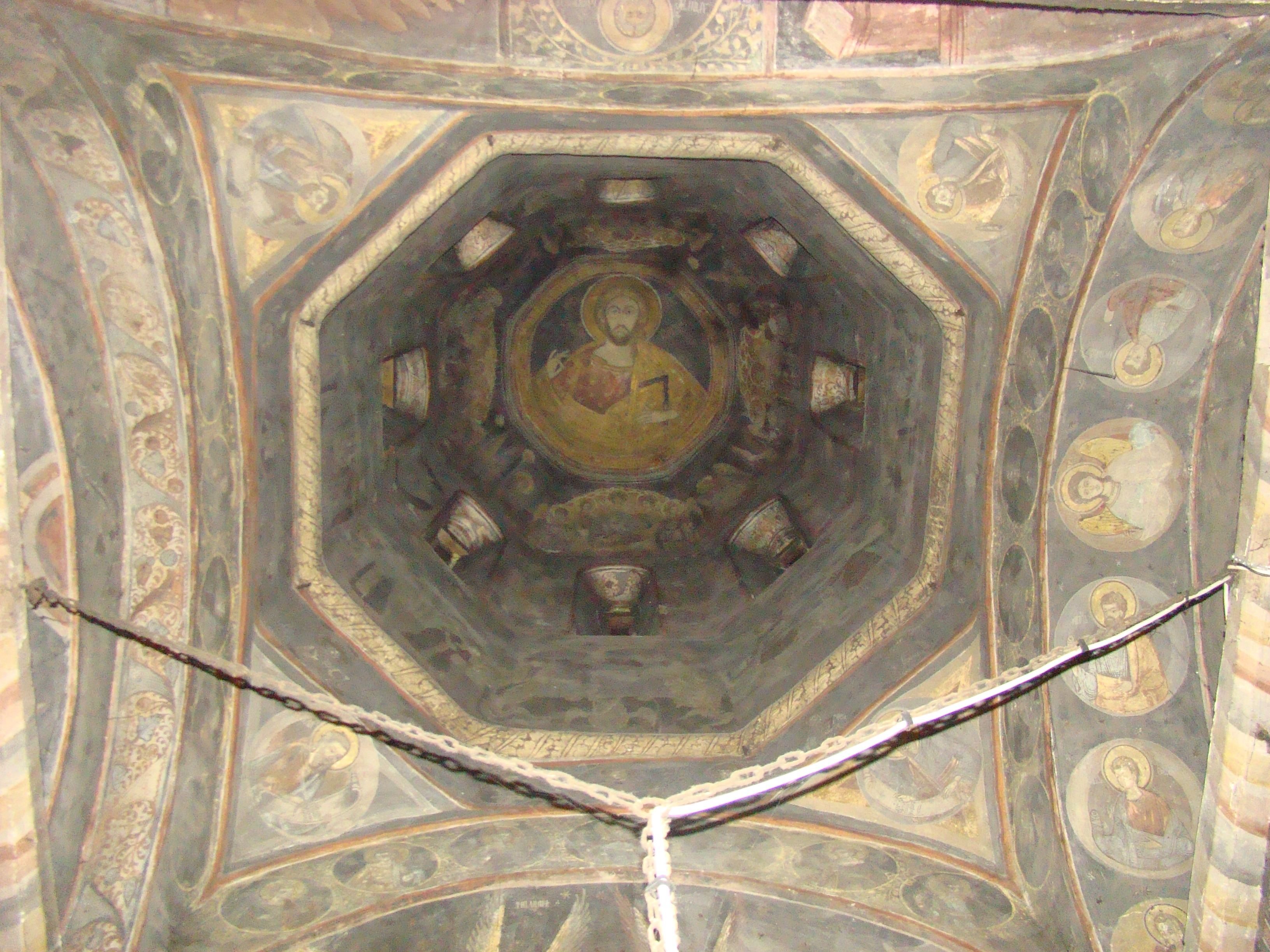
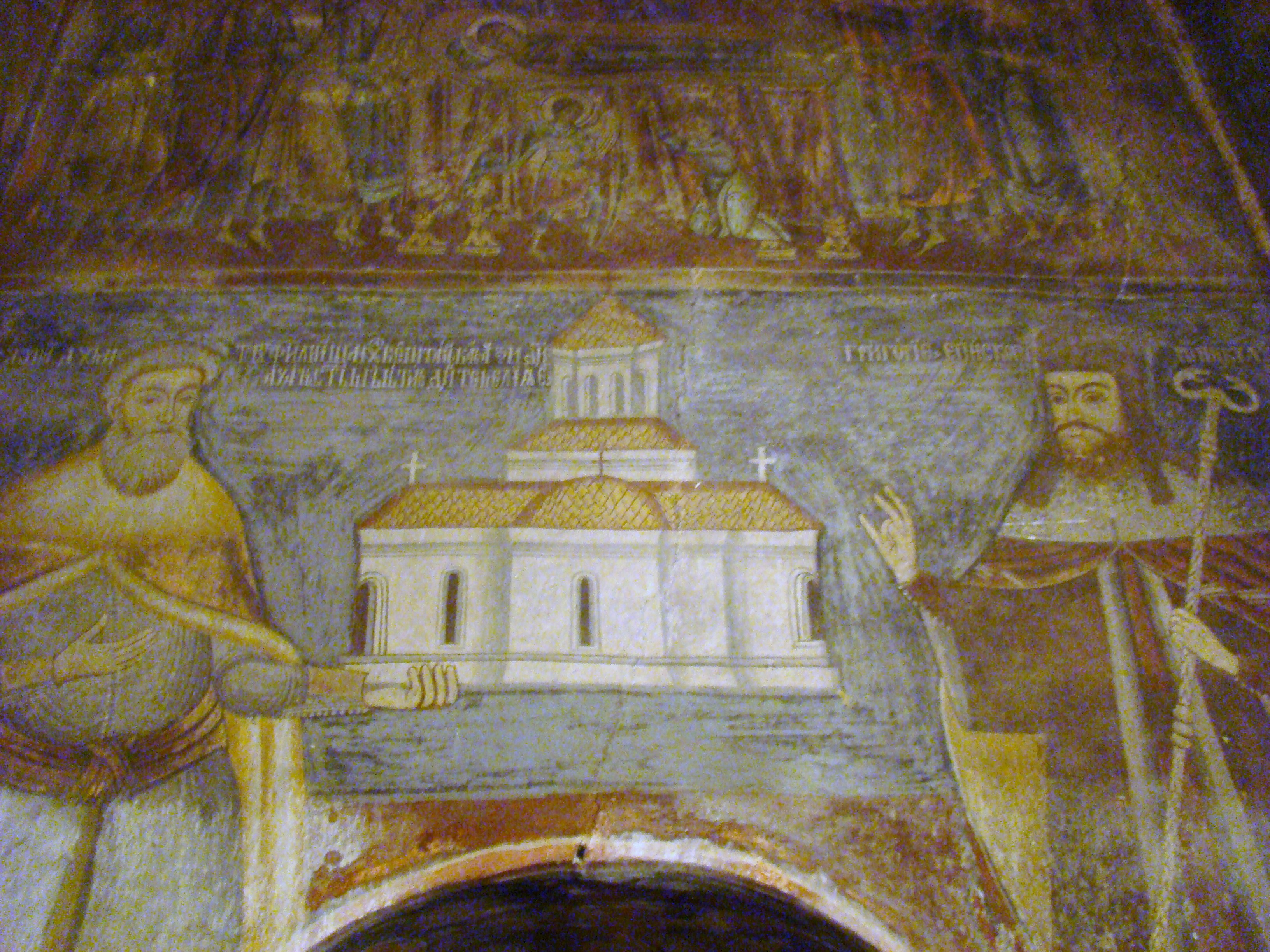
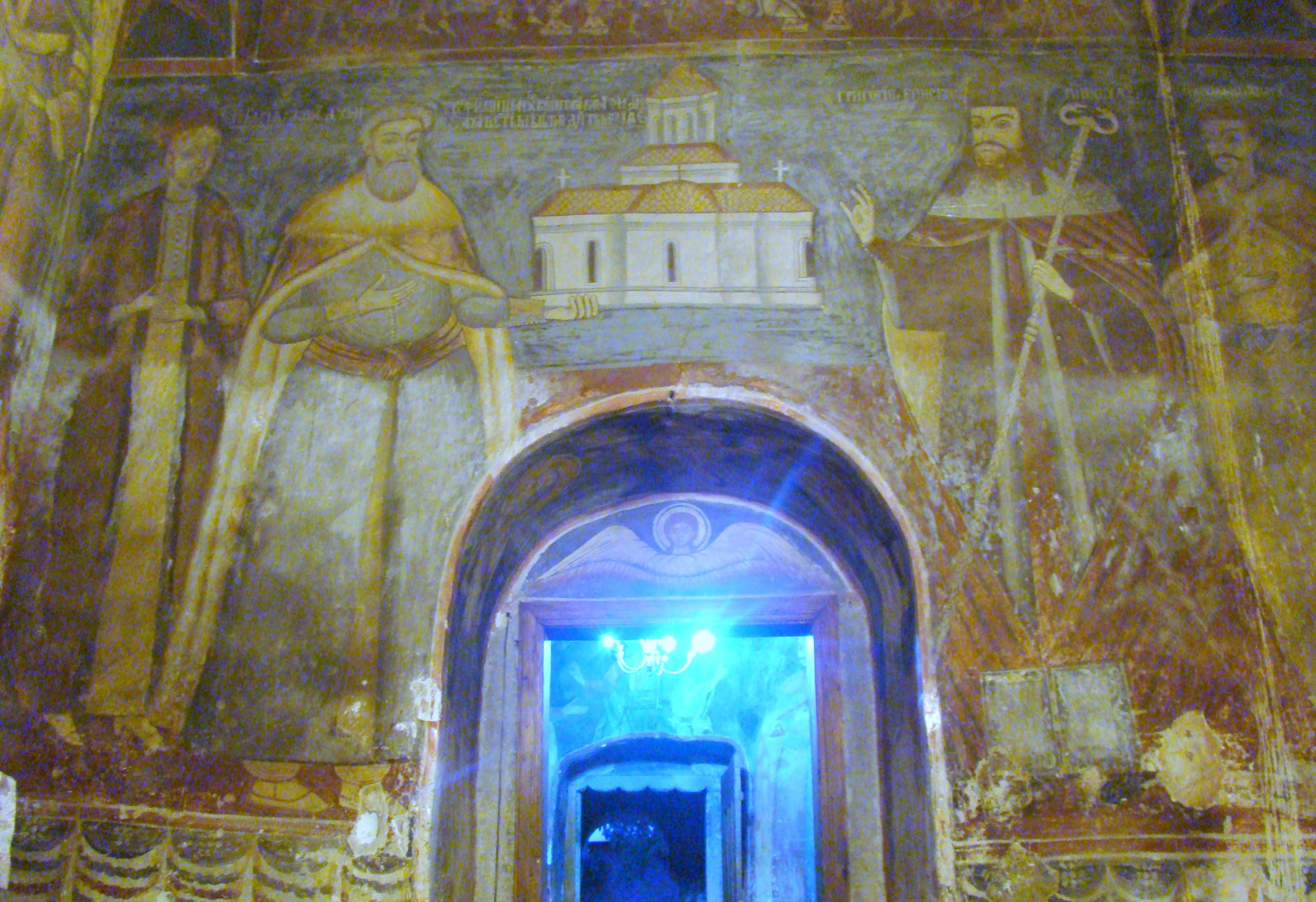
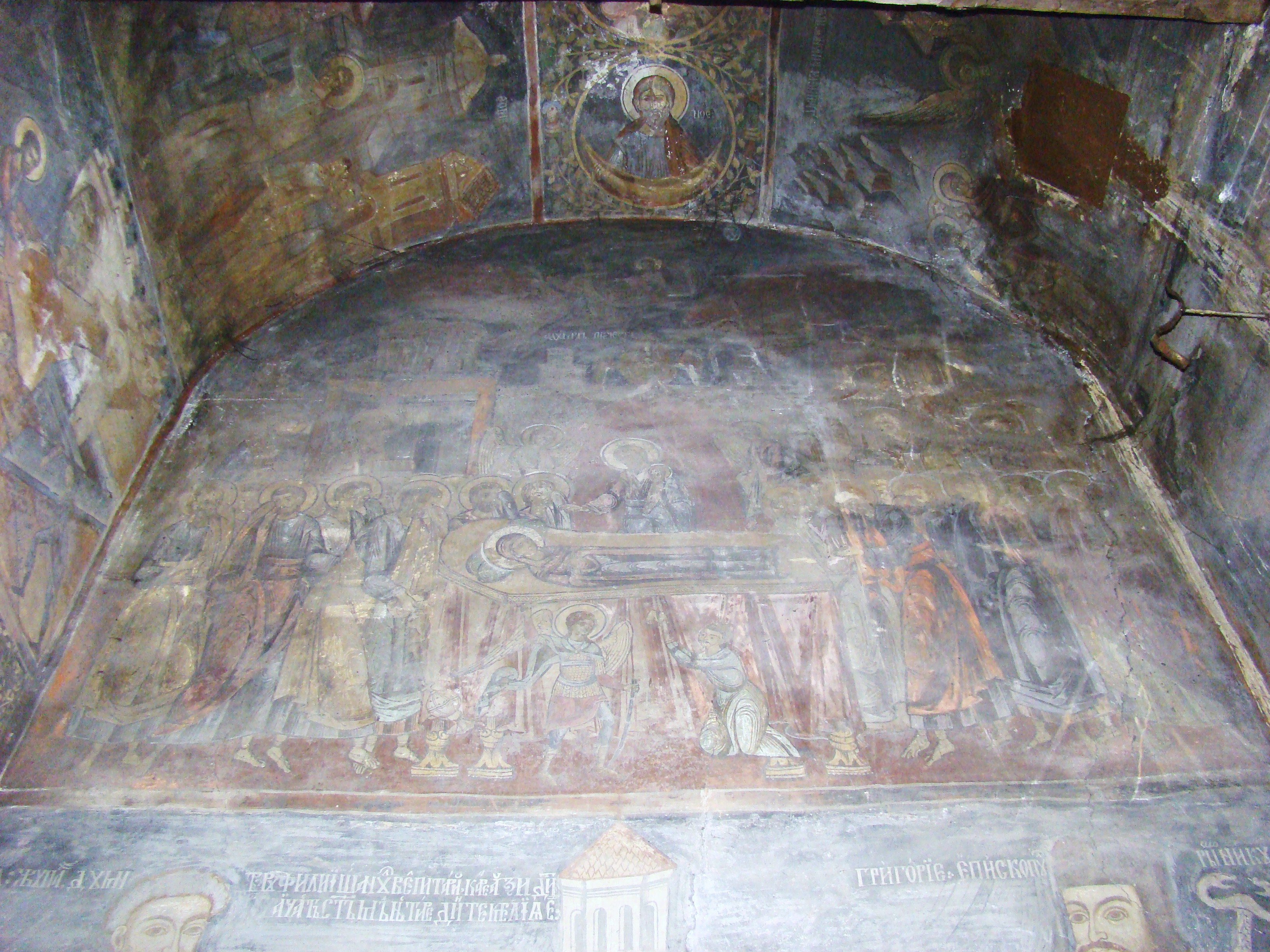
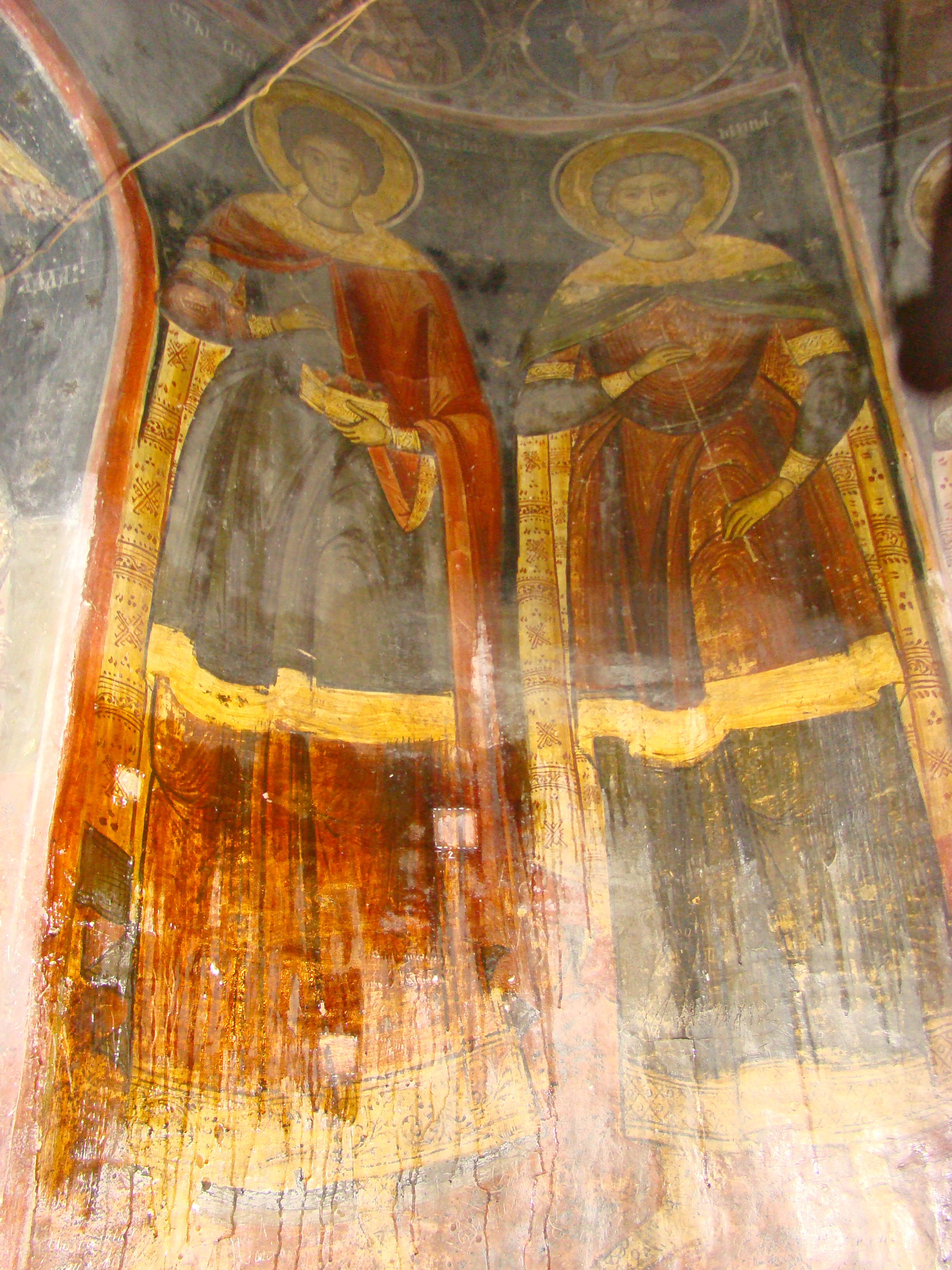
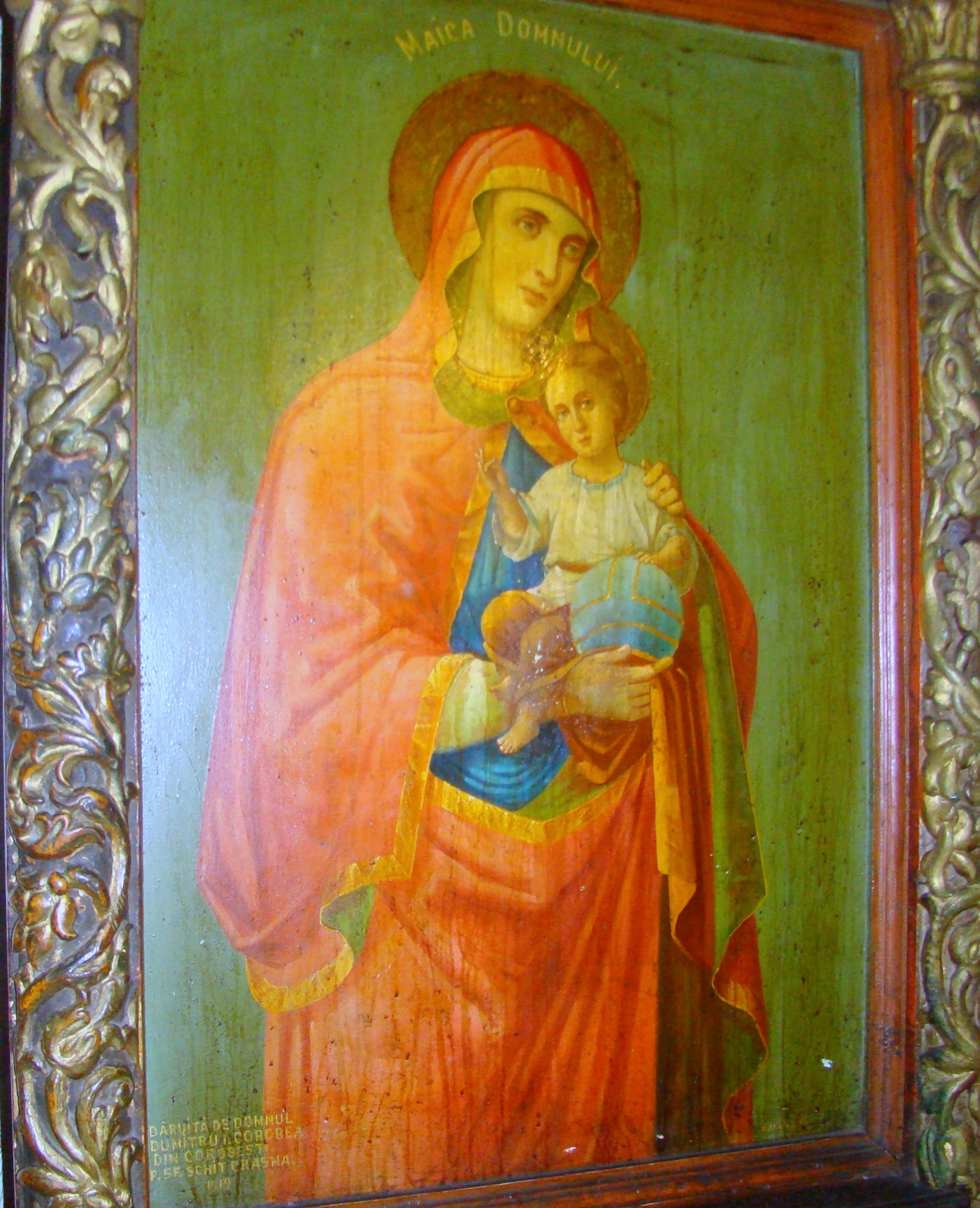
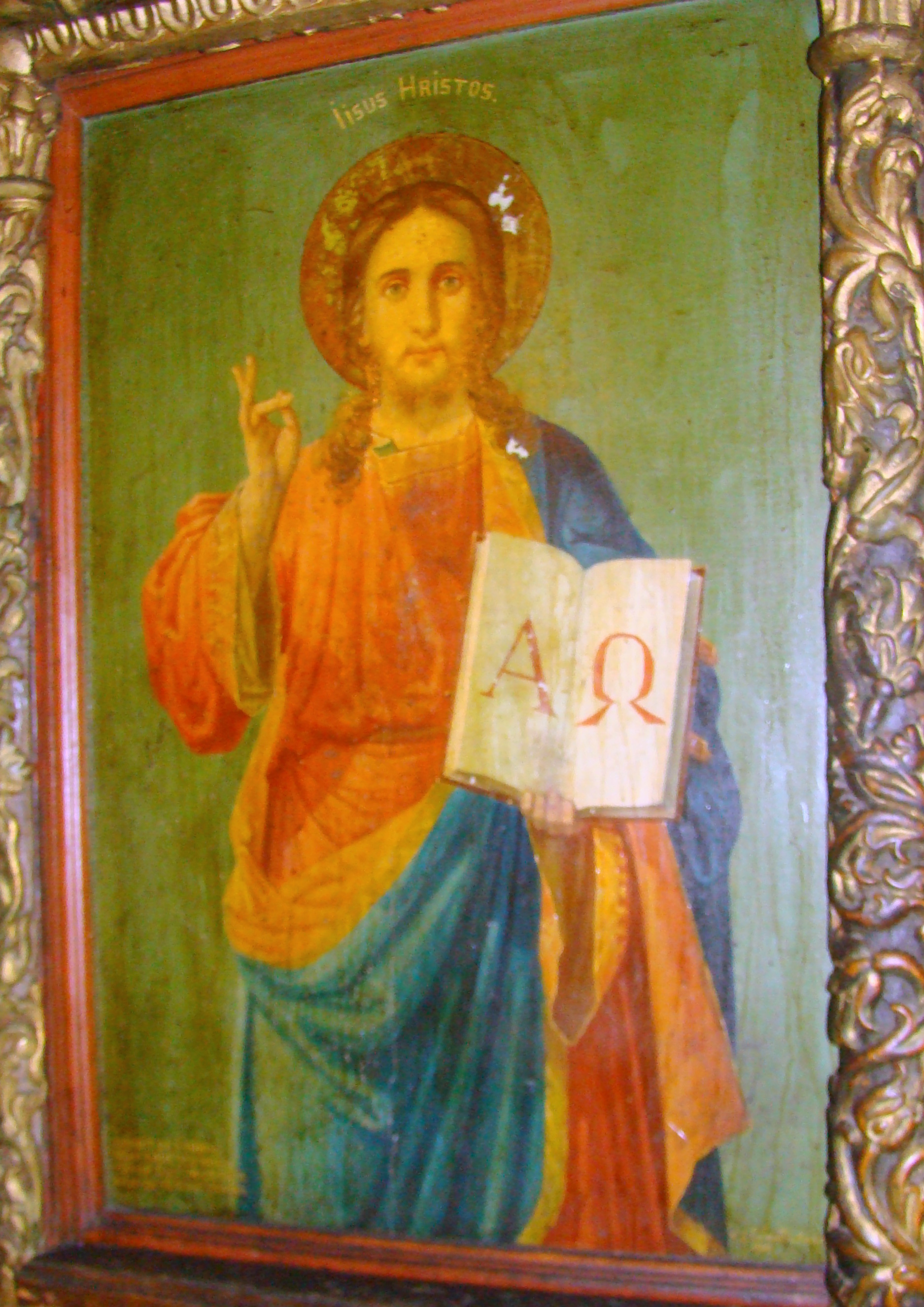
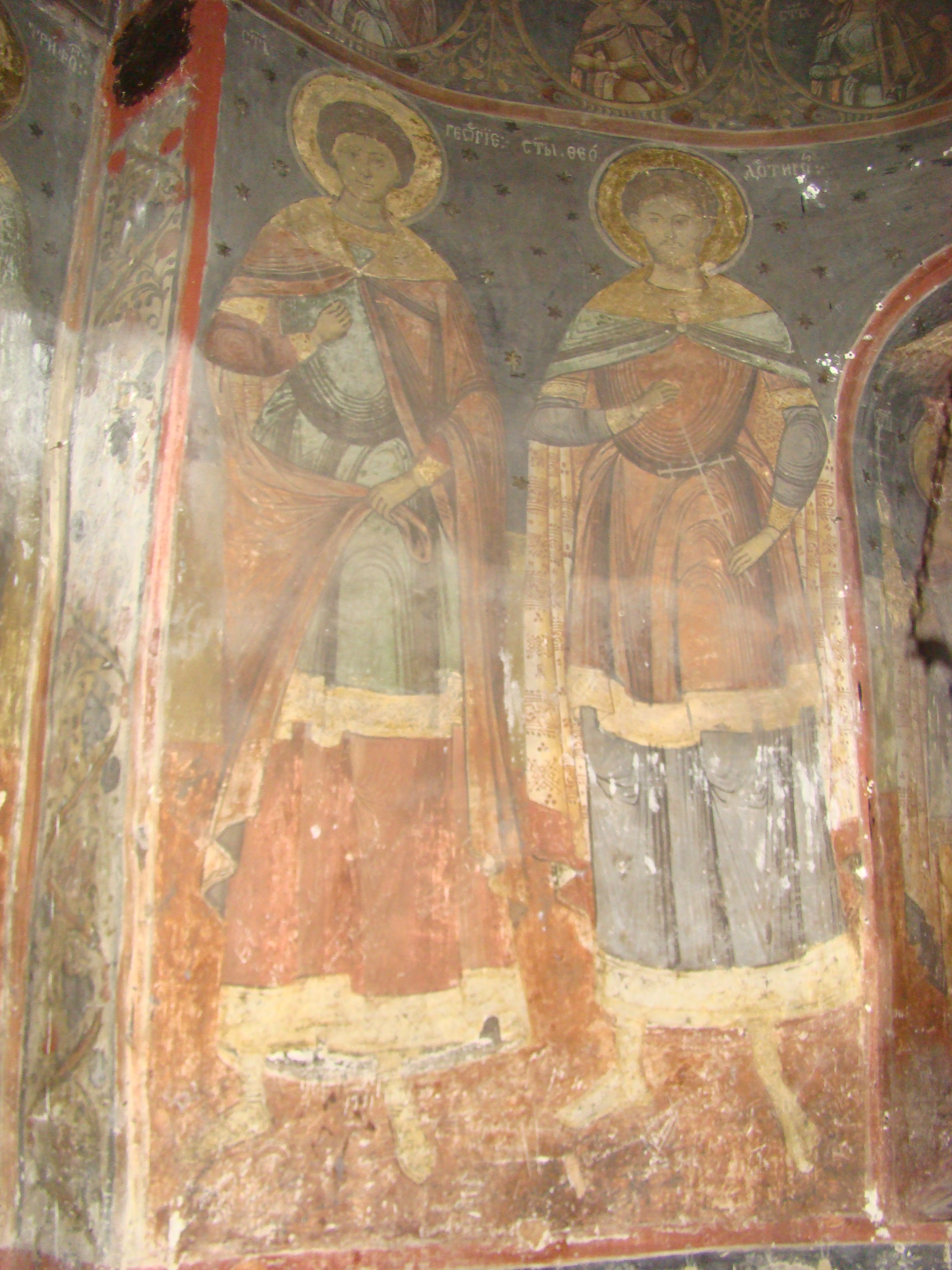
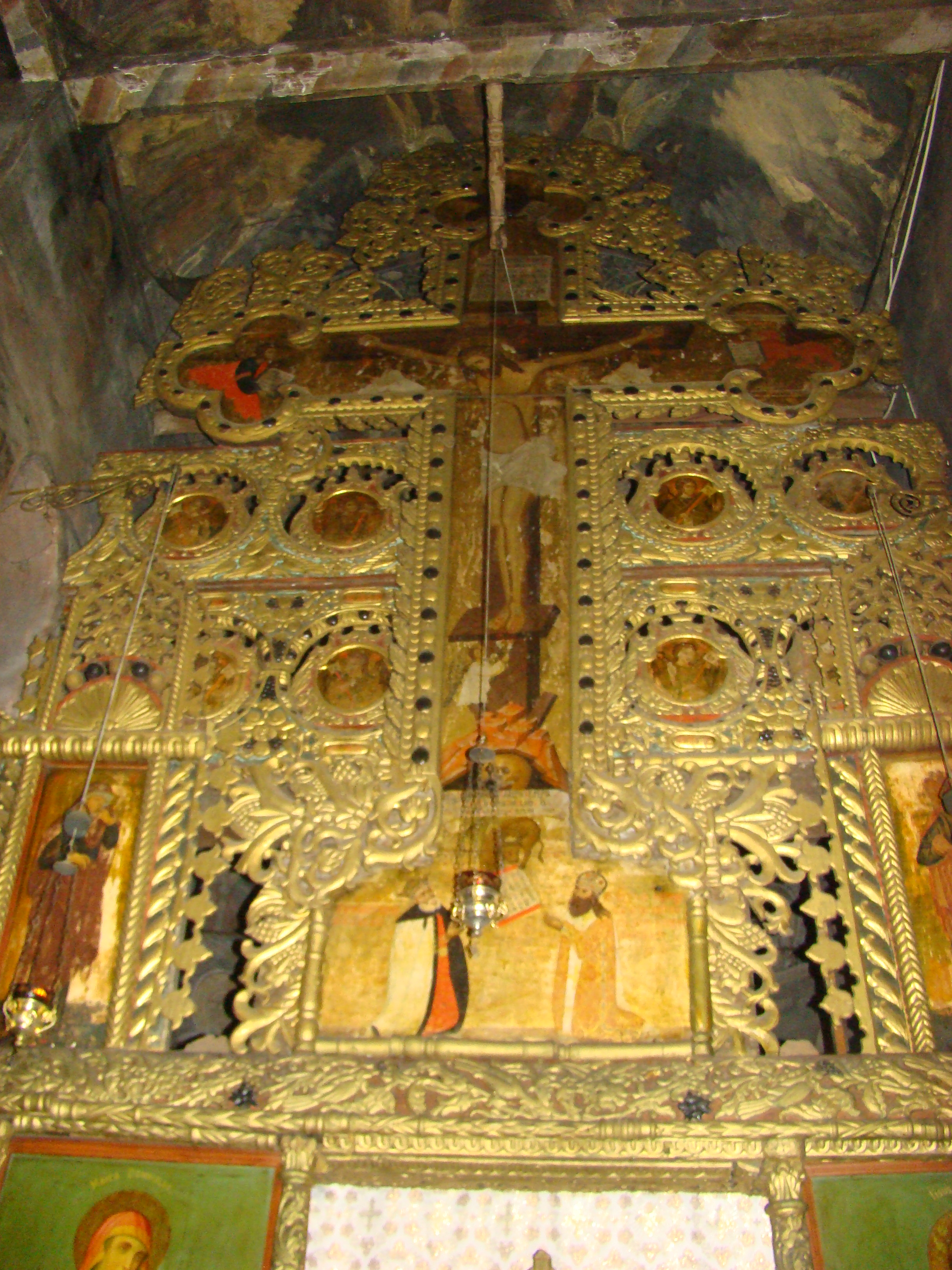
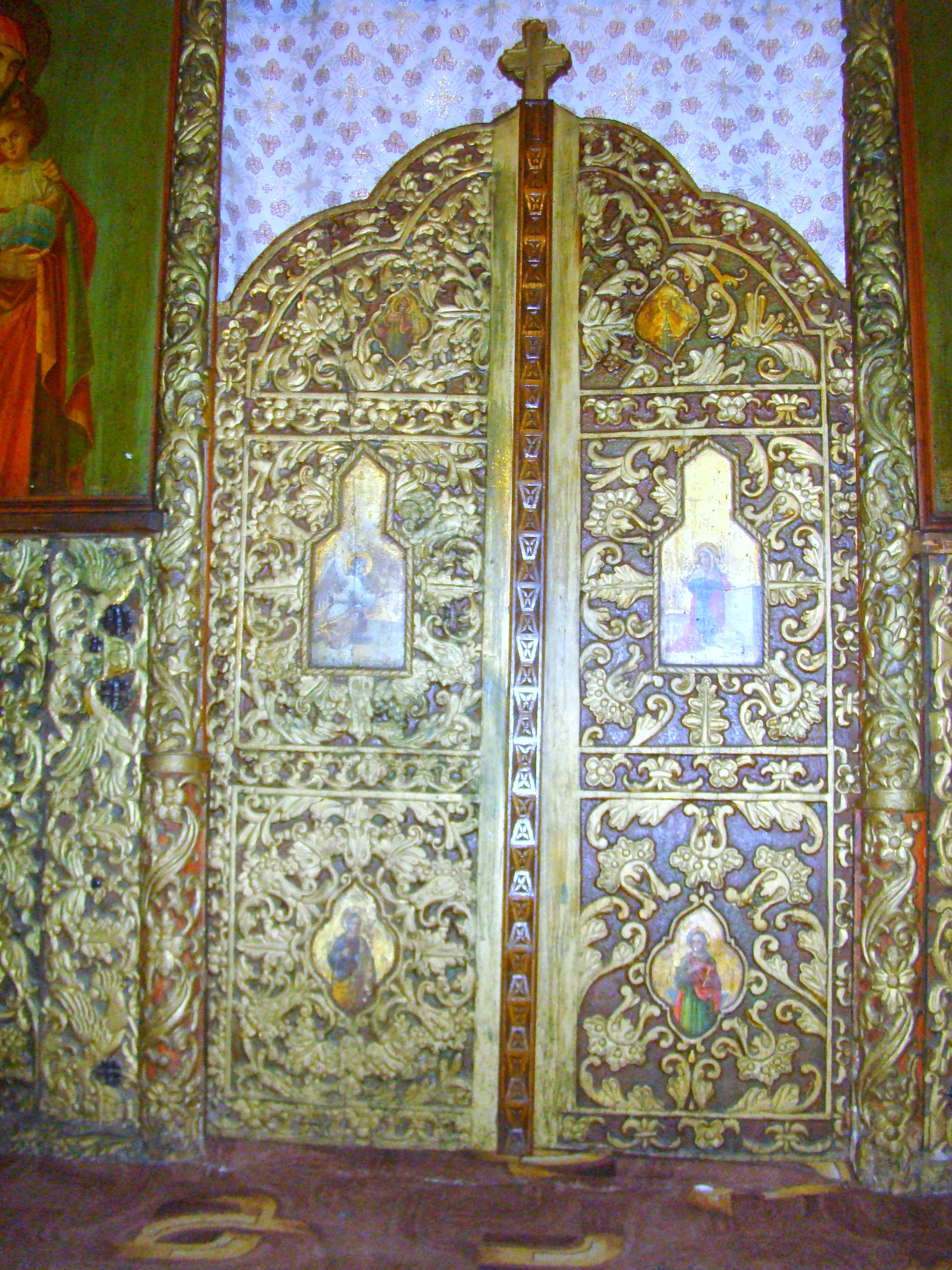
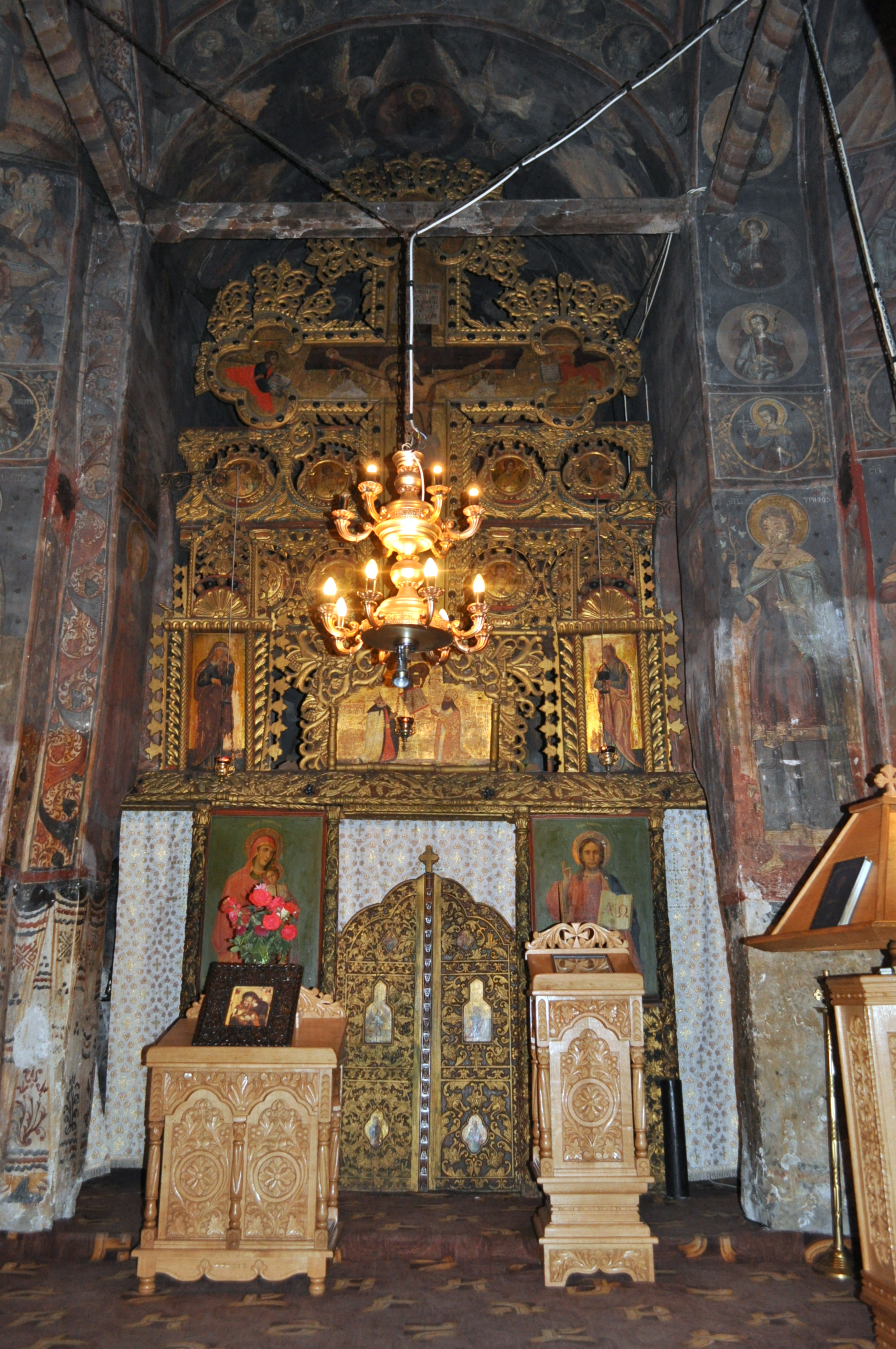
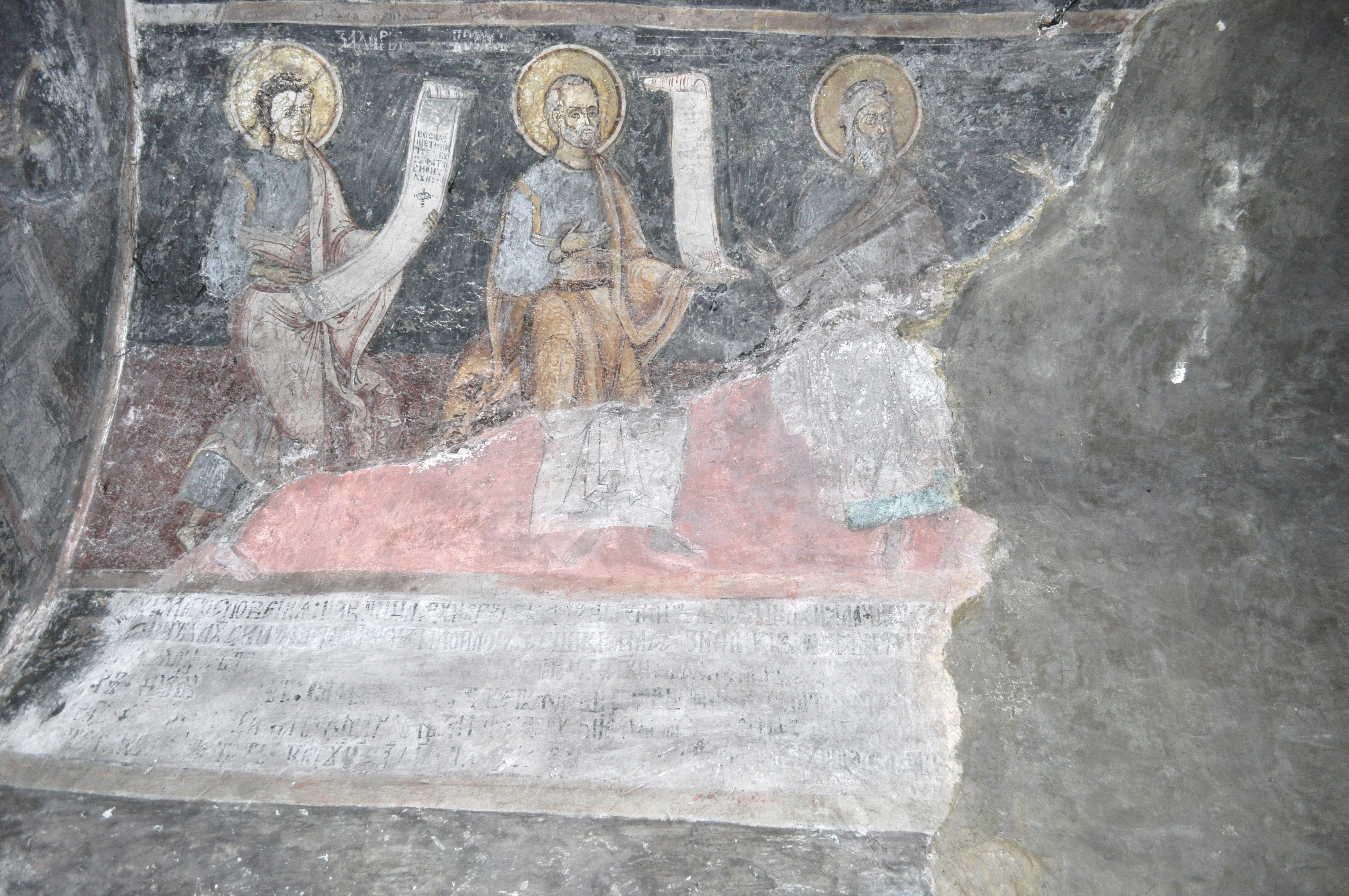
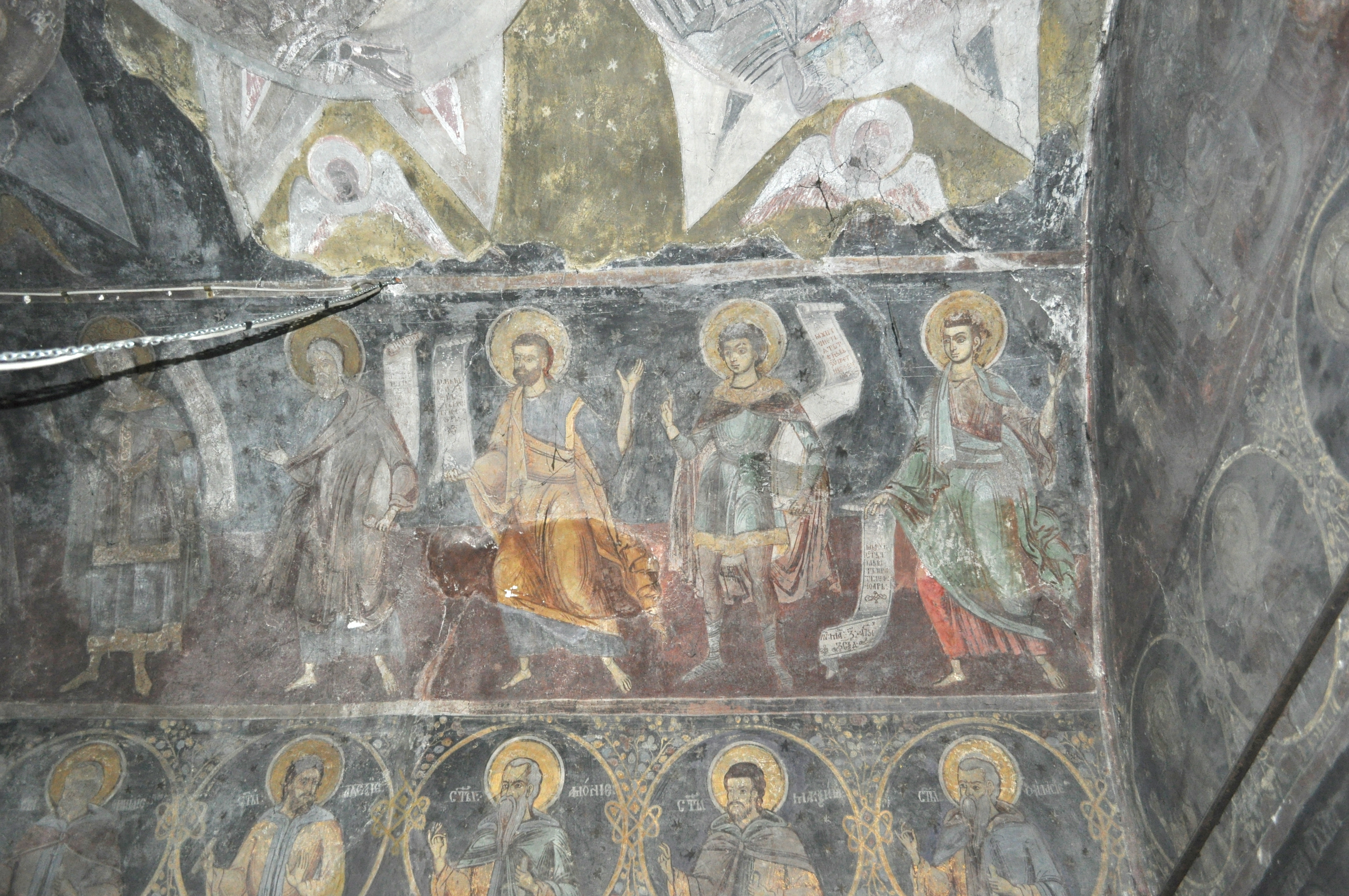
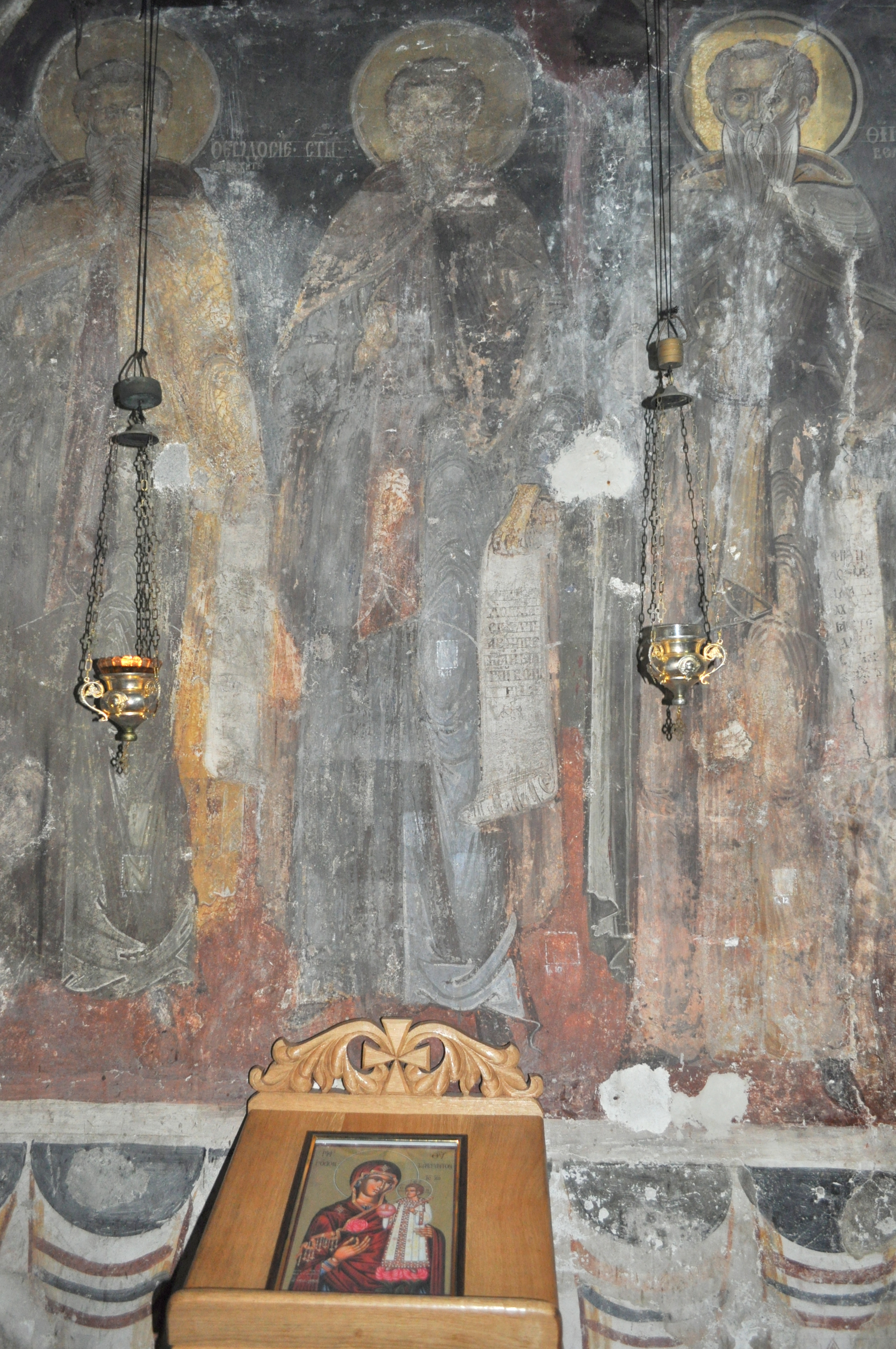
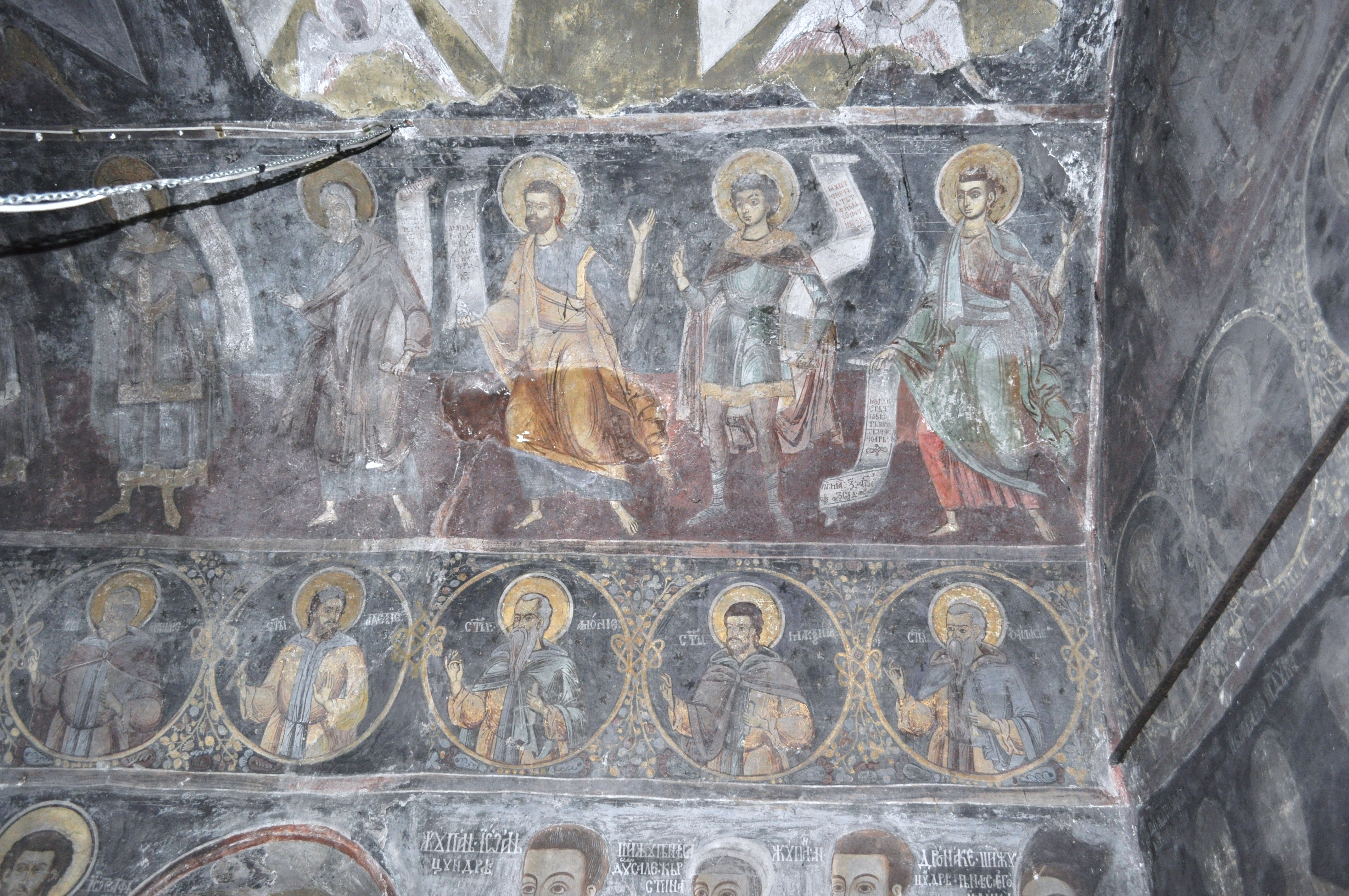
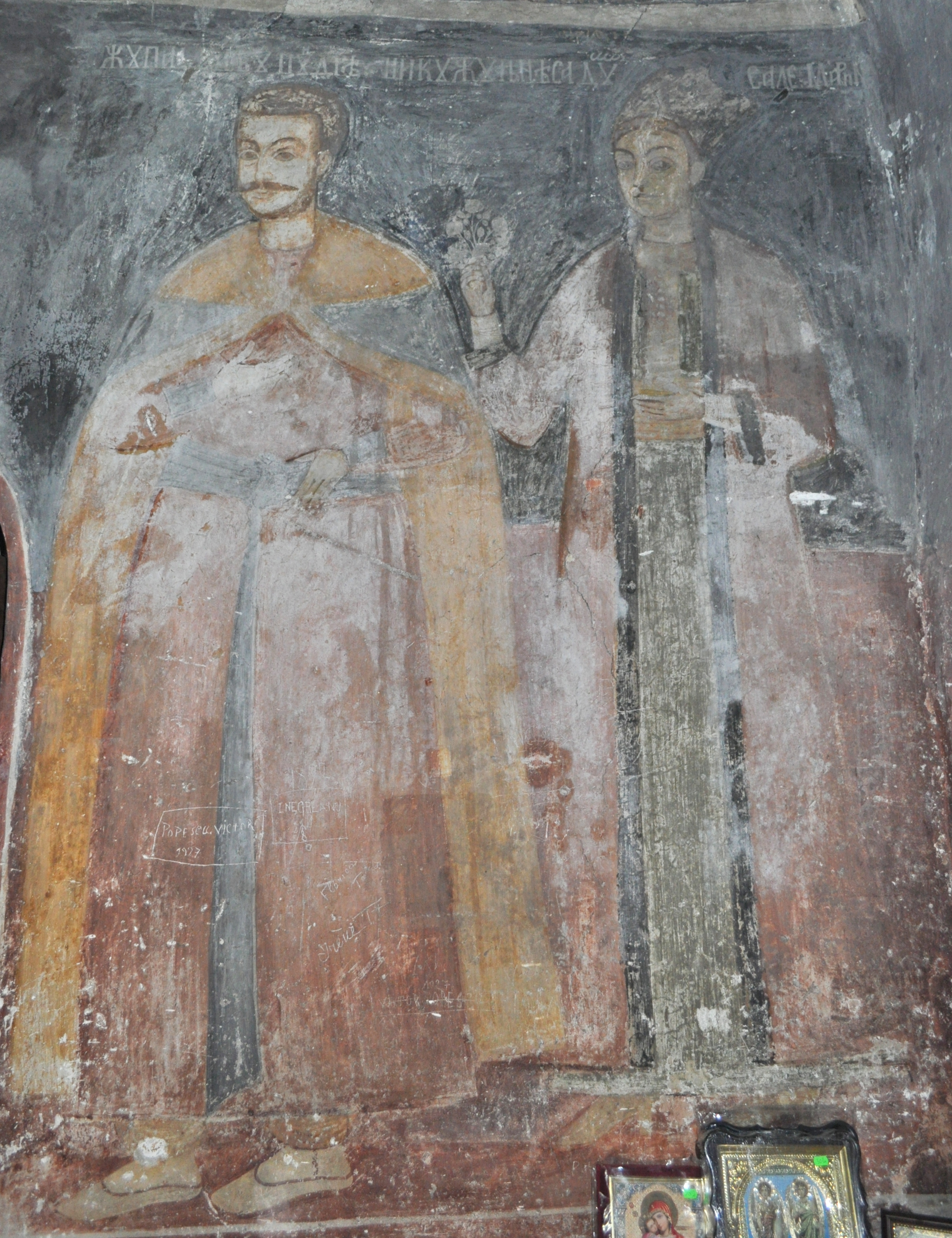
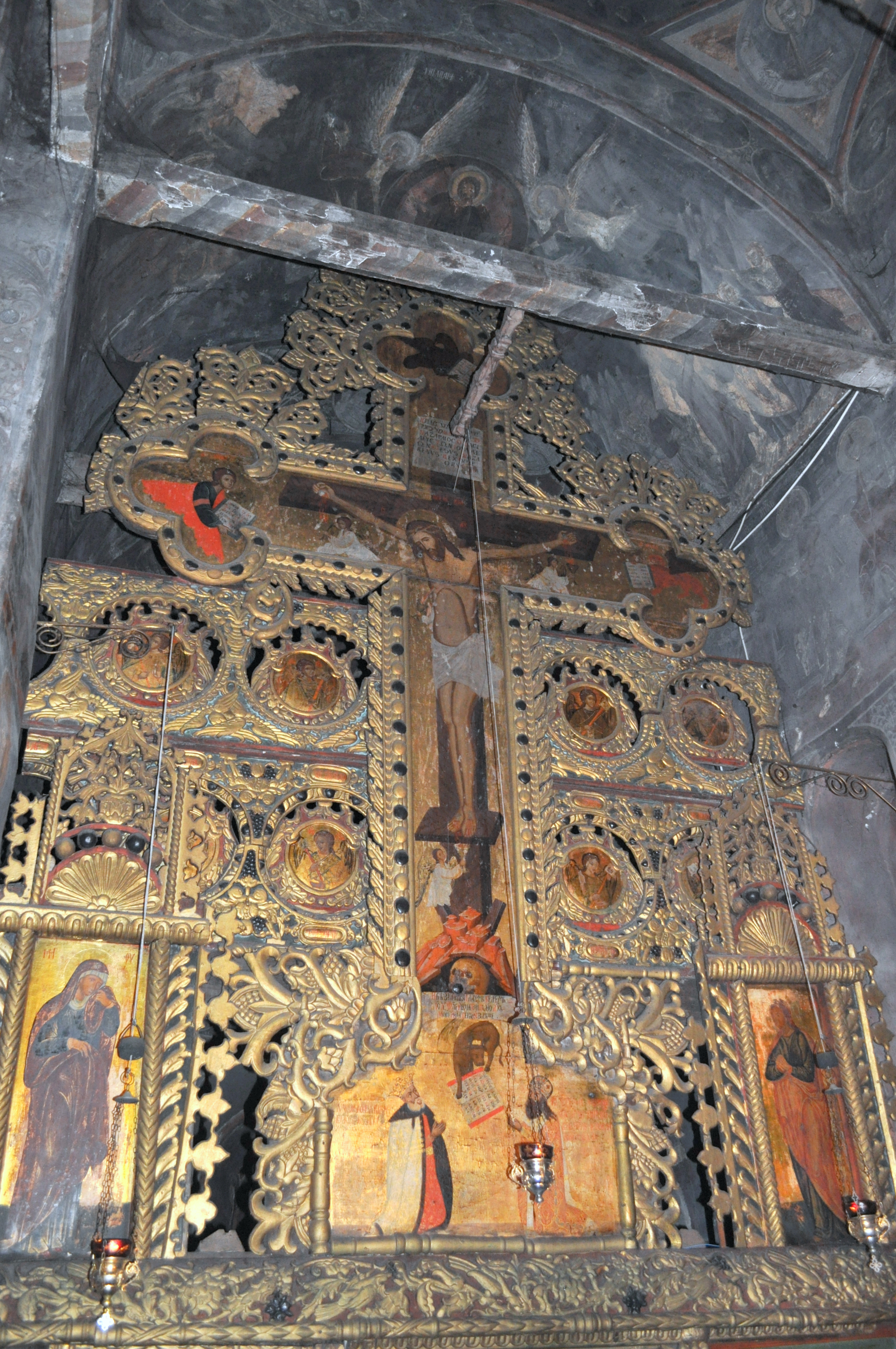
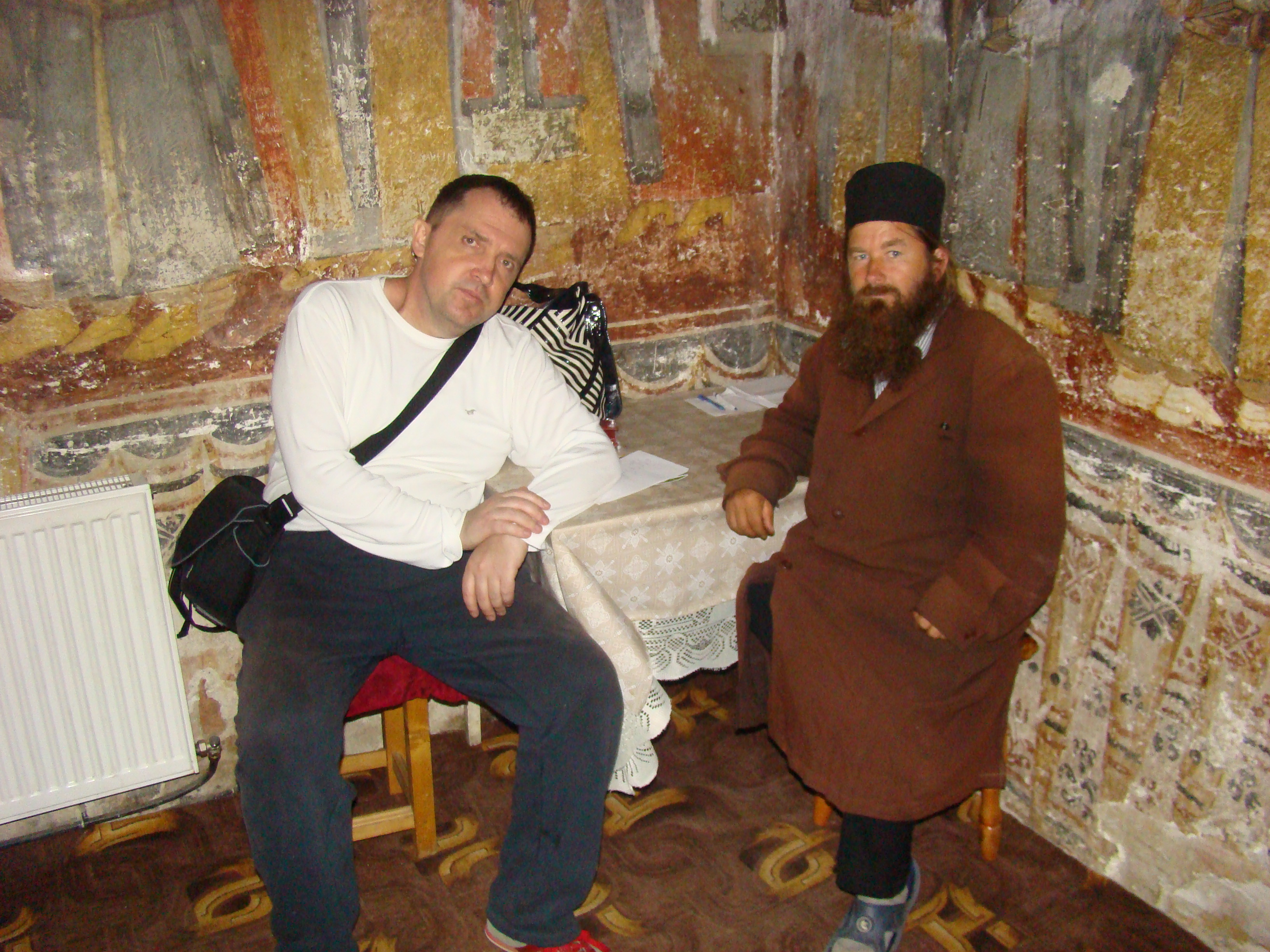